# Peter Paul Rubens
Peter Paul Rubens (ook wel Pieter Paul, Pieter Pauwel of Petrus Paulus genoemd) (Siegen, 28 juni 1577 – Antwerpen, 30 mei 1640) was een Vlaamse barokschilder, tekenaar, tapijtontwerper en diplomaat, die gedurende zijn carrière vooral in Antwerpen werkzaam was. Hij wordt beschouwd als de meest invloedrijke kunstenaar van de Vlaamse barok. Zijn unieke en immens populaire barokstijl legde de nadruk op beweging, kleur en sensualiteit en volgde de directe, dramatische artistieke stijl die in de Contrareformatie werd gepromoot. Zijn dynamische composities beeldden op erudiete wijze onderwerpen uit de klassieke en christelijke geschiedenis uit. Hij schilderde altaarstukken, portretten, genretaferelen, landschappen en historiestukken met mythologische, bijbelse en allegorische onderwerpen. Hij was ook een productief ontwerper van cartoons voor de Vlaamse tapijtateliers en van frontispices voor de uitgevers in Antwerpen. 
Rubens was hofschilder en werkte voor het hof van Mantua, de aartshertogen Albrecht en Isabella van Brussel en Ferdinand, die Isabella opvolgde als landvoogd van de Zuidelijke of Spaanse Nederlanden. Rubens schilderde veel altaarstukken en had daarbij hulp van een groot atelier in Antwerpen, maar ook verbeeldde hij het levensverhaal van Maria de' Medici in het Palais du Luxembourg in Parijs en dat van de Engelse koning Jacobus I in Whitehall in Londen. Rubens maakte ook werk voor de Spaanse koningen Filips III en Filips IV. Hij bouwde naar eigen ontwerp een prachtig Renaissancehuis in Antwerpen, nu bekend als het Rubenshuis, en kocht later een buitenverblijf genaamd kasteel 't Steen in Elewijt.
Rubens bestudeerde zijn hele leven lang de kunst van de Oudheid en de Renaissance en gebruikte veel mythologische motieven in zijn kunst. Met name Titiaan van de Venetiaanse School was een groot voorbeeld voor hem. Hij had nauwe contacten met de jezuïeten en zette zich met hart en ziel in voor de Contrareformatie en de verheerlijking van verschillende personen.
Rubens trouwde tweemaal, met Isabella Brant en met Hélène Fourment. Hij had met hen acht kinderen.

## Biografie

### Voorgeschiedenis

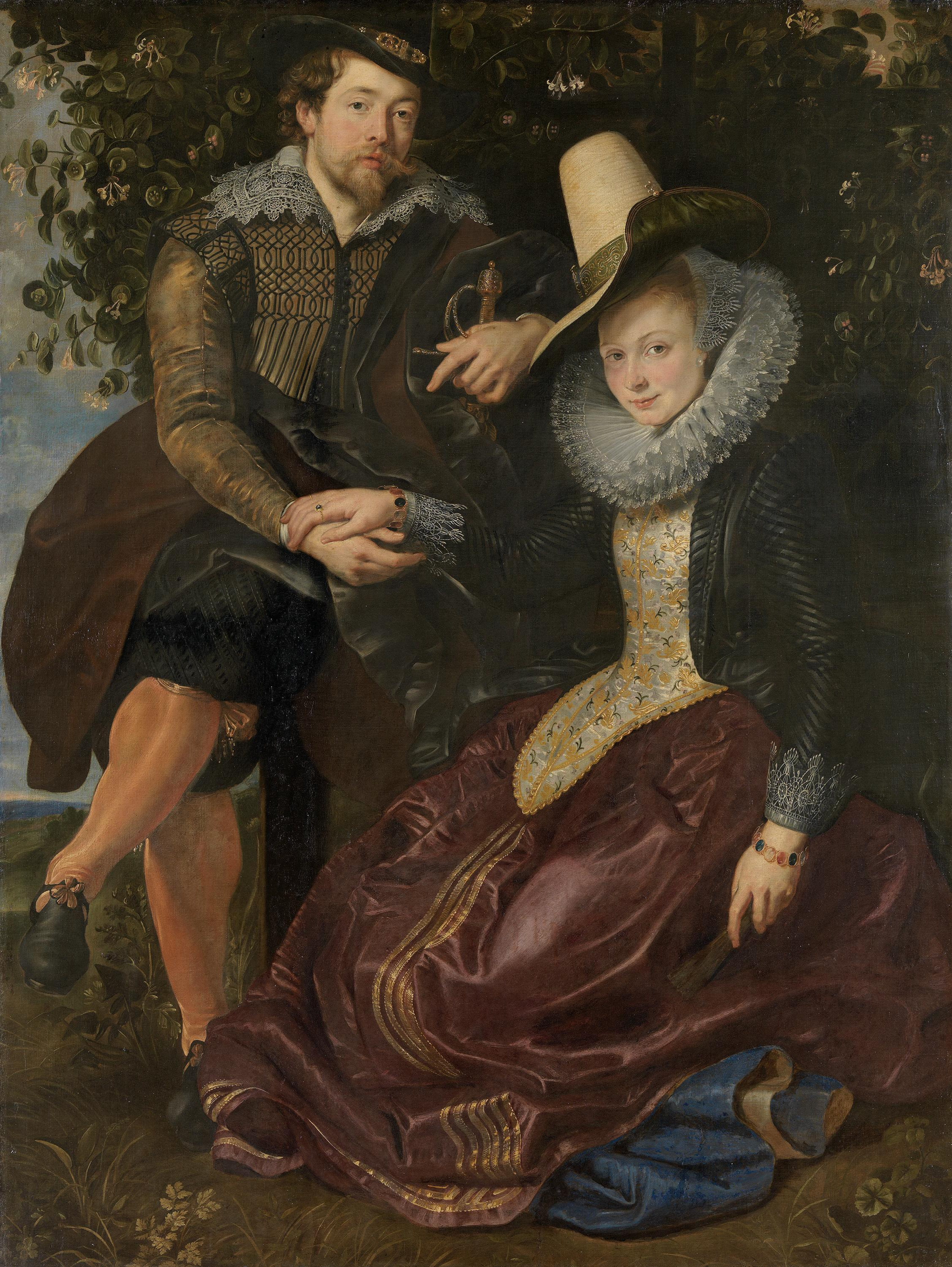
Rubens met zijn vrouw Isabella Brant in een prieel van kamperfoelie

De vader van Peter Paul Rubens, Jan Rubens, was advocaat van beroep. Van 1562 tot 1568 bekleedde Jan Rubens in Antwerpen een schepenambt. Zijn echtgenote, de moeder van Rubens, Maria Pypelinckx, kwam uit een vooraanstaande familie. De Zuid-Nederlandse adel koos, voornamelijk om politieke redenen, de zijde van de Reformatie. Ook Jan Rubens ging tot het calvinisme over. In 1566 woedde de Beeldenstorm, gevolgd door de wraak van de Spaanse koning Filips II: de komst van Alva. Alva ontketende in de Lage Landen een meedogenloze vervolging. In 1568 week het gezin Rubens, met twee jongens en twee meisjes, uit naar Keulen, omdat ze als calvinisten in hun thuisland vervolging vreesden. Maar Keulen was een katholieke stad en Jan Rubens moest het calvinisme afzweren. Nadat Peter Pauls vader was aangesteld als juridisch adviseur van de lutherse Anna van Saksen, de tweede vrouw van Willem van Oranje, verhuisde het gezin Rubens in 1570 naar Siegen, waar haar hof gevestigd was.
Jan Rubens en Anna van Saksen hadden vervolgens een affaire, die tot een zwangerschap leidde. Jan werd hiervoor opgesloten in slot Dillenburg en liep het risico ter dood veroordeeld te worden. De dochter van het overspelige paar, Christina van Dietz, werd op 22 augustus 1571 geboren.
Dankzij de smeekbeden van zijn vrouw kon Jan Rubens na twee jaar de gevangenis verlaten. Na zijn vrijlating werd het Jan Rubens een tijd lang verboden zijn beroep van advocaat uit te oefenen en moest hij zich onder toezicht in Siegen vestigen. Dit legde een zware druk op het gezin, die pas verlicht werd toen in 1577 het tegen Jan Rubens ingestelde beroepsverbod werd opgeheven, na de dood van Anna van Saksen. In deze moeilijke situatie werd in 1574 Philip Rubens geboren, gevolgd in 1577 door zijn broer Peter Paul. In 1578 mocht Jan Rubens zijn ballingsoord Siegen verlaten en verhuisde het gezin Rubens naar Keulen, waar vader Jan Rubens in 1587 overleed. Het bleef Jan Rubens als banneling voorgoed verboden de Nederlanden te betreden. In Siegen had het gezin noodgedwongen tot de Lutheraanse Kerk behoord. In Keulen ging het gezin terug over tot het katholicisme. De oudste zoon, Jan Baptist, die mogelijk ook kunstenaar is geweest, vertrok in 1586 naar Italië. De weduwe Maria Pypelinckx keerde in 1590 met haar gezin (met Blandina, Filips en Peter Paul) terug naar Antwerpen, waar ze zich zoals voorheen in Keulen tot het katholicisme bekenden. Ze betrok een huis in de Kloosterstraat.

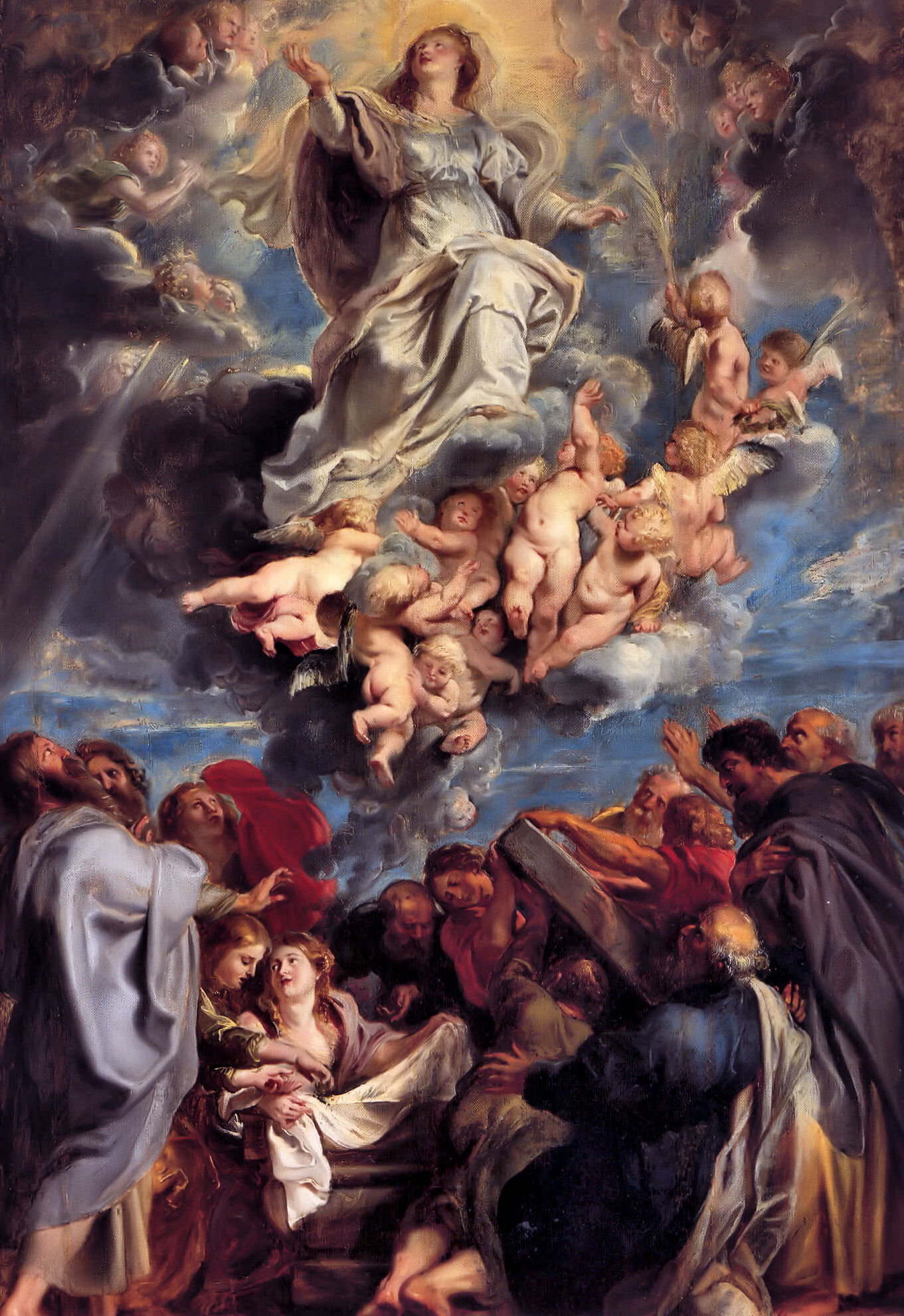
Tenhemelopneming van de Goddelijke en Heilige Maagd Maria, schetsontwerp in olie voor een altaarstuk

Peter Paul Rubens en zijn oudere broer Philip Rubens kregen een humanistische opvoeding in Keulen, en daarna in Antwerpen. Tot aan zijn dood in 1587 hield vader Jan zich persoonlijk met het onderwijs van zijn zonen bezig. Later studeerden ze aan de Latijnse school in Antwerpen, waar ze de Latijnse klassieken leerden kennen. In 1590 moesten de broers hun scholing afbreken en gaan werken, om financieel bij te dragen aan de bruidsschat van hun zuster Blandina. 

#### Page in Oudenaarde
Peter Paul ging als page dienen bij de gravin Marguerite de Ligne-Arenberg, wier schoonvader de gouverneur-generaal van de Spaanse Nederlanden was geweest. De gravin was de weduwe van graaf Philippe de Lalaing en woonde waarschijnlijk in Oudenaarde.

### Schildersopleiding
Antwerpen bezat eind 16e eeuw nog een florerende schilderschool met kunstenaars als Maerten de Vos en Frans Francken. Paul Bril en Joos de Momper waren bekende landschapsschilders en de landschap- en bloemenschilder Jan 'de Fluwelen' Brueghel was een bekende meester van die dagen.
Peter Paul Rubens wilde geen carrière als hoveling, maar een artistieke opleiding volgen en zijn moeder zorgde er voor dat hij in de leer kon bij Tobias Verhaecht, die met haar familielid Suzanna van Mockenborch was getrouwd. Verhaecht was gespecialiseerd in kleine landschappen, en het is niet waarschijnlijk dat hij Rubens doorslaggevend beïnvloed heeft. Maar Rubens leerde bij hem wel de basistechniek voor de compositie en de uitvoering van landschappen. Het Ganay Manuscript, het theoretisch notitieboek van Rubens, toont zijn ideeën over diverse technieken.
Na een jaar bij Tobias Verhaecht in de leer te zijn geweest, studeerde hij vermoedelijk vier jaar (1594-1598) onder de portretschilder Adam van Noort om ten slotte zijn leer te beëindigen bij Otto van Veen (Otto Venius), een van de leidende schilders van Antwerpen en een vooraanstaand vertegenwoordiger van de Romanisten, een groep schilders die in Italië hadden gestudeerd en die doordrongen waren van de geest van de Renaissance. Van Veen had vijf jaar in Rome doorgebracht als leerling van Federico Zuccaro en zich verdiept in de kunst van de Oudheid en Renaissance. Hij ontwierp de Boog van de Spanjaarden bij de Blijde Intocht van de aartshertogen Albrecht en Isabella in 1599 in Antwerpen. Rubens zou later net als Van Veen een verzameling prenten en tekeningen aanleggen als studiemateriaal. Hij gebruikte bijvoorbeeld Italiaanse prenten als uitgangspunt voor eigen werk en hij zou zijn hele loopbaan aan andere kunstenaars blijven ontlenen.
Rubens werd in 1598 opgenomen als meester in het Antwerpse Sint-Lucasgilde. Als onafhankelijk meester mocht hij nu opdrachten aannemen en leerlingen opleiden. zijn eerste leerling was Deodatus Delmonte. Behalve een in 1597 gedateerd classicistisch portret, dat zich te New York bevindt, kent men alleen onzekere toeschrijvingen van jeugdwerk van voor 1600. Hij schilderde omstreeks die tijd Adam en Eva in het Paradijs (vóór 1600) en Het oordeel van Paris (ca. 1600).

### In dienst van de hertog van Mantua

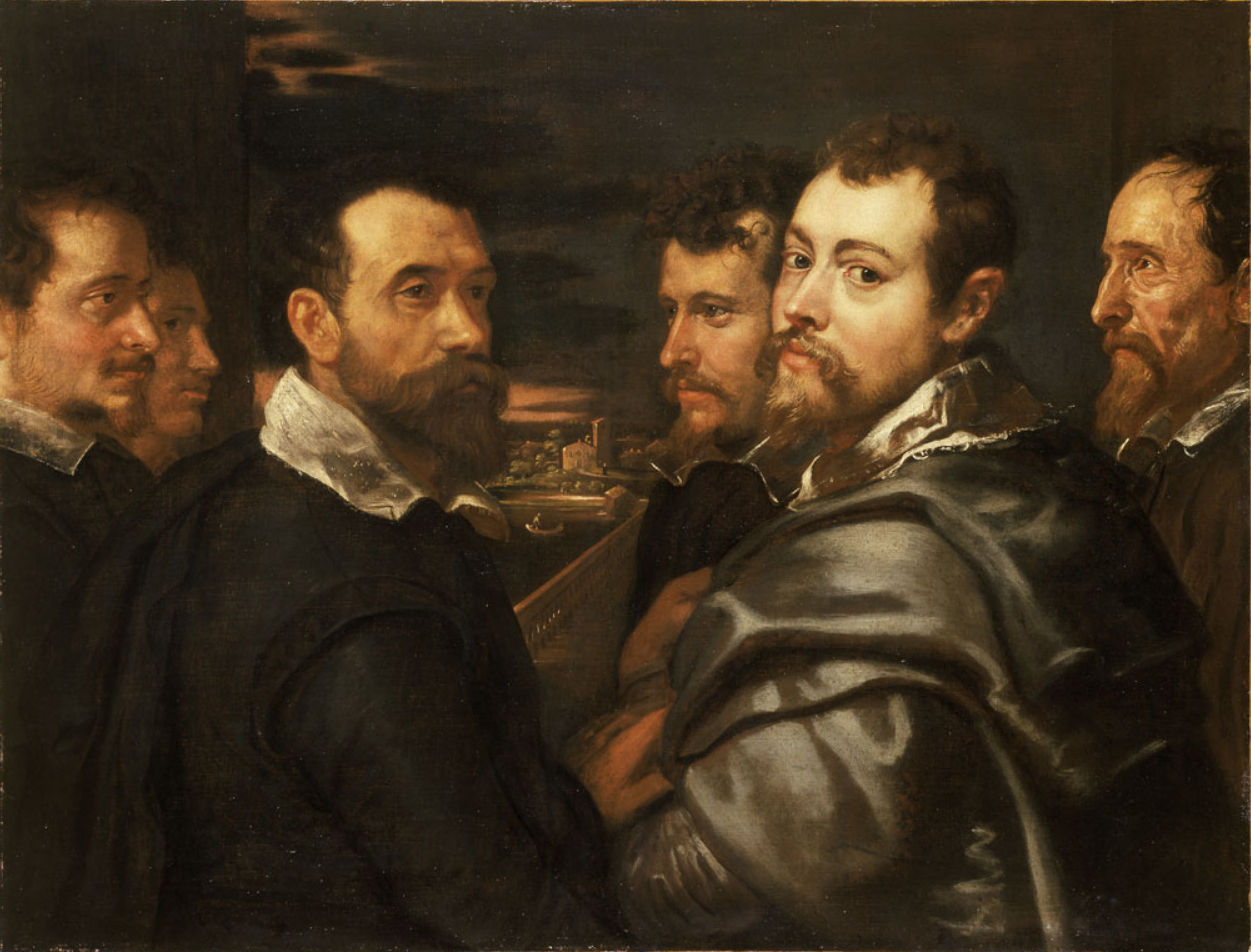
Zelfportret met een groep vrienden in Mantua, 1602-06

Op 9 mei 1600 vertrok hij met zijn leerling Deodatus Delmonte naar Italië, waar hij beïnvloed werd door de kunst van de Oudheid. In Venetië trad hij, volgens Rubens' neef, op uitnodiging van een Mantuaans edelman, in dienst van de hertog van Mantua, Vincenzo I Gonzaga, tot 1608. Gonzaga was een neef van aartshertog Albrecht en had hem het jaar ervoor in Brussel bezocht. Waarschijnlijker echter verwierf Rubens zo snel een positie door een aanbevelingsbrief van Albrecht. 
Het werk van Andrea Mantegna, met name de negen doeken die de Triomf van Caesar uitbeeldden, maakte vermoedelijk de meeste indruk op de jonge Vlaming. Rubens maakte aan het hof kennis met kapelmeester en componist Claudio Monteverdi. Galilei bezocht Mantua tweemaal in de periode dat Rubens er verbleef en voordien had ook Torquato Tasso aan het hof van Mantua gewerkt. Rubens sprak later over het hof van Mantua van 'de verrukkelijke tijd die ik daar in mijn jeugd heb doorgebracht'.  

#### Florence
In deze Italiaanse periode leerde hij veel van de werken van de kunstschilder Caravaggio kennen. In 1601 reisde hij met de hertog naar Florence voor het huwelijk met de handschoen van Maria de' Medici en Hendrik IV van Frankrijk. Twintig jaar later zou hij voor Maria's nieuwe Palais du Luxembourg in Parijs, de Bruiloft in Florence schilderen.

#### Eerste verblijf in Rome
Eind 1601 reisde Rubens naar Rome. Kardinaal Montalto, een neef van de paus, verleende hem 'protectie', omdat hertog Gonzaga hem daar in een brief om had gevraagd. Rubens zou schilderijen gaan kopiëren en tekeningen maken naar beelden uit de Oudheid, terwijl de hertog naar Kroatië trok om strijd te leveren. Rubens maakte er kennis met de Griekse en Romeinse kunst en kopieerde in Rome werken van de Italiaanse meesters. Hij tekende onder meer de Afrikaanse visser, de Laocoön-groep en de Belvédère-torso. In Rome schilderde hij zijn eerste altaarstuk voor het Santa Helena-altaar in de kerk van het Heilig Kruis (Santa Croce in Gerusalemme). De eerste Romeinse opdracht had hij aan aartshertog Albrecht te danken, die voor zijn huwelijk kardinaal-aartsbisschop van Toledo was geweest en in de Santa Croce zijn kardinaalshoed had ontvangen. Op twee kleinere panelen voor de zijaltaren van de kapel schilderde Rubens de Bespotting van Christus en een Kruisoprichting, die verloren zijn gegaan.
In 1600 was de Duitse kunstenaar Adam Elsheimer naar Rome gekomen. Hij zou er tot zijn overlijden in 1610 blijven. Rubens raakte in Rome met Elsheimer bevriend.
In april 1602 keerde Rubens terug in Mantua. Hij schilderde De vlucht van Aeneas (ca. 1602) en het Zelfportret met vrienden, wat het vroegst bekende zelfportret is van de meester. Toen ontving Rubens zijn eerste opdracht als diplomaat: geschenken brengen naar het hof van koning Filips III van Spanje, dat, wat later bleek, naar Valladolid was afgereisd. Daar onder waren schilderijen van andere meesters, die zó beschadigd raakten door de regen tijdens de reis, dat Rubens ze moest restaureren.
Rubens' ervaringen in Italië bleven ook na zijn terugkeer naar Vlaanderen zijn werk beïnvloeden. Zijn verblijf in Italië stelde hem ook in staat om een netwerk van vriendschappen op te bouwen met belangrijke figuren uit zijn tijd, zoals de wetenschapper Galileo Galilei die hij als centrale figuur opnam in zijn vriendschapsportret dat hij in Mantua schilderde, bekend als het Zelfportret met een groep vrienden uit Mantua. Rubens bleef met veel van zijn vrienden en contacten in het Italiaans corresponderen, ondertekende zijn naam als "Pietro Paolo Rubens" en sprak verlangend over een terugkeer naar het schiereiland - een wens die nooit is uitgekomen.[27] Rubens was een polyglot die niet alleen in het Italiaans en Nederlands correspondeerde, maar ook in het Frans, Spaans en Latijn. Zijn moedertaal en meest gebruikte idioom bleef echter het Brabantse dialect. Dit blijkt uit het feit dat hij zijn meest spontane brieven in dat dialect schreef en het ook gebruikte voor de aantekeningen bij zijn tekeningen en ontwerpen.

#### Spanje

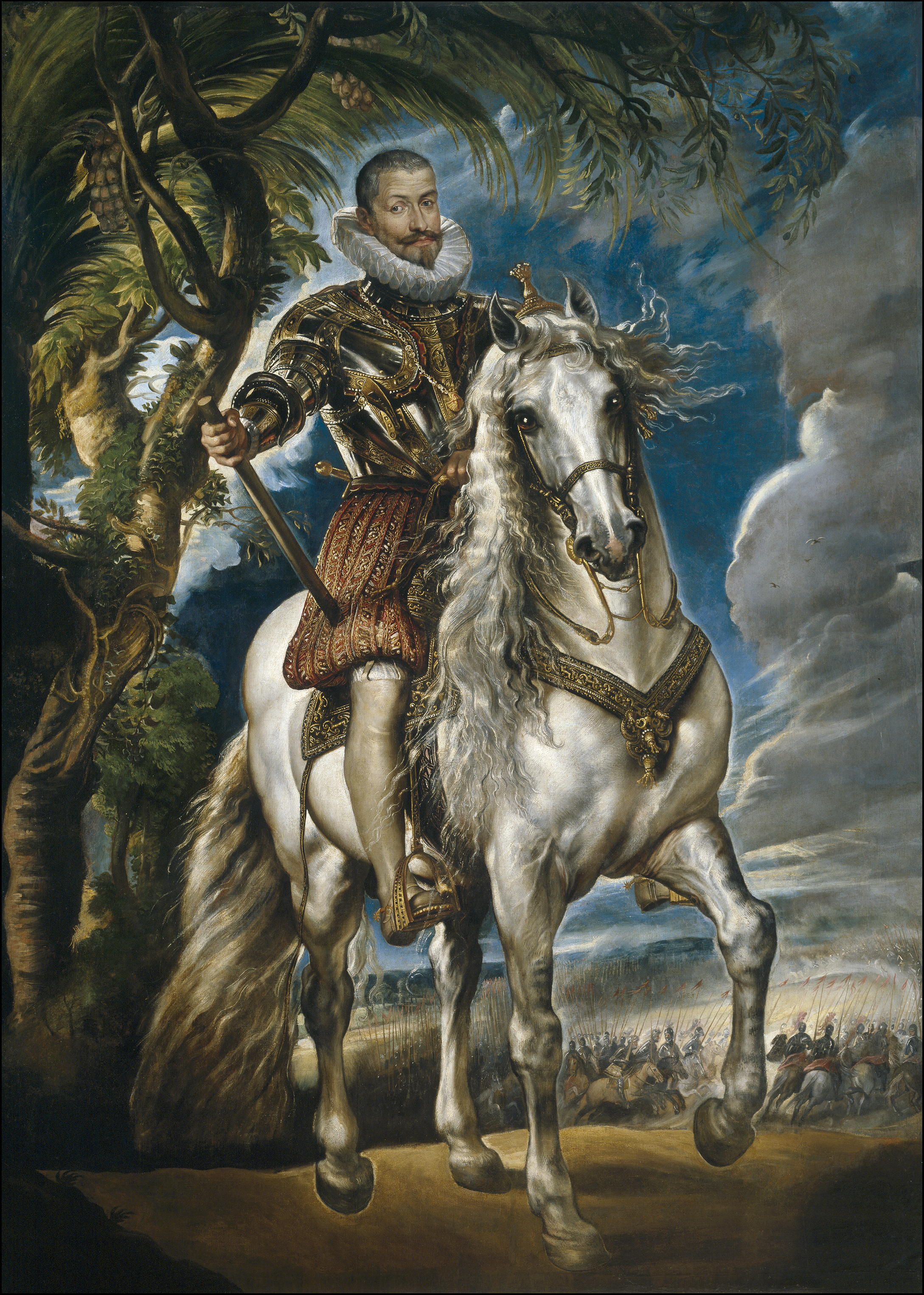
Ruiterportret van de hertog van Lerma

Van 1603 tot 1604 verbleef hij in Spanje. Hij beleefde er de confrontatie van de Spaanse kunst met de Venetiaanse werken van Titiaan in Madrid. In opdracht van de Hertog van Lerma schilderde hij de dertiendelige reeks der Apostelen en een Christusfiguur, alsook een schilderij van zijn opdrachtgever gezeten op diens paard. Dat ruiterportret was zijn 'eerste oefening in realpolitische propaganda'. In feite oefende in Spanje de eerste minister, de hertog van Lerma, de feitelijke macht uit.

#### Venetië
Begin 1604 was Rubens terug in Mantua, maar hij ging naar Venetië om zoveel mogelijk te leren van Titiaan, Paolo Veronese en Tintoretto om daarna in Mantua te beginnen aan de grote opdracht van de hertog: de decoratie van het hoogaltaar van de jezuïetenkerk, die aan de Heilige Drievuldigheid was gewijd. Rubens schilderde er De familie Gonzaga in aanbidding voor de H. Drievuldigheid, een Transfiguratie en een Doop van Christus voor. Daarna kreeg hij gelegenheid om naar Rome terug te keren.  

#### Tweede verblijf in Rome
In 1605 verbleef Rubens samen met zijn oudere broer Filips in Rome. Filips had aan de universiteit van Rome zijn rechtenstudie afgemaakt en was bibliothecaris geworden bij kardinaal Ascanio Colonna. ze bewoonden een huis in de strada della Croce bij de Piazza di Spagna. Ze maakten samen een grondiger studie van de kunst en levenswijze van de Romeinen, wat resulteerde in het boek Electorum libri II (1608, gedrukt bij Plantijn in Antwerpen), met tekst van Filips en tekeningen van Peter Paul. 
Door kopieën te maken, verzamelde Rubens zoveel mogelijk documentatiemateriaal. Hij kopieerde Michelangelo Buonarroti, Rafaël, Titiaan en Leonardo da Vinci. Later zou hij een bijzonder talent aan de dag leggen voor het integreren van andermans ideeën in zijn eigen werk.
Rubens vond in Rome hooggeplaatste beschermers: kardinaal Scipio Borghese (Protector van Germanië en de Lage Landen), een neef van Sixtus V en bisschop (later kardinaal) Giacomo Serra. De laatste stond er op dat zijn protegé het hoofdaltaar van de Nieuwe Kerk (Chiesa Nuova) zou decoreren. Het schilderij, met daarop centraal Gregorius de Grote, bleek uiteindelijk bij de installatie te veel te spiegelen, waarna Rubens drie schilderijen maakte op leisteen. Voor de inrichting werd hij tussentijds door de hertog weggeroepen om hem naar Genua te begeleiden.

#### Genua
Het schilderij De besnijdenis werd van Rome verscheept voor de jezuïetenkerk San Ambrogio in Genua. Rond 1606-1607 schilderde Rubens portretten in Genua, waaronder een ruiterportret, vermoedelijk van Giovanni Carlo Doria en het portret van Veronica Spinola Doria. Rubens legde in Genua contacten, die hem later de opdracht opleverden voor het altaarstuk De wonderen van de H. Ignatius voor de jezuïetenkerk van Genua. Na de afwikkeling in de Nieuwe Kerk, vertrok Rubens oktober 1608 naar Antwerpen, waar zijn moeder op sterven zou liggen. Bij aankomst bleek dat zijn moeder al negen dagen was gestorven voor hij uit Rome vertrok. Ze was reeds begraven in de St. Michielsabdij. Rubens liet er in de kapel een altaar bouwen en plaatste er het schilderij boven, dat oorspronkelijk voor de Chiesa Nuova in Rome was bestemd.

### Hofschilder van aartshertogen

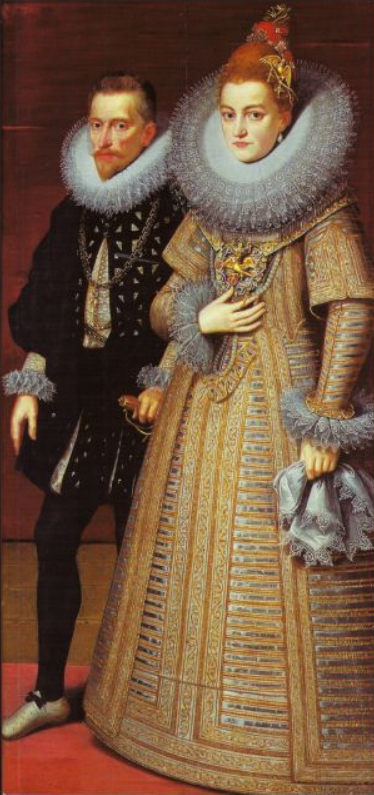
Albrecht en Isabella, Rubens' mecenassen, door Rubens' leermeester Otto van Veen

In oktober 1608 keerde hij terug naar de Spaanse Nederlanden en werd daar in 1609 benoemd als hofschilder van de aartshertogen Albrecht van Oostenrijk en Isabella van Spanje. Hij was de derde zoon van keizer Maximiliaan II en zij de favoriete dochter van Filips II van Spanje. Ze kwamen in 1599 naar Antwerpen. Met hen kwam het herstel van de katholieke Kerk, begonnen toen Alexander Farnese in 1585 de stad innam, goed op gang.
Protestantse beeldenstormers hadden in 1566 veel schilderijen en kunstwerken in de kerken vernield, om alle idolatrie uit te bannen. In 1581 was er nog een 'schoonmaakactie' van het calvinistische stadsbestuur geweest. Het Concilie van Trente (1545-1563) had christelijke dogma's afgekondigd, die opnieuw werden geïnterpreteerd. De kunstenaar Rubens, die de nieuwe beweging van de Contrareformatie stilistisch moest gaan ondersteunen, diende dan ook een andere iconografie te ontwikkelen voor nieuwe kerkdecoraties. De nieuwe iconografie moest zowel onderrichten als ontroeren. Er werd zwaarder getild aan de juistheid en historiciteit van kunstwerken dan vóór de Reformatie. Het grootste deel van wat eerder door 'sprookjesachtige verhalen', door werken als de Legenda aurea, in de kunst terechtgekomen was, werd 'gezuiverd'. De Maria-cultus werd actief gepromoot en versterkt.
Rubens ontving van de aartshertogen een jaargeld van 500 florijnen, hoefde zich niet aan het hof in Brussel te vestigen en mocht aan wie hij wilde zijn kunst onderwijzen, want hij werd vrijgesteld van de reglementen van het schildersgilde, dat maar als een 'organisatie van ambachtslieden' werd gezien. Daarmee werd zijn status verhoogd. Hij mocht zoveel leerlingen in dienst nemen als hij wilde, zijn leerlingen betaalden geen lidmaatschapsgeld aan het gilde, Rubens hoefde er geen bestuursfuncties te vervullen en zijn weduwe zou over de erfenis geen belasting hoeven af te dragen. Rubens had aan het hof geen vaste verplichtingen en hij zou voor elke opdracht apart worden betaald. Zo wilde men hem voor Antwerpen behouden, want Rubens hield zijn hele leven de wens naar Italië terug te keren. Terwijl Rubens opklom, ging Antwerpen langzaam ten onder, haar rol in de 16e eeuw werd door 17e-eeuws Amsterdam overgenomen.

#### Eerste huwelijk met Isabella Brant
Hij bleef in Antwerpen wonen en trouwde er op 3 oktober 1609 met Isabella Brant, de oudste dochter van stadssecretaris Jan Brant. Isabella was het nichtje van Rubens schoonzuster, de vrouw met wie zijn broer Filips in het voorjaar van 1609 was getrouwd. Filips was ook secretaris in Antwerpen geworden. Filips was een leerling van de vermaarde latinist Justus Lipsius, die in 1605 een editie verzorgde van de werken van Seneca. Lipsius was ook bevriend met Jan Brant. Rond 1609-1610 schilderde Rubens het Zelfportret met Isabella Brant. In 1611 werd hun eerste dochter geboren, Clara Serena, die jong overleed in 1623. In 1611 overleed zijn broer Filips. In 1614 werd een zoon Albert geboren en in 1618 kreeg het echtpaar een tweede zoon, Nicolaas.

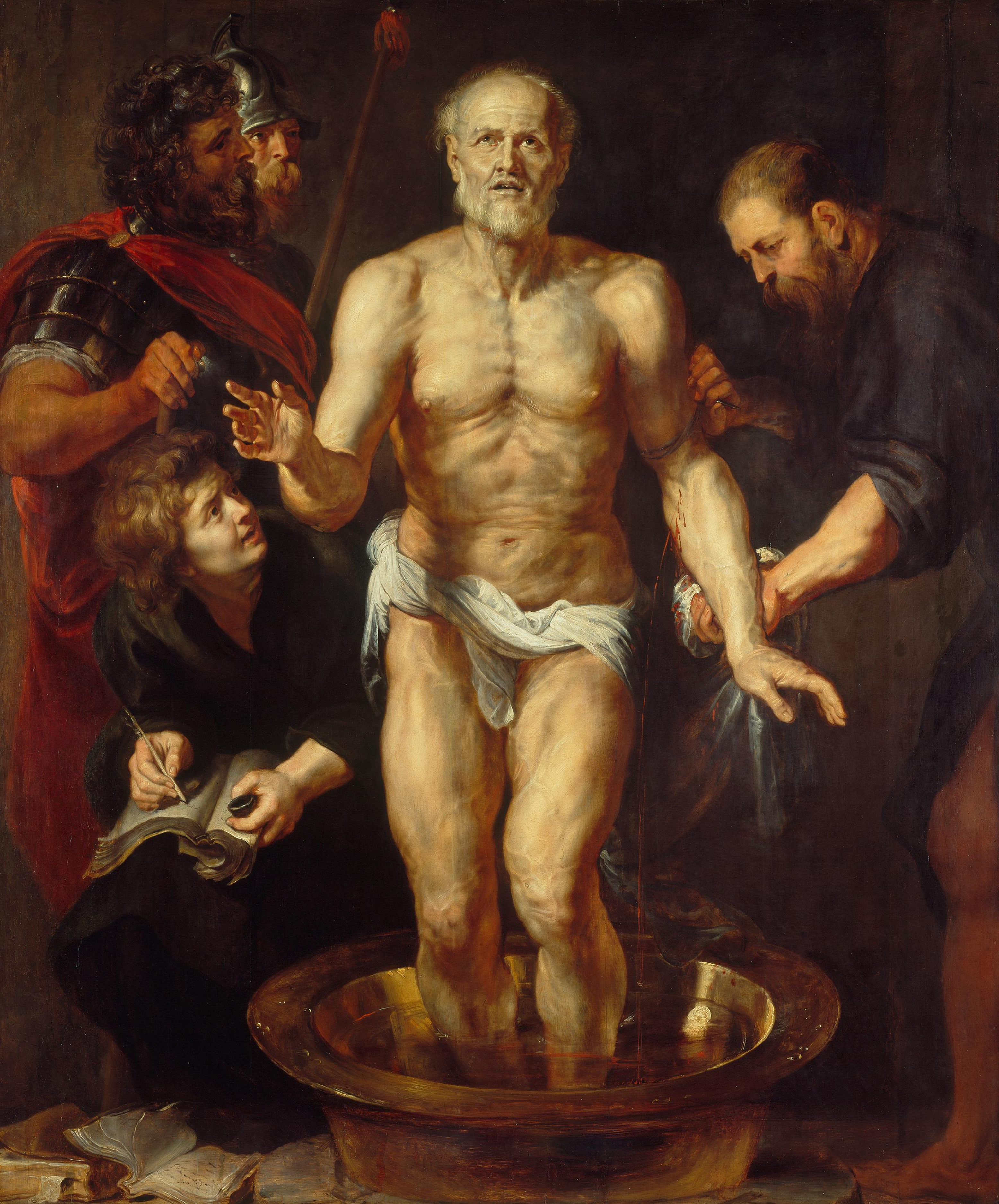
De stervende Seneca, 1612-1613, paneel, Alte Pinakothek, München

#### Atelier aan de Wapper
Als gevolg van het Twaalfjarig Bestand in de Nederlanden tijdens de periode 1609-1621 steeg de welvaart in Antwerpen (de blokkade van de Schelde werd opgeheven), waardoor Rubens snel verschillende opdrachten kreeg. Rubens trok met zijn bruid in bij haar vader in de Kloosterstraat en kocht in januari 1611 een groot pand met een flink stuk grond aan de Wapper. Hij liet het grondig renoveren, waardoor het stel pas begin 1616 het nieuwe huis betrok.
Op de schilden boven de zijbogen stonden twee citaten uit Juvenalis' Satiren: op het linker schild staat 'Laat de goden bepalen wat passend en nuttig voor ons is; de mens is hen dierbaarder dan zichzelf', op het rechter is te lezen 'Men moet bidden voor een gezonde geest in een gezond lichaam, voor een moedige ziel, die geen angst heeft voor de dood, die vrij is van wrok en hunkert naar niets'. Ze vertolken Rubens' stoïcijnse en humanistische levensbeschouwing. Rond 1608-1609 werd De dood van Seneca vervaardigd, waarbij Rubens' studie van de 'Afrikaanse visser' model stond voor Seneca's figuur. Een buste, die Rubens in zijn verzameling had en abusievelijk doorging voor Seneca's portret werd voor dit schilderij gebruikt, als wel voor Justus Lipsius en zijn vrienden (ca. 1615). Hierop staan de overleden Filips en diens leraar Justus Lipsius, tezamen met een andere discipel, Jan Woverius en Rubens zelf.

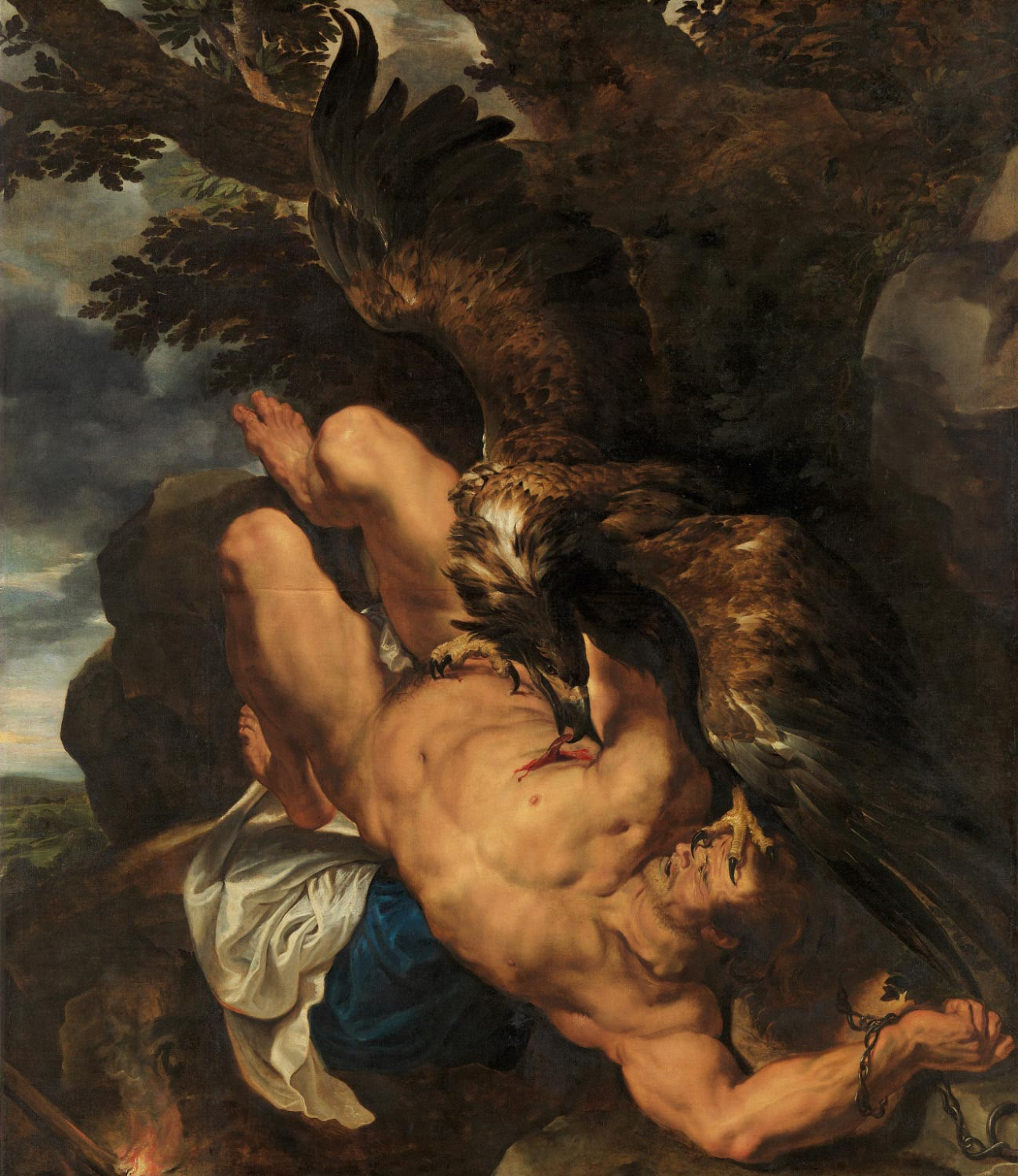
Geketende Prometheus, 1612-1618, doek, Palais des Beaux-Arts de Lille, München, Frans Snyders schilderde de adelaar

Hij richtte het grote pand, dat nu nog altijd het Rubenshuis heet, in als atelier met een aantal knapen en leerjongens. Schilderijen uit Rubens' atelier kunnen worden onderverdeeld in drie categorieën: schilderijen die hij zelf schilderde, schilderijen die hij gedeeltelijk schilderde (vooral handen en gezichten) en kopieën die hij liet maken naar zijn tekeningen of olieverfschetsen onder zijn toezicht. Het is niet altijd mogelijk geweest om te achterhalen wie Rubens' leerlingen en assistenten waren, omdat Rubens als hofschilder niet verplicht was om zijn leerlingen in te schrijven bij de Antwerpse Sint-Lucasgilde. Er zijn ongeveer 20 leerlingen of assistenten van Rubens geïdentificeerd, met verschillende niveaus van bewijs om hen als zodanig op te nemen. Het is ook niet duidelijk uit de overgeleverde documenten of een bepaalde persoon een leerling of assistent was in het atelier van Rubens of een kunstenaar die een onafhankelijke meester was die samenwerkte aan specifieke werken met Rubens. De onbekende Jacob Moerman stond geregistreerd als zijn leerling, terwijl Willem Panneels en Justus van Egmont in de archieven van het gilde geregistreerd stonden als assistenten van Rubens. Antoon van Dyck werkte in Rubens' atelier na zijn opleiding bij Hendrick van Balen in Antwerpen. Andere kunstenaars die als leerling, assistent of medewerker verbonden waren aan het atelier van Rubens zijn Abraham van Diepenbeeck, Lucas Faydherbe, Lucas Franchoys de Jongere, Nicolaas van der Horst, Frans Luycx, Peter van Mol, Deodaat del Monte, Cornelis Schut, Erasmus Quellinus II, Pieter Soutman, David Teniers de Oude, Frans Wouters, Jan Thomas van Ieperen, Theodoor van Thulden en Victor Wolfvoet (II).

#### 1609-1619
De eerste tien jaar in Antwerpen vervaardigde Rubens vooral altaardecoraties. Zijn atelier maakte in deze periode meer dan zestig altaarstukken, ongeveer een derde voor de stad en de rest voor kerken en kloosters in Vlaanderen. Ook waren er altaarstukken voor het buitenland. Zijn vertellerskwaliteiten kwamen steeds sterker naar voren. Het decennium erop werd zijn faam verbreid door reproductiegravures naar deze werken.
Het Antwerpse stadsbestuur steunde de nieuwe beweging, de Contrareformatie of het herstel van de katholieke Kerk: kerken werden gerestaureerd en gerenoveerd. Van Noort, Van Veen, Abraham Janssens en Hendrick van Balen werden over het hoofd gezien en Rubens kreeg veruit de meeste opdrachten. Voor de St.-Walburgiskerk (nu verdwenen) werd De kruisoprichting (1610-1611) geschilderd. Die opdracht had Rubens aan Cornelis van der Geest te danken, deken van het gilde der lakenverkopers. De oprichting van een 'Dionysusherm' op een Laat-Romeinse sarcofaag, diende waarschijnlijk als voorbeeld, als mede De kruisiging van Tintoretto.
Het gilde van kolveniers benaderde Rubens voor een drieluik met de Kruisafneming (1611-1614) en op de zijpanelen De visitatie en De opdracht in de tempel. Op dat laatste paneel staat Nicolaas Rockox afgebeeld, die schepen was en diverse keren burgemeester van Antwerpen. Hij gaf Rubens een van zijn eerste opdrachten in Antwerpen, Samson en Delila (ca. 1609). Ook bestelde hij Het Rockox-drieluik, Christum videre (1613-1615).
Rubens schilderde in deze periode verschillende werken voor de jezuïeten (zie onder) en in 1619 De Laatste communie van St.-Franciscus van Assisi voor de franciscanenkerk in Antwerpen. Het toedienen van de laatste sacramenten komt in de literaire bron van Bonaventura evenwel niet voor. 
In 1616 maakte Rubens twee series tapijtontwerpen over het leven van de Romeinse consul Decius Mus voor de Genuese opdrachtgevers Franco Cattaneo en Nicolo Pallavacini. Vlaanderen was toen een vermaard centrum van tapijtweverij. Zijn grootvader van moederszijde had een tapijtweverij gedreven en de vader van zijn tweede echtgenote, Daniel Fourment, was handelaar in wandtapijten. 
Uit het buitenland kreeg Rubens opdrachten voor jachtscènes, zoals de leeuwenjacht. Hij maakte in 1617 een Leeuwen- en tijgerjacht en Leeuwenjacht voor hertog Maximiliaan van Beieren. Een voorbeeld voor Rubens was de Slag van Anghiari van Leonardo da Vinci.
Ook schilderde Rubens in deze periode onder meer Prometheus (1612), Dronken Hercules (1612-1614) en Cimon en Iphigenia (1617-1618)
In 1619 krijgt Rubens de opdracht van de Aalsterse hopgilde (Sint Rochus) om een altaarstuk te schilderen. Niet toevallig had het Sint-Rochusgilde goede banden met de aartshertogen Albrecht van Oostenrijk en Isabella van Spanje van wie zij in 1613 het monopolie op de hopteelt in het Land van Aalst en het Land van Asse hadden verkregen. Het schilderij Heilige Rochus door Christus aangesteld tot patroon van de pestlijders werd vermoedelijk geschilderd in de periode tussen 1623 en 1626. Een zeer woelige periode voor Rubens. In 1623 sterft immers zijn dochter Clara Serena en in 1626 sterft zijn eerste vrouw Isabella Brant, beiden vermoedelijk aan de pest. Bovenaan het altaarstuk is een Maria met kind geschilderd vermoedelijk door Peter Paul Rubens zelf, naar verluidt zou het gelaat van Maria trekken hebben van Isabella Brant.

#### Palais du Luxembourg
Rubens schilderde tussen 1621 en 1625 vierentwintig schilderijen voor het Palais du Luxembourg, zijn grootste opdracht ooit, die historisch-allegorisch de levensloop van koningin Maria de' Medici uitbeelden. Daaronder zijn De gelukzaligheid van het regentschap, De dood van Hendrik IV en de proclamatie van het regentschap en De meerderjarigheid van Lodewijk XIII. De bedoeling was het dubbele aantal schilderijen, maar de cyclus over haar in 1610 vermoorde echtgenoot, koning Hendrik IV van Frankrijk, werd uiteindelijk afgeblazen. Toen had Rubens (bijna) alle 'modelli' voor de cyclus van Hendrik IV al gereed.

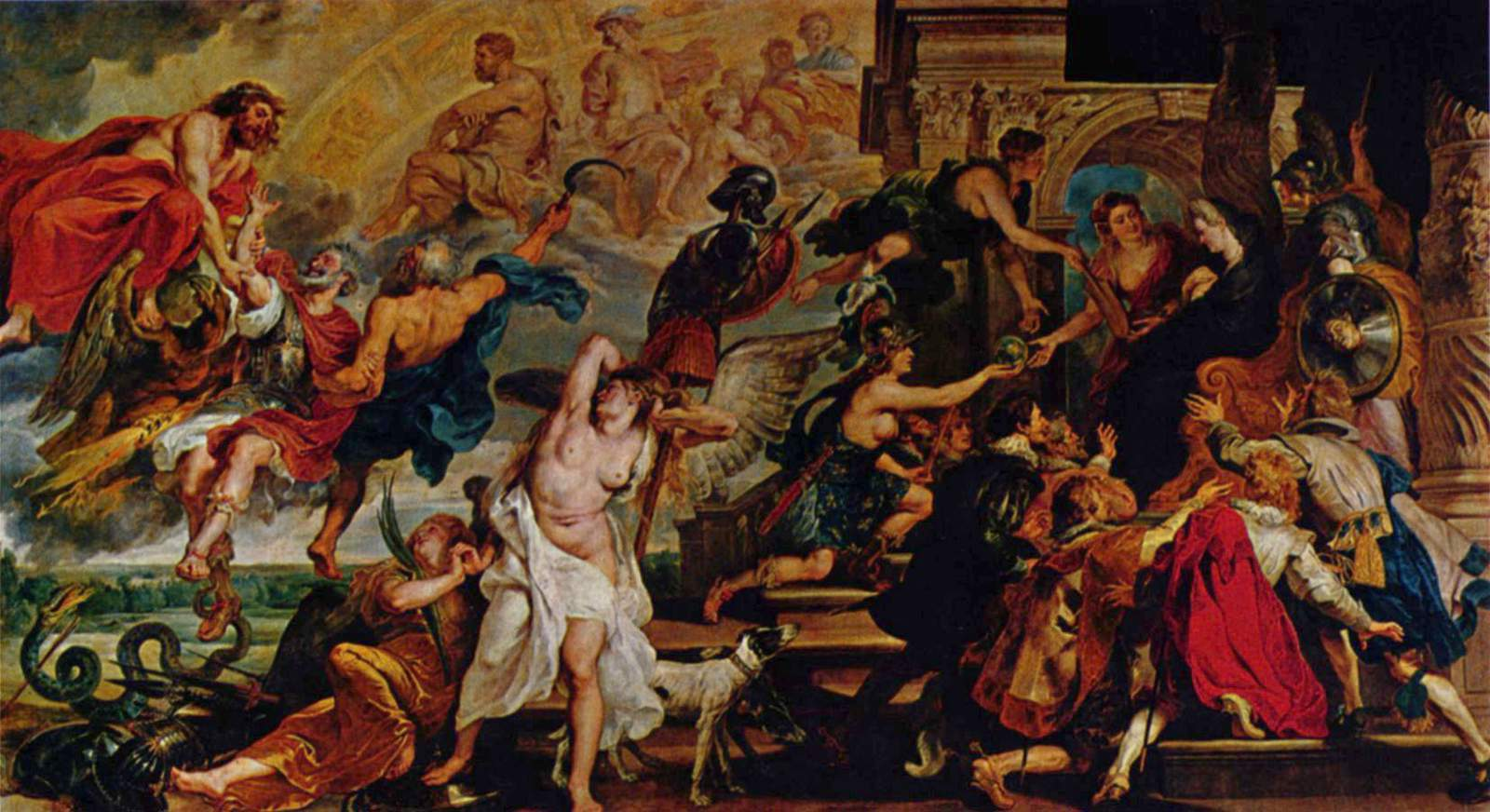
De dood van Hendrik IV en de proclamatie van het regentschap, ca. 1624-1625, Louvre, Parijs

Hendrik IV was vermoord een dag nadat Maria tot koningin was gekroond en een dag voordat zij regentes werd voor haar minderjarige zoon Lodewijk XIII. Haar zoon werd in 1614 meerderjarig en ze raakten in onmin, maar in 1620 kwam het tot een verzoening. Toen liet ze haar nieuwe paleis bouwen door Salomon de Brosse, met twee zijvleugels. De lange, smalle galerijen wilde ze door Rubens laten decoreren. Rubens patrones, de aartshertogin Isabella, was met Maria de' Medici bevriend. Het werd een 'meesterstuk van barokke persoonsverheerlijking, het genre waarin Rubens excelleerde'.
In dezelfde periode kreeg Rubens de opdracht voor een serie van twaalf wandtapijten met scènes uit het leven van Constantijn de Grote, een geschenk van koning Lodewijk XIII aan kardinaal Francesco Barberini, gezant van diens oom paus Urbanus VIII. In Parijs leerde Rubens via Jan Caspar Gevaerts, stadsgriffier van Antwerpen, Peiresc kennen, een gerenommeerd kenner van de renaissance, met wie hij zijn leven lang zou blijven corresponderen. Ze waren beiden verzamelaars, bestudeerden cameeën en gemmen uit de Oudheid en hadden zelfs het plan een gezamenlijke studie hierover uit te brengen, maar die uitgave werd niet gerealiseerd. Ook maakte Rubens aan het Parijse hof in 1625 kennis met de hertog van Buckingham. Na een huwelijk met de handschoen begeleidde de hertog de dochter van Maria de' Medici, Henrietta Maria, van Parijs naar haar echtgenoot, Karel I, de zoon van koning Jacobus I. De hertog was op staatkundig en militair gebied corrupt en onkundig, maar had een grote passie voor kunst. Zijn vertrouweling, Balthazar Gerbier was 'zonder scrupules en volstrekt onbetrouwbaar' en 'berucht om zijn geslepenheid'. Rubens was op hem aangewezen, omdat de Engelse koning Gerbier na de moord op de hertog van Buckingham, aanwees voor het aankopen van kunstwerken en onderhandelen in politieke kwesties.  
Minder prettig verliep het contact met kardinaal de Richelieu, met name toen deze onenigheid kreeg met de koningin-moeder. Rond 1625 zag Richelieu Rubens zelfs als een politieke tegenstander: wegens zijn trouw aan aartshertogin Isabella was Rubens in zijn ogen een potentiële agent van de Habsburgs. Ondanks het afgesloten contract, kreeg Rubens te horen dat de tweede cyclus, over het leven van Hendrik IV, naar een Italiaanse schilder zou gaan, maar ook daar is het niet van gekomen.

#### Raadsman van de landvoogdes

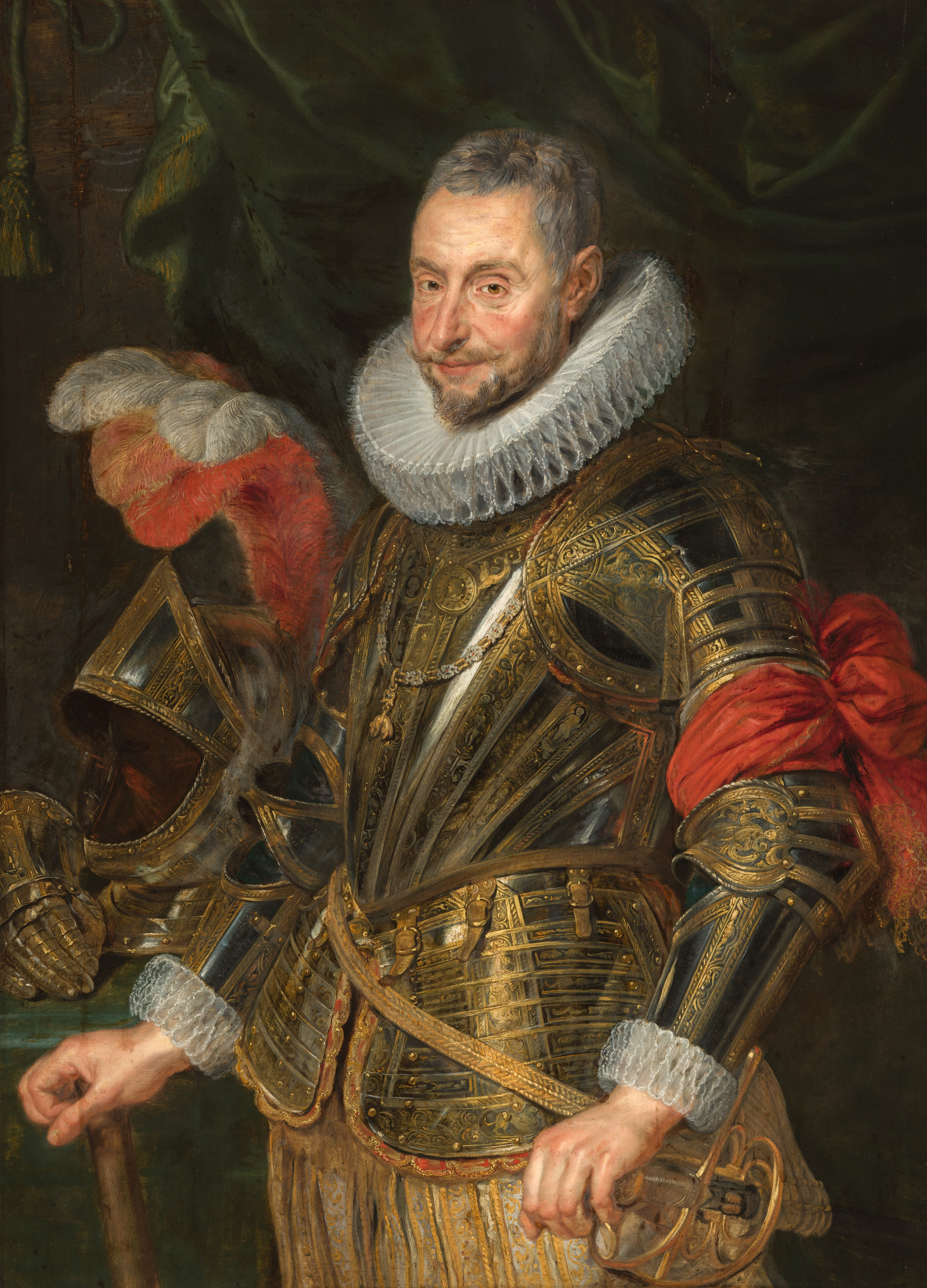
Portret van markies Ambrogio Spinola, 1569-1630, paneel, 1625, Herzog Anton Ulrich Museum, Braunschweig

In 1621 was het Twaalfjarig Bestand tussen de Noordelijke Nederlanden en Spanje afgelopen. De aartshertogen in Brussel verlangden een verlenging van de vrede, maar de Spaanse koning Filips III wilde de Verenigde Provinciën onderwerpen. Toen hij stierf werd deze politiek voortgezet door zijn zoon Filips IV. Na het overlijden van aartshertog Albrecht vielen de Spaanse Nederlanden rechtstreeks onder Spaans gezag. Aartshertogin Isabella werd landvoogdes: plaatsvervangster van de Spaanse koning. Markies en generaal Ambrogio Spinola uit Genua kwam de militaire positie versterken. Rubens werd al vanaf 1621 bij 'geheime staatszaken' betrokken. Hij en Spinola waren Isabella's raadslieden. Rubens kon als schilder onbelemmerd reizen en onder de dekmantel van opdrachten geheime onderhandelingen voeren. Zijn inspanningen voor vrede hadden geen resultaat. Prins Maurits stierf in 1625 en werd door zijn halfbroer Frederik Hendrik in de Noordelijke Nederlanden opgevolgd. Breda werd door Spinola ingenomen en de landvoogdes kwam dit in de stad vieren.
Via Antwerpen reisde ze terug naar Brussel en ze bezocht Rubens atelier en gaf hem toen vermoedelijk de opdracht om twintig wandtapijten te ontwerpen, met als thema 'De triomf van de Eucharistie'. Ze waren voor een franciscanenkerk, die verbonden was aan het clarissenklooster van de Descalzas Reales in Madrid. Isabella had sinds haar jeugd banden met dit klooster. Eind 1627 had Rubens zijn ontwerpen voor de Brusselse tapissiers voltooid. Onder de tapijten is een Abraham en Melchisedek en De triomf van de Kerk. Op het laatstgenoemde werk zit een personificatie van de Kerk op een zegekar, die de 'vijanden van de Kerk' vermorzelt. Blindheid en Onwetendheid worden gevangen meegevoerd. 
In juni 1624 werd Rubens door Filips IV in de adelstand verheven en de landvoogdes bevorderde hem in 1627 tot 'kamerheer van Hare Meest Serene Hoogheid'. Rubens schilderde in 1625 Spinola's portret.

#### Overlijden van Isabella Brant
In 1626 overleed zijn vrouw Isabella Brant nadat ze in de stad waren teruggekeerd, mogelijk door de pestepidemie die in Antwerpen was uitgebroken en waarvoor het gezin zes maanden in een herberg in Laken logeerde. In een brief aan de geleerde Pierre Dupuy gaf hij datzelfde jaar uiting aan zijn gevoelens: "Ik heb werkelijk een uitmuntende gezellin verloren, die men met recht en rede kon, ja moest liefhebben, omdat zij geen enkele vrouwelijke ondeugd bezat; zij was niet grillig of zwak, maar zo goed en zo oprecht. Tijdens haar leven was zij om haar deugden bemind en na haar dood beweend door iedereen. Een dergelijk verlies kost immens veel verdriet. Alleen de tijd kan deze wonde helen."

#### Jezuïeten
Rubens had intensieve contacten met de Sociëteit van Jezus (jezuïeten), die in de gunst stond bij de aartshertogen en zeer actief was bij het propageren van de Contrareformatie. In Italië had Rubens al altaarstukken voor hen geschilderd (in Mantua en Genua) en in 1609 illustraties gemaakt voor een biografie van hun stichter, Ignatius van Loyola (Vita Ignatii). De jezuïeten richtten in 1609 de vereniging Broederschap der Gehuwde Mannen op, waar Rubens lid van werd. In 1623 werd hij raadslid en in 1629 secretaris van de vereniging.
In 1615 kreeg Rubens in Antwerpen bezoek van graaf Wolfgang-Wilhelm, hertog van Neuburg, een bekeerde katholiek en steunpilaar van de Contrareformatie in Z-Duitsland. Waarschijnlijk kreeg Rubens van hem de opdracht het Laatste Oordeel (1615) te maken voor het hoogaltaar van de jezuïetenkerk in Neuburg aan de Donau. Na de onthulling in 1617 volgden twee altaarstukken voor de zijkapellen. Het onderwerp was voor de 17e eeuw zeldzaam. Na Luthers afschuw van de nadruk op hel en verdoemenis, behandelde Rubens het thema menselijker en optimistischer. Het schema werd overgenomen van Michelangelo Buonarroti in de Sixtijnse kapel. In die tijd kreeg Rubens grote opdrachten voor de nieuwe jezuietenkerk in Antwerpen: De wonderen van St.-Ignatius van Loyola en De wonderen van de heilige Franciscus Xaverius. Ignatius staat met negen andere jezuïeten voor een altaar en drijft duivels uit. Op het altaarstuk met Franciscus Xaverius staat ook een oosterling afgebeeld, waarvoor Rubens een schildering gebruikte van Ippong, een Chinees-Indische handelaar, die in 1601 als eerste Chinees in Europa was gearriveerd aan boord van een Zeeuwse indiëvaarder. 'Hoogst ongebruikelijk' werden de twee hoofdfiguren pas heilig verklaard (1622) ná de inwijding van de kerk (1621). De schilderijen dienden 'klaarblijkelijk als propaganda' voor de canonisatie van de twee voormannen van de orde. Zo werden ze bij de bevolking populair gemaakt. Niet eerder was vertoond, dat op een hoogaltaar iemand werd verheerlijkt, waarvan de heiligverklaring nog niet vaststond. Rubens stuurde een versie van Ignatius naar de San Ambrogio in Genua. Rubens schilderde voor de hertog van Neuburg ook de Val van de opstandige engelen (nu in München).  
Zijn grootste opdracht voor de jezuïeten, een 'mijlpaal in zijn carrière', was in 1620 de vervaardiging van 39 schilderijen voor hun nieuwe kerk in Antwerpen. In 1718 ging het schip van de kerk met Rubens plafondschilderingen in vlammen op.

#### Diplomatie

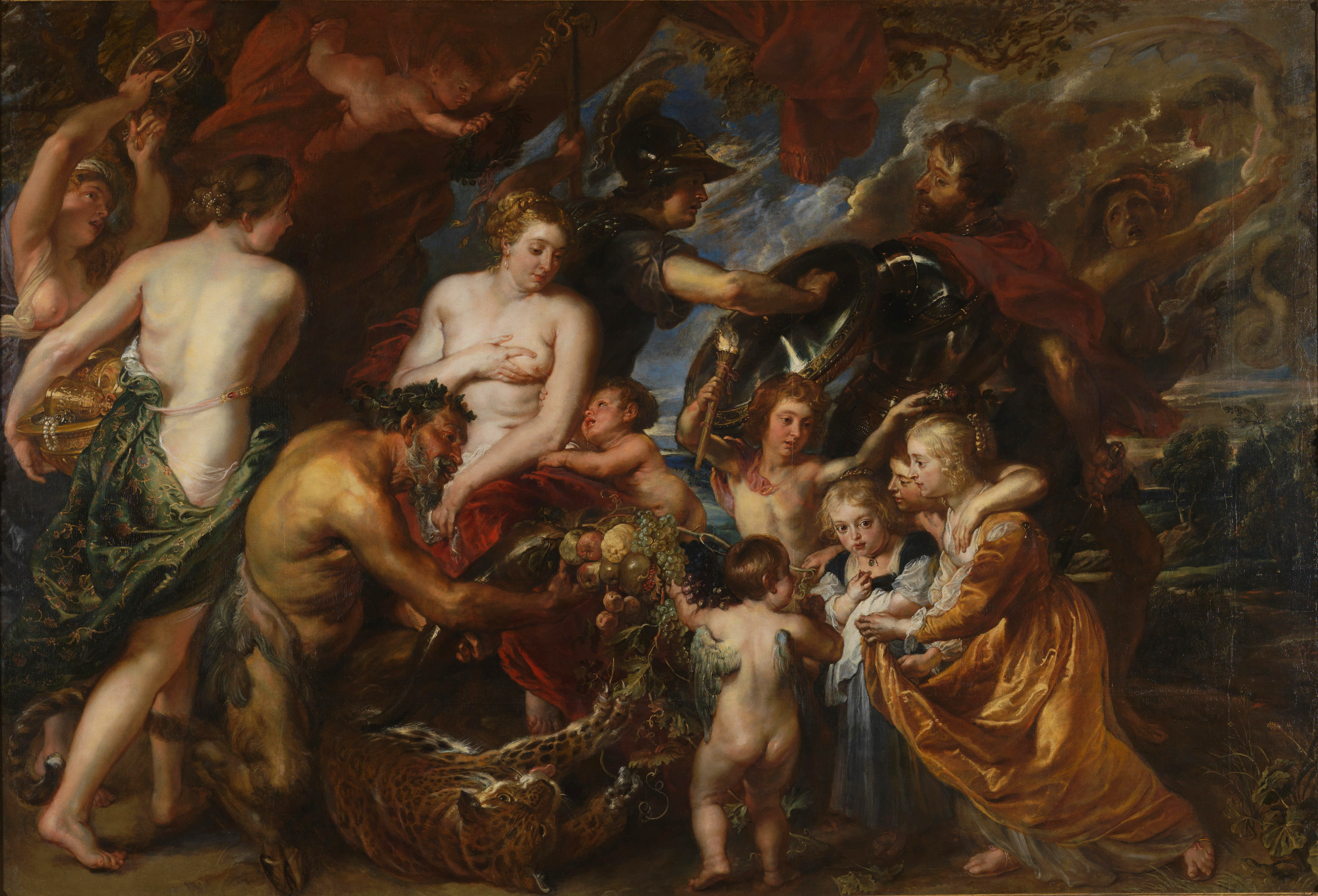
Oorlog en vrede, geschenk aan de Engelse koning, De oorlogsgod Mars wordt door de wijsheidsgodin Minerva weggeduwd van de godin Pax, die haar zoontje Plutus, de god van de rijkdom, zoogt 1629-1630, National Gallery (Londen)

Rubens genoot het volste vertrouwen van de landvoogdes Isabella en kreeg meerdere diplomatieke opdrachten en missies te verwerken. Met deze activiteiten hoopte Rubens zijn verdriet om het verlies van zijn vrouw Isabella te vergeten. Aldus kwam hij weer in Spanje en Engeland terecht. De werken van Titiaan en de bewondering van de eerste Hertog van Buckingham stimuleerden de kunstenaar. Rubens schilderde voor hertog George Villiers de Glorificatie van de hertog van Buckingham en een allegorisch ruiterportret, waarop hij te zien is in zijn nieuwe functie van vlootadmiraal. Beide werken gingen bij een brand in 1949 verloren. Van het ruiterportret is nog wel een ontwerpschets bewaard gebleven. Later, mogelijk om diplomatieke redenen en om nog meer bij de hertog in de gunst te komen, verkocht Rubens, na Isabella's overlijden, een deel van zijn kunstcollectie, voor 'eenhonderd duizend florijnen'. Rubens zag later in Engeland, na het overlijden van de hertog, de collectie in zijn geheel nog een keer terug. 
Met het verdiende geld kocht Rubens zeven huizen aan de Wapper en de Lammekensstraat (nu Hopland). Drie huizen grensden aan zijn eigen huis, twee werden verhuurd, een werd als koetshuis ingericht. De tuinen werden aan zijn eigen tuin toegevoegd. Hij had al een tweede huis aan de Wapper, een huis in de Jodenstraat en een boerderij bij Zwijndrecht met tweëndertig morgen land. In Eeckeren kocht hij later een tweede boerderij met het kasteel van Ursel, dat ook werd verhuurd.    
Rubens zette zich in voor een wapenstilstand tussen Spanje, Engeland en de Verenigde Provinciën.  
Onder de dekmantel van atelierbezoek ontmoetten de Engelse afgezant van Buckingham, Balthazar Gerbier en Rubens elkaar rond 1627 in Delft. Joachim von Sandrart, leerling op het atelier van Gerard van Honthorst in Utrecht begeleidde hem langs diverse ateliers. Rubens bewonderde ook het werk van Abraham Bloemaert en Cornelis van Poelenburgh. Rubens ging daarna kijken in Amsterdam en andere Hollandse steden.
In 1628 werd de Tronende Madonna aanbeden door heiligen vervaardigd, voor de nieuwe kerk van de eremieten van Sint Augustinus in Antwerpen.
In de periode 1628-29 was Rubens als diplomaat en schilder in Madrid, aan het hof van de Spaanse koning Filips IV. Hij ontmoette er Don Diego Vélasquez en logeerde samen met hem in het paleis van de koning. Rubens schilderde een ruiterportret (bij een brand van het Escorial in 1734 verloren gegaan), nog vier portretten van de koning en tal van portretten van de koninklijke familie. Ook maakte hij kopieën van Titiaan, waaronder Het feest van Venus. Als 'Secretaris van 's Konings Geheime Raad der Nederlanden' vertrok Rubens 29 april 1629 naar Londen voor verdere vredesbesprekingen.
In Engeland portretteerde Rubens Thomas Howard, graaf van Arundel, wiens echtgenote hij tien jaar eerder had geschilderd, toen zij de Spaanse Nederlanden een bezoek bracht. Rubens noemde de Engelse koning Karel I 'de grootste liefhebber van de schilderkunst onder 's werelds vorsten'. Op verzoek van Karel I, toen nog Prins van Wales, schilderde Rubens het zelfportret (bovenaan, 1623) met de gouden ketting, die hij kreeg bij zijn aanstelling als hofschilder in Brussel. Hiermee introduceerde Rubens een nieuwe portretstijl, die snel door zijn oud-leerling Antoon van Dyck werd overgenomen. Rubens heeft slechts vier of vijf zelfportretten geschilderd. 
Er werd een vredesverdrag getekend tussen Engeland en Spanje en Rubens bood de Engelse koning  Oorlog en vrede (1629-1630) aan. Daarop staan de drie kinderen van Balthasar Gerbier afgebeeld, die hem in Engeland tien maanden onderdak had geboden. Kort voor zijn vertrek uit Londen, werd Rubens door de Engelse koning geridderd en ontving hij een met juwelen bezette degen. Rond 1637-1638 schilderde Rubens De gruwelen van de oorlog, waarin dit keer Mars, de oorlogsgod, de overhand heeft.
In 1631 kwam Maria de' Medici, die door Richelieu verbannen was, naar Antwerpen om geld te verzamelen voor een leger. Een jaar lang probeerde Rubens haar van dienst te zijn, maar uiteindelijk werd Maria's leger moeiteloos door Richelieu verslagen.
Na twee mislukte missies was Rubens' diplomatie beëindigd: in december 1631 een bezoek van enkele dagen aan 's-Gravenhage en een laatste interventie in 1635. Door landgenoten werd Rubens er algemeen van verdacht zich meer voor de Spaanse dan voor de Vlaamse belangen in te zetten, als 'minister van hun Koning'. Rubens trok zich daarop terug in zijn schilderkunst en gezinsleven.
Voor Infanta Isabella schilderde hij Het Ildefonso-drieluik voor de Broederschap van Sint Ildefonsus in Lissabon, opgericht door haar overleden echtgenoot albrecht, toen hij gouverneur van Portugal was. Er was ook een congregatie opgericht in Brussel, haar kapel was in de Sint Jacobskerk op de Koudenberg.

#### Tweede huwelijk met Hélèna Fourment

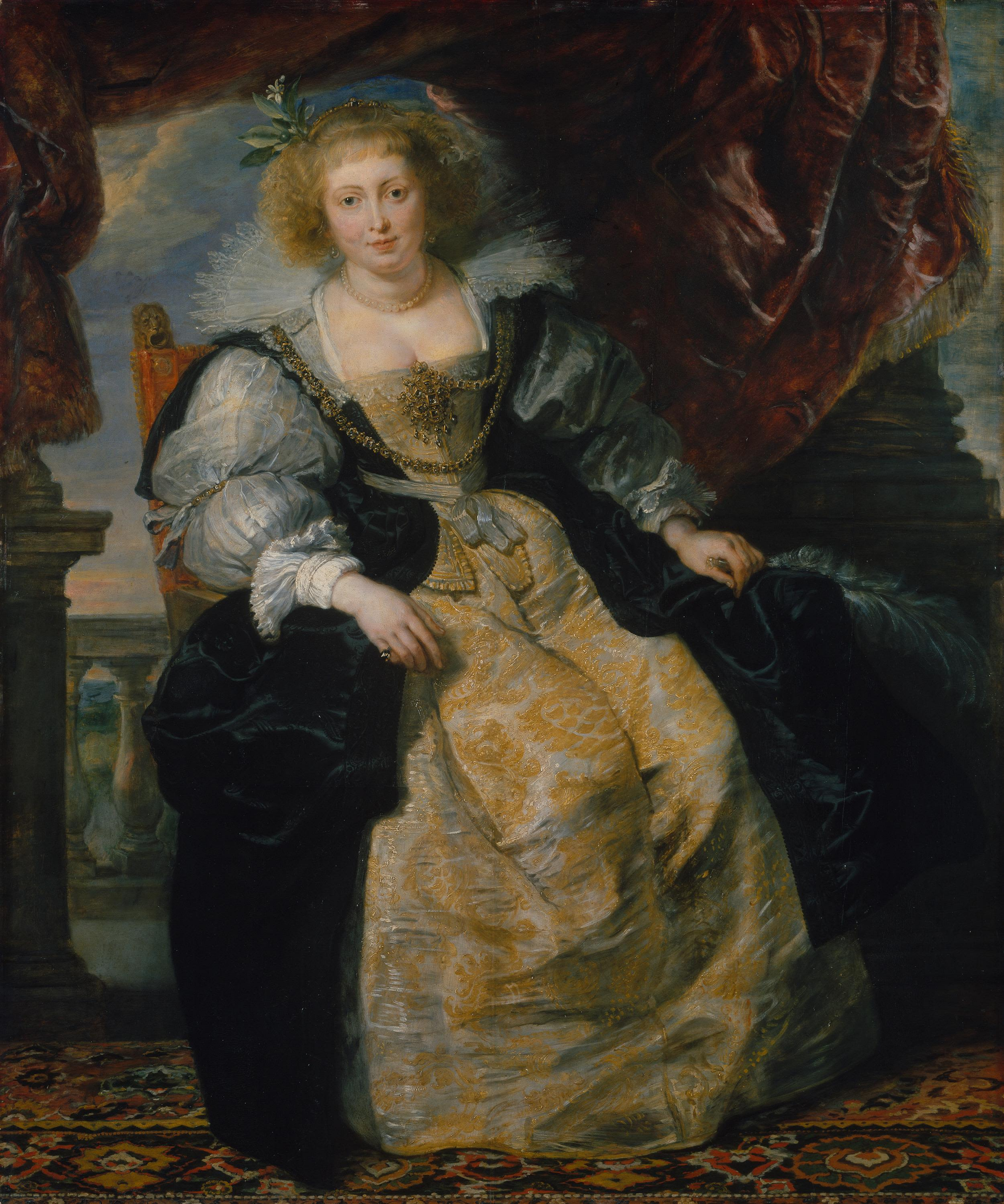
Hélène Fourment, tweede echtgenote van Rubens

Rubens was 53 jaar toen hij, terug uit Engeland, in 1630 hertrouwde met zijn 16-jarige nicht Hélène Fourment. Naar aanleiding van dit tweede huwelijk schreef hij in 1634 het volgende aan de Franse geleerde Nicolas-Claude Fabri de Peiresc: Ik besloot te trouwen omdat ik vaststelde dat ik nog niet geschikt was voor het celibaat. Ik koos een jonge vrouw uit een fatsoenlijke, maar burgerlijke familie, hoewel iedereen mij aanraadde een vrouw van adel te nemen. Maar ik vreesde de hoogmoed, de algemene kwaal van de adel, zeker bij vrouwen. Daarom koos ik een meisje dat niet zou blozen wanneer zij me mijn penselen zag nemen. Om eerlijk te zijn, leek het me hard om de kostbare schat van de vrijheid te verliezen in ruil voor de omhelzingen van een oude vrouw.
In deze periode maakte Rubens de kartons voor een serie wandtapijten over Het leven van Achilles, waarschijnlijk in opdracht van zijn schoonvader Daniel Fourment, de Antwerpse zijde- en tapijtkoopman. 
Ze kregen vijf kinderen. In 1632 werd zijn dochter Clara Johanna geboren, in 1633 zijn zoon Frans. In 1635 kreeg hij nog een dochter, Isabella Helena, en in datzelfde jaar kocht hij Kasteel Het Steen in Elewijt. Het gelukkige gezinsleven op het platteland begunstigden zijn kunst als landschapsschilder. In 1636 werd zijn zoon Peter Paul geboren. Acht maanden na zijn overlijden werd in 1640 Constantina Albertina geboren.

#### Whitehall
Nadat de Hendrik IV-cyclus in Parijs definitief niet doorging door de tegenwerking van Abbé de St-Ambroise, de biechtvader van Maria de' Medici, richtte Rubens zijn volledige aandacht op zijn opdracht voor plafondschilderingen in Whitehall in Londen. In 1622 was het afgebrande Banqueting House onder Jacobus I vervangen door een bouwwerk van Inigo Jones. Het gebouw kreeg een centrale functie als ontvangsthal in het hofleven. In 1621 was Rubens al gepolst of hij interesse had voor het project, waarin de regering van Jacobus werd verheerlijkt. De propaganda kwam de nieuwe koning, zijn zoon Karel I, goed van pas, nadat hij het Parlement had ontbonden en een absolutistisch bewind had ingesteld. Jacobus zag koningen als Gods plaatsvervangers en zij werden, volgens hem, door God zelf goden genoemd. zijn belangrijkste prestatie was de unificatie van Engeland en Schotland. De doeken werden in oktober 1635 naar Londen verscheept. Rubens was niet aanwezig bij de installatie 'Aangezien ik het hofleven verafschuw'. Het noodlot wilde dat koning Karel I in 1649 juist onthoofd werd op het schavot dat voor Whitehall was opgericht.

### Hofschilder van kardinaal-infant
In december 1633 overleed landvoogdes Isabella en zij werd door kardinaal-infant Ferdinand van Oostenrijk, de broer van de Spaanse koning Filips IV, opgevolgd.
Nadat Rubens een jezuïetenkerk, een paleis en een koninklijke ontvangsthal had gedecoreerd, werd hem nu gevraagd om de stad te versieren voor de Blijde Inkomst van de nieuwe landvoogd. Met Nicolaas Rockox en Jan Caspar Gevaerts werkte hij een grootscheeps programma uit, met vier podia en vijf triomfbogen. Het werk werd door de gehele kunstenaarsgemeenschap van Antwerpen uitgevoerd, onder wie de schilders Jacob Jordaens, Cornelis de Vos en de beeldhouwers Hans van Mildert en Erasmus Quellinus de Oudere. Een dergelijk team werd een typisch 17e-eeuws verschijnsel. In april 1635 arriveerde Ferdinand per boot en in twee uur doorkruiste hij de hele stad. Daarna werd de stadsbevolking dronken en concludeerde Ferdinand: 'De mensen hier leven als beesten'. De constructies bleven zes weken staan. Rubens had Ferdinand niet alleen op diens grootheid en afkomst gewezen, maar ook op de rampzalige economische situatie van de stad, met name veroorzaakt door de Hollandse blokkade van de Schelde. Drie jaar later ontwierp Rubens nog een triomfwagen om Ferdinands oorlogsprestaties te vieren.
In juni 1636 werd hij hofschilder bij Ferdinand. Hij kreeg de opdracht voor 112 schilderijen naar thema's uit de Metamorfosen van Ovidius voor het jachtslot Torre de la Parada bij Madrid. De meeste van die schilderijen bevinden zich nu in het Prado. Binnen ongeveer twee maanden produceerde hij meer dan zestig modelli, die bijna allemaal door andere Antwerpse kunstenaars werden uitgewerkt. De schepping van de Melkweg voltooide hij zelf. Toen de serie op de plaats van bestemming hing, kreeg Rubens weer nieuwe opdrachten, waaronder Het oordeel van Paris (1639-1639). De Spaanse koning en zijn broer zetten er vaart achter. In juni 1639 startte Rubens met een nieuwe grote opdracht, met als thema de jacht. En er werd tot aan zijn dood met Engeland onderhandeld over een opdracht voor het 'Cabinet' van Henrietta Maria in Greenwich. 
Tussen 1636 en 1640 maakte Rubens minstens tweeëntachtig schilderijen voor Filips IV van Spanje.  Midden jaren 1630 schilderde hij De liefdestuin, Het feest van Venus Verticordia en De drie Gratiën en portretten van zijn vrouw met jonge kinderen. In 1637-1638 schilderde hij De verschrikkingen van de oorlog, thans in het Palazzo Pitti. Rond 1639 schilderde Rubens zijn laatste zelfportret.

### Overlijden
In 1627 had Rubens zijn eerste aanval van jicht, het jaar daarop in Madrid opnieuw. In zijn latere jaren verloor hij van tijd tot tijd de macht over zijn handen en raakte ten slotte volledig in zijn benen verlamd. De zomer van 1639 was hij op het Steen in Elewijt, toen na een aanval doktoren uit Mechelen moesten komen. Enkele weken voor zijn overlijden, meldde Ferdinand aan de koning dat Rubens permanent verlamd was en nooit meer zou schilderen. 
Lijdend aan jicht stierf Rubens op 30 mei 1640 in het Rubenshuis te Antwerpen. Balthazar Gerbier schreef aan Inigo Jones dat Rubens' dood was veroorzaakt door 'een defractie die zijn hart had getroffen, na een ongesteldheid van enkele dagen met pijn en jicht'. Drie dagen tevoren had hij zijn testament gemaakt. Zes weken voor zijn dood schreef hij het volgende aan de beeldhouwer Frans Duquesnoy: "Indien mijn leeftijd en jicht me er niet van weerhielden, zou ik naar Rome reizen om met eigen ogen van dit werk te genieten en de volmaaktheid ervan te bewonderen. Ik hoop niettemin u weer tussen ons te zien, zodat ons geliefde land op een dag zal schitteren door uw prachtige werken."
Jordaens verhoogde zijn prijs en Van Dyck kwam terug uit Engeland om Rubens plaats in Vlaanderen over te nemen, maar hij overleed een jaar later. Rubens' weduwe vernietigde enkele schilderijen waar zij (naakt) op stond afgebeeld en er was nog jarenlang een juridisch gevecht tussen Hélène Fourment en haar stiefzoons Albert en Nicolaas over de verdeling van de erfenis. Rubens' collectie werd verkocht. Toen bleek, dat geen van zijn acht kinderen schilders werden en ook niet met schilders trouwden, raakte in 1657 ook Rubens' collectie met eigen tekeningen naar alle windstreken verspreid.

#### Zijn graf

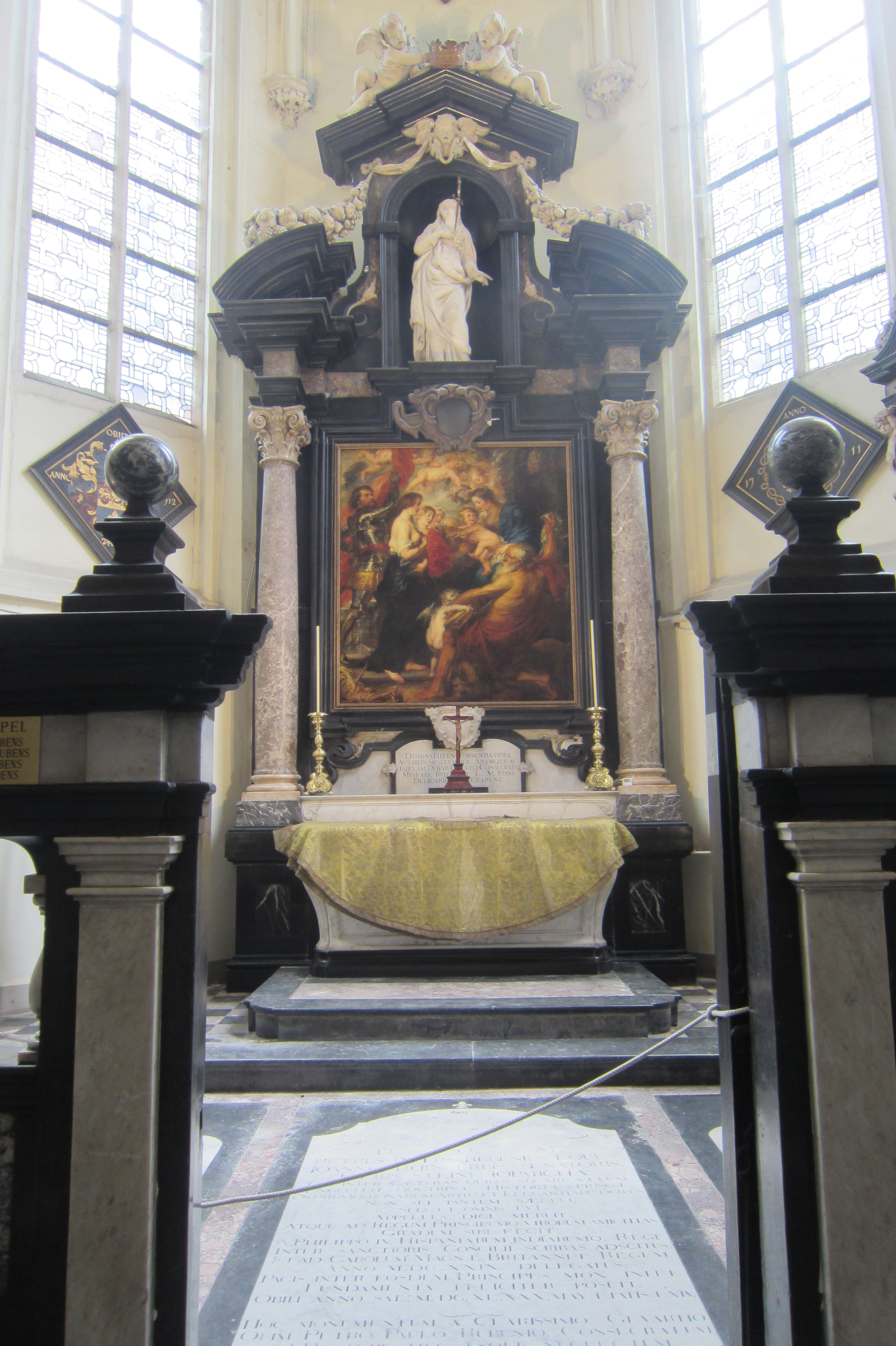
Grafkapel van de familie Rubens in de Antwerpse Sint-Jacobskerk met schilderij van zijn hand Madonna omringd door heiligen

Rubens werd bijgezet in de grafkapel van de familie Rubens, gelegen in de Sint-Jacobskerk te Antwerpen. Boven zijn graf prijkt een beeld van Maria van de hand van zijn leerling Lucas Faydherbe, beeldhouwer in Mechelen en architect, die gedurende de laatste drie jaren van Rubens' leven woonde en werkte in diens atelier aan de Wapper, waar hij uitgroeide tot Rubens' vertrouweling. Maria's hart is met een zwaard doorboord. Dit verwijst naar de naam van de kapel: kapel van Onze-Lieve-Vrouw van Smarten. Boven het altaar van zijn grafkapel bevindt zich een werk van zijn hand: Madonna omringd door heiligen, dat uit de privécollectie van Rubens kwam en hij daartoe voorbestemde.
Jan Caspar Gevaerts schreef het Latijnse grafschrift op de grafsteen in de vloer van de kapel: "Hier rust Petrus Paulus Rubens, ridder, Heer van 't Steen,...Begaafd met wonderbare talenten, zeer geleerd in de kennis der oude geschiedenis, geoefend in al de vrije kunsten, verdiende hij tevens de naam van Apelles, niet slechts van zijn eigen tijd maar van alle tijden, en baande hij zich een weg naar de vriendschap van koningen en prinsen..."

## Schilderstijl
De stijl van Rubens behoort tot de Antwerpse School uit de vroege 17e eeuw. Rubens' oeuvre wordt gekenmerkt door de triomfalistische contrareformatorische barok. Rubens is waarschijnlijk de belangrijkste vertegenwoordiger van de Vlaamse barok, alhoewel hij duidelijk een Italiaanse invloed onderging. Sommige van zijn portretten hebben trekjes van het absolutisme, maar veel ex voto's blijven toch trouw aan hun Vlaamse aard.
Zelf heeft Rubens op latere leeftijd erkend dat hij als jongeling beïnvloed is door een geïllustreerde bijbel uit 1576 met gravures van de Zwitser Tobias Stimmer.

### Schetsen
Rubens genoot een goede opleiding bij zijn leermeester en kende de knepen van het vak. Alles werd tot in detail voorbereid; veel studies en tekeningen getuigen hiervan. Uit de gedetailleerde schetsen die nog bewaard zijn gebleven, kan worden geconcludeerd dat schilderijen in fasen werden afgewerkt.
Veel schetsen maakte Rubens als voorbereiding voor het vervaardigen van schilderijen. Hij was een van de weinige schilders die veel van zijn schetsen maakte in olieverf. Met zijn schetsen, op groot formaat gemaakt voor potentiële opdrachtgevers, haalde hij sneller opdrachten binnen dan andere schilders. Zo troefde hij zijn leermeester Otto van Veen af voor de opdracht van De hemelvaart van Maria voor het hoofdaltaar van de kathedraal van Antwerpen. Deze schets is in het bezit van Mauritshuis te 's-Gravenhage. Dat schetsen in olieverf voorbeelden zijn, getuigen de vele schilderijen waarbij er wezenlijke verschillen zijn tussen schilderij en schets.

### Lijnen in de compositie
Het schilderij van de allegorie van De Vereniging van Water en Aarde heeft een driehoekige compositie, die vooral wordt versterkt door de drie gezichten aan de bovenkant van het schilderij (de drie hoofden). De basis van de driehoek is echter breder dan het schilderij zelf. Deze wordt gevonden door vanaf het hoofd van de Aarde over de rug van de tijger naar beneden te gaan, en van de knie van Neptunus aan de andere kant.
Verder zijn er in het schilderij allerlei richtingen zichtbaar. De kijkrichtingen tussen de verschillende personen, de richting van de drietand, het stromende water naar beneden, en de omhoog klauterende tijger aan de linker kant. Verder is de Aarde afgebeeld als naakte Rubensvrouw, naar waarschijnlijk de mode van die tijd, relatief kleine borsten, maar verder goed gevuld met brede heupen. De mannen zijn gespierd, met daarbij de techniek van de verkorting toegepast om diepte en beweging in het schilderij te suggereren.
De meeste schilderijen werden voorafgegaan door een kleine olieschets, zo had de meester een idee van de compositie en de kleuren.

## Werken
Het volledige oeuvre van Rubens wordt in kaart gebracht in het Corpus Rubenianum Ludwig Burchard, een publicatiereeks die reeds loopt sinds 1968.
Enkele werken zijn: 
- De Liefdestuin
- Medici-cyclus
- Allegorie op de zegeningen der vrede
- Herfstlandschap met uitzicht op het Steen
- De drie gratiën (Prado te Madrid)
- Classicistisch portret, 1597
- Medusa, circa 1617
- De vereniging van Aarde en Water, circa 1618
- De Roof der Sabijnse Maagden
- Kindermoord van Bethlehem
- Het Venusfeest
- Venus Frigida uit 1614, gesigneerd en gedateerd
- Het Oordeel van Paris
- Kruisoprichting
- Kruisafneming
- Helena Fourment en haar kinderen
- De Marteling van Sint-Jan
- De marteling van de Heilige Livinus, circa 1635
- De wonderbare visvangst
- Dans van dorpelingen en mythische figuren, circa 1635
- Saint George and the Dragon, circa 1606
- Heilige Rochus door Christus aangesteld tot patroon van de pestlijders, circa 1626

Tussen 1610 en 1620, tijdens het Twaalfjarig Bestand, ontstaan de meesterstukken, die nog altijd in de Antwerpse Onze-Lieve-Vrouwe kathedraal te bewonderen zijn: de twee drieluiken de Kruisoprichting en de Kruisafneming, met de opmerkelijke stijlwisseling. In 1626 schildert hij De Hemelvaart van Maria voor het hoogaltaar in de O.L.V.-kathedraal, zowel qua compositie als door de technische uitvoering ervan een uitermate gelukkige interpretatie van het thema. In 1612 schildert hij het schilderij De verrijzenis van Christus dat zich ook in de O.L.V.-Kathedraal in Antwerpen bevindt.
Uit de samenwerking met Jan Bruegel ontstaan kostbare kabinetstukken.
In Spanje laat hij het monumentale Ruiterportret van Hertog Lerma  na en te Rome het altaarstuk van S. Maria de Vallicella een monument van de vroeg-barokke kunst.
In 1628 maakt hij zijn omvangrijkste altaarstuk De Madonna met Heiligen in de Antwerpse Augustijnenkerk.
In 1624 ontstaat het grote altaarstuk De Aanbidding door de Koningen (Sint-Michielsabdij), een voorbeeld van barok pathos.
Na 1630 ontstaan nieuwe groepen en dwarrelende massa's in dramatische scènes: bijvoorbeeld De Roof der Sabijnse Maagden, De Kindermoord, Het Venusfeest en Het Oordeel van Paris.

## Samenwerking met Jan Brueghel de Oude

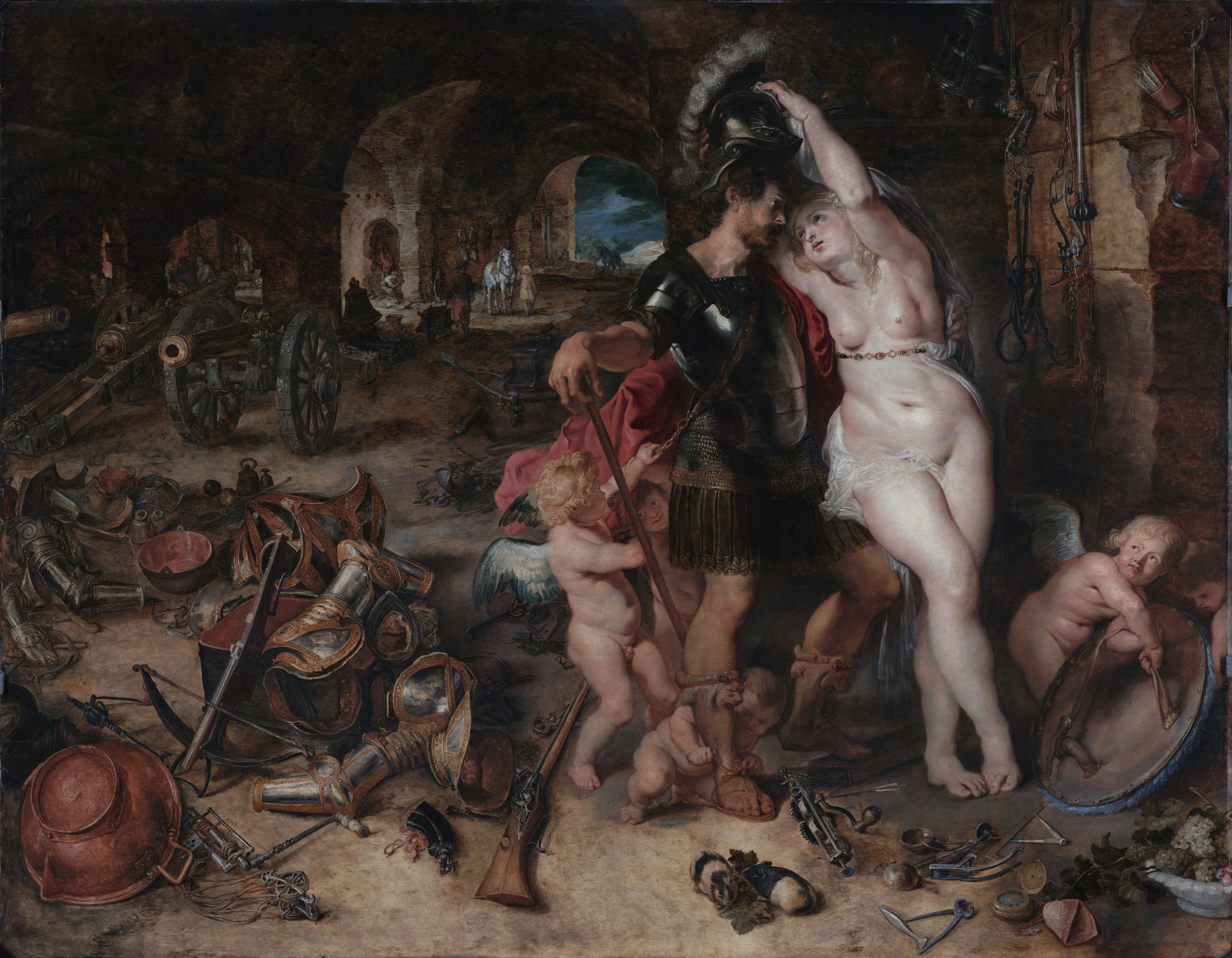
Mars ontwapend door Venus, c. 1610, Getty Center, samenwerking met Jan Brueghel de Oude

Rubens besteedde vaak elementen als dieren, landschappen of stillevens in grote composities uit aan specialisten zoals dierenschilders Frans Snyders en Paul de Vos, of andere kunstenaars zoals Jacob Jordaens. Een van zijn meest frequente medewerkers was Jan Brueghel de Oude, die een vergelijkbare reputatie genoot en ook contacten had in leidende politieke kringen, maar die eerder bekend stond om fijn afgewerkte landschappen, in tegenstelling tot Rubens' grote, dramatische voorstellingen van taferelen uit de klassieke mythologie. De kunstenaars waren vrienden en werkten tijdens de eerste twee decennia van de 17de eeuw regelmatig samen, wat in die tijd uitzonderlijk was voor topkunstenaars (samenwerking met minder gereputeerde specialisten en leerlingen was de norm). Die samenwerking leverde niet minder dan 24 werken op, te beginnen met Het gevecht der Amazonen in 1598.

## Studenten, medewerkers en nawerking
Zijn meest prominente studenten en medewerkers waren: Jacob Jordaens, Antoon van Dyck, Frans Snyders, Jan Brueghel (de jongere), Jan Fyt, Abraham van Diepenbeeck, Jan Wildens, David Teniers (schilder), Daniel Seghers, Adriaen Brouwer, Erasmus Quellinus, Cornelis Schut, Theodoor van Thulden en Lucas van Uden. 
Rubens was bij leven een beroemd, succesvol en gewaardeerd kunstenaar, maar de postume appreciatie voor zijn werk heeft sterk geschommeld. Iedere tijd en heersende artistieke traditie meende in zijn werk aspecten te herkennen die juist in die tijd de voorkeur genoten, dan wel te mijden waren. In de tweede helft van de 17de eeuw stond zijn reputatie op een laag pitje omdat zijn werken moeilijk te verzoenen waren met de strenge moraal van de absolutistische regimes; daardoor is voor veel van zijn werken het wisselende eigenaarschap in dat tijdvak erg onzeker en in elk geval schaars gedocumenteerd. De 18de eeuw kon hem opnieuw waarderen en hij oefende toen een grote invloed uit op de Engelse en Franse schilderkunst, tot hij weer uit de gratie viel van de Franse revolutionairen en hun rationalistische tijdgenoten. 
De romantici van de 19de eeuw hemelden hem op. De culturele en politieke breuklijnen in het jonge België vonden hun echo in de uiteenlopende interpretaties van Rubens, die bij de vernieuwers in de smaak viel en de behoudsgezinden voor het hoofd stootte. Sinds 1827 wordt Rubens in Antwerpen bij elk jubileumjaar gehuldigd – tot heden. Er verrees een herinneringscultuur rond Rubens waarin telkens andere accenten gelegd werden die afhankelijk waren van tijdsgebonden politieke en maatschappelijke contexten. De meest grondige studie van het complete werk van Rubens verrichtte de kunstcriticus Max Rooses, die bijna zijn hele leven wijdde aan het verzamelen en publiceren van Rubens' correspondentie en het inventariseren van zijn werk. Rooses nam als startpunt deel 2 van de catalogus van de Engelse antiquair John Smith uit 1830. Andere mijlpalen in de Rubenskritiek zijn de lijst van gravures naar Rubens, opgesteld door C.G. Voorhelm Schneevoogt in 1873, en Jacob Burckhardts boek Erinnerungen an Rubens ("Herinneringen aan Rubens") uit 1898.

## Werk in openbare collecties (selectie)
- Rubenshuis, Antwerpen
- Museum voor Schone Kunsten, Antwerpen
- Museum voor Schone Kunsten, Brussel
- Museum voor Schone Kunsten, Gent
- Museum Boijmans Van Beuningen, Rotterdam
- Mauritshuis, Den Haag
- Rijksmuseum Amsterdam, Amsterdam[30]
- Museum voor Schone Kunsten, Rijsel
- Louvre, Parijs
- Louvre, Lens
- Alte Pinakothek, München
- Art Gallery of Ontario, Toronto
- Fine Arts Museums of San Francisco, San Francisco
- Gemäldegalerie, Berlijn
- Hermitage, Sint-Petersburg
- John and Mable Ringling Museum of Art, Sarasota
- Kunsthistorisches Museum Wien, Wenen
- Liechtenstein Museum, Wenen
- Museo del Prado, Madrid
- Nationale Galerie, Praag
- National Gallery, Londen
- Uffizi, Florence
- Palazzo Pitti, Florence
- Biblioteca Museu Víctor Balaguer, Vilanova i la Geltrú
- Wallraf-Richartz-Museum, Keulen

## Cultureel eerbetoon

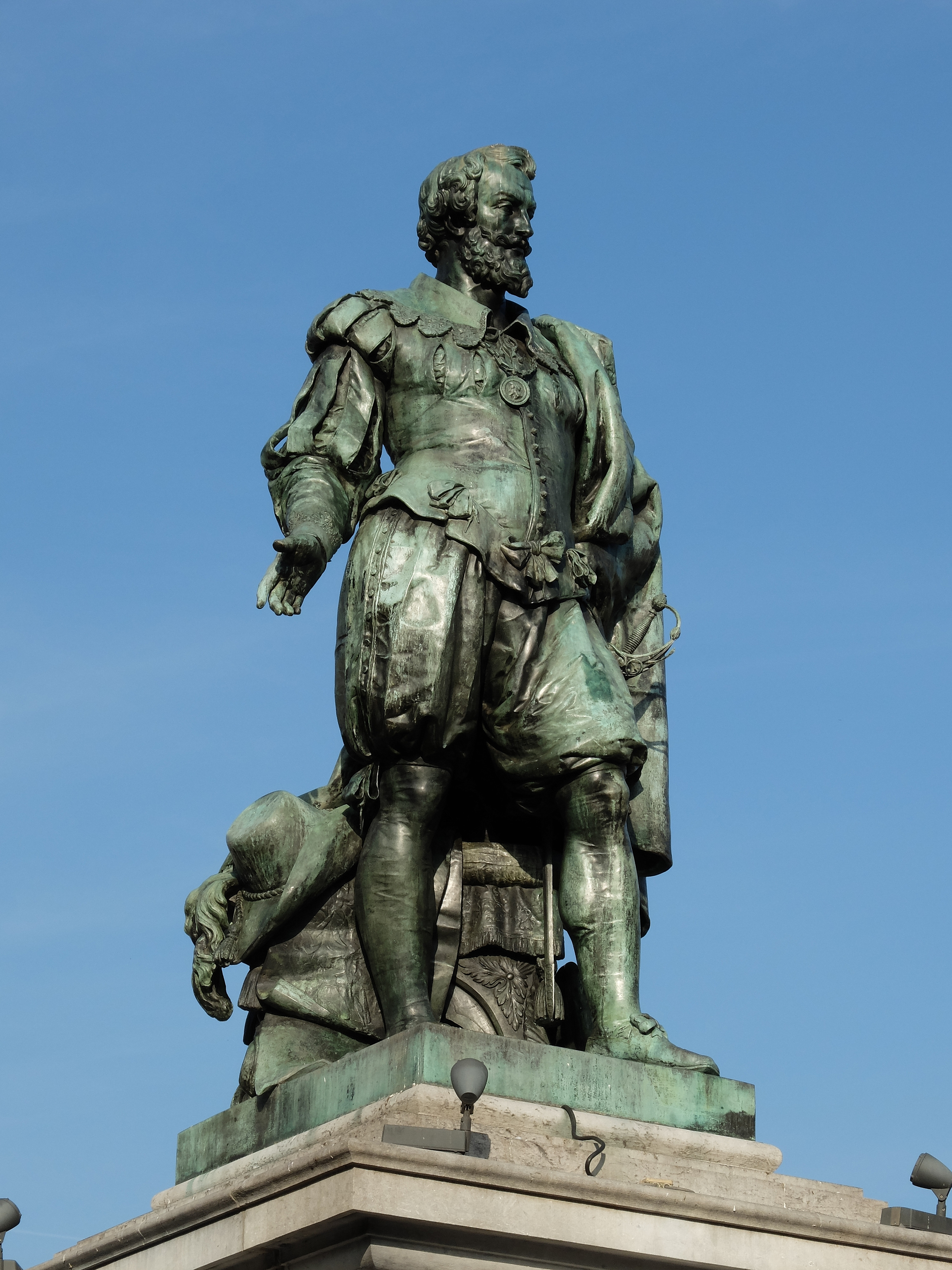
Standbeeld van Rubens op de Groenplaats in Antwerpen

- Op de Groenplaats in Antwerpen staat sinds 1843 een standbeeld van Rubens, vervaardigd door Willem Geefs. Rubens was hiermee de eerste Vlaamse kunstenaar die een standbeeld kreeg.
- De Antwerpse etalageschilder Rubbes heeft zijn pseudoniem aan hem ontleend.
- In de Suske en Wiskealbums De raap van Rubens (1977) en De Krimson-crisis (1988) speelt Rubens een belangrijke rol. Ook in het album Het dreigende dinges (1985) speelt een schilderij van Rubens (Kruisafneming) een belangrijke rol.
- Rubens eindigde in 2005 op nr. 9 in de Vlaamse versie van de verkiezing van De Grootste Belg en op nr. 21 in de Waalse versie.
- In de stripreeks De Kiekeboes werkt Fanny in het album "Hotel O" in een hotel waar alle kamers naar schilders vernoemd zijn. De hoteleigenaar raadt de Dikke Dame de Rubenssuite aan. Een knipoogje naar het feit dat op Rubens' schilderijen vaak mollige vrouwen te zien zijn.
- Als eerbetoon aan Rubens richtten corsobouwers van het bloemencorso in Zundert in juli 2007 een dahliatableau op gemaakt naar een zelfportret van Rubens. Het tableau mat 8 bij 8 meter en bevatte meer dan 30.000 dahlia's. In het corso van 2007 (in september) reed bovendien een wagen naar een ontwerp van Rubens mee: de Zegewagen van Kalloo.
- Langs diverse invalswegen voor Antwerpen staan bruine toeristische bebording opgesteld om weggebruikers te attenderen dat ze Antwerpen naderen. Op dit bord wordt een zelfportret van Rubens getoond.[31]

## Onderscheidingen
Rubens werd twee keer geadeld: in 1624 verhief Filips IV van Spanje hem aan het Spaanse hof tot de adel voor zijn diplomatieke missies in de Noordelijke Nederlanden, en in 1630 werd hij door Karel I van Engeland geridderd aan het Engelse hof in Whitehall.

## Wapen
|  | BlazoeneringDoorsneden, het hoofd van goud, beladen met een jachthoorn van sabel, gebonden van keel met mondstuk en beslagen van goud, geëvend van twee vijfbladen van keel, doorstoken van goud, bebladerd van sinopel, de punt van azuur met een lelie van goud. WapenverlenerKarel I van Engeland Vergund25 december 1630 WapenvoerderPeter Paul Rubens HelmtekenLelie van goud WrongGoud en azuur DekkledenGoud en azuur HelmGeopend en getralied Andere elementenHet schild vermeerderd met het Engelse koningswapen: een schildhoek van keel beladen met een luipaard van goud, geklauwd en getongd van azuur (concessie van Karel I). |

## Trivia
Rubens was in het bezit van wat men nu het Zilveren sierstel van Peter Paul Rubens noemt, in 2005 opgenomen in het topstukkendecreet van Vlaanderen en in het bezit van de Koning Boudewijnstichting.
De Kindermoord van Bethlehem werd in 2002 voor 76 miljoen dollar geveild en behoort daarmee tot de duurste schilderijen ter wereld. In 2016 werd Lot en zijn Dochters voor 52 miljoen euro geveild bij Christie's.
In juli 2018 raakte bekend dat Facebook naakten van Rubens en andere Vlaamse barokschilders weert van hun netwerk. Het Vlaams picturaal erfgoed valt voor hen onder de categorie onfatsoenlijk en zowaar pornografisch. Toerisme Vlaanderen reageerde daar ludiek op via een video op YouTube.

## Medewerkers en leerlingen
B
- Osias Beert I
- Matthijs van den Bergh
- Johan Boeckhorst
- Peter Bo(u)m, Peter
- Schelte à Bolswert
- Boëtius à Bolswert
- Jan Baptist Borrekens
- Theodoor Boyermans
- Paul Bril
- Jan Brueghel I
- Jan Brueghel II
- Artus de Bruyn

C
- Jan Cossiers
- Gaspar de Crayer

D
- Abraham van Diepenbeeck
- Gérard Douffet
- Antoon van Dyck

E
- Justus Van Egmont
- Jan van Eyck (medewerker Rubens)
- Rum Eynoudts

F
- Lucas Faydherbe
- Jan Floris
- Jan Fouquier(s)
- Lucas Franchois
- Lucas Franchoys II
- Jan Fyt

G
- Cornelis Galle II
- Cornelis Galle I
- Theodoor Galle
- Jacob Gowy
- Marinus Robyn van der Goes

H
- Monsu Habé
- Jan van den Hoecke
- Gaspar van den Hoecke
- Samuel Hofmann
- Nicolaas van der Horst
- Willem van Haecht

J
- Lambert Jacobsz
- Christoffel Jegher
- Pieter de Jode I
- Pieter de Jode II
- Inigo Jones
- Jacob Jordaens

L
- Michel Lasne
- Librecht Laureyssen
- Nicolaas en Conraad Lauwers
- Frans Luycx

M
- Nicolaes de la Morlette
- Godfried Maes
- Vincent Malo
- Jacob Matham
- Martin Mandekens
- Jacques Moermans
- Matthys Moermans
- Jan van Mildert
- Peter Paul van Mildert
- Jacob Muller
- Pieter van Mol
- Deodaat van der Mont/Del Monte

N
- Jacob Neefs
- Jacques Nicolaï

P
- Willem Panneels
- Pennemaecker
- Maarten Pepyn
- Paulus Pontius
- Egbert van Panderen

Q
- Erasmus Quellinus II

R
- Nicolas Ryckemans
- Nicolaas Rockox
- Theodoor Rombouts
- Maarten Ryckaert

S
- Cornelis Saftleven
- Antoon Sallaert
- Peter Sallaert
- Cornelis Schut
- Daniel Seghers
- Pieter Snaeyers
- Abraham Snellinck
- Frans Snyders
- Balthasar Steijmans
- Pieter Soutman
- Andries Stock
- Willem Swanenburg
- Peter Symons

T
- David Teniers I
- David Teniers II
- Anthony Thijs
- Pieter Thys de Oude
- Theodoor van Thulden
- Jan Thomas (“Thomas van Ypere”, “Van Yperen” of “Van Ieperen”)

U
- Lucas Van Uden

V
- Balthazar van Cortbemde
- Cornelis Van Daelem de Jongere
- Peter Verhulst
- Lucas Vorsterman
- Arnout Vinckenborg
- Michiel Vriendt
- Nicolaes Vriendt
- Cornelis de Vos
- Paul de Vos
- Simon de Vos
- Otto van Veen

W
- Jan Wildens
- Thomas Willeboirts Bosschaert
- Hans Witdoeck
- Wolfgang William Wittelsbach
- Artus Wolffort
- Victor Wolfvoet
- Frans Wouters
- Franc van den Wijngaerde

Y
- Frans Ykens

## Galerij

Kunstwerken van Peter Paul Rubens
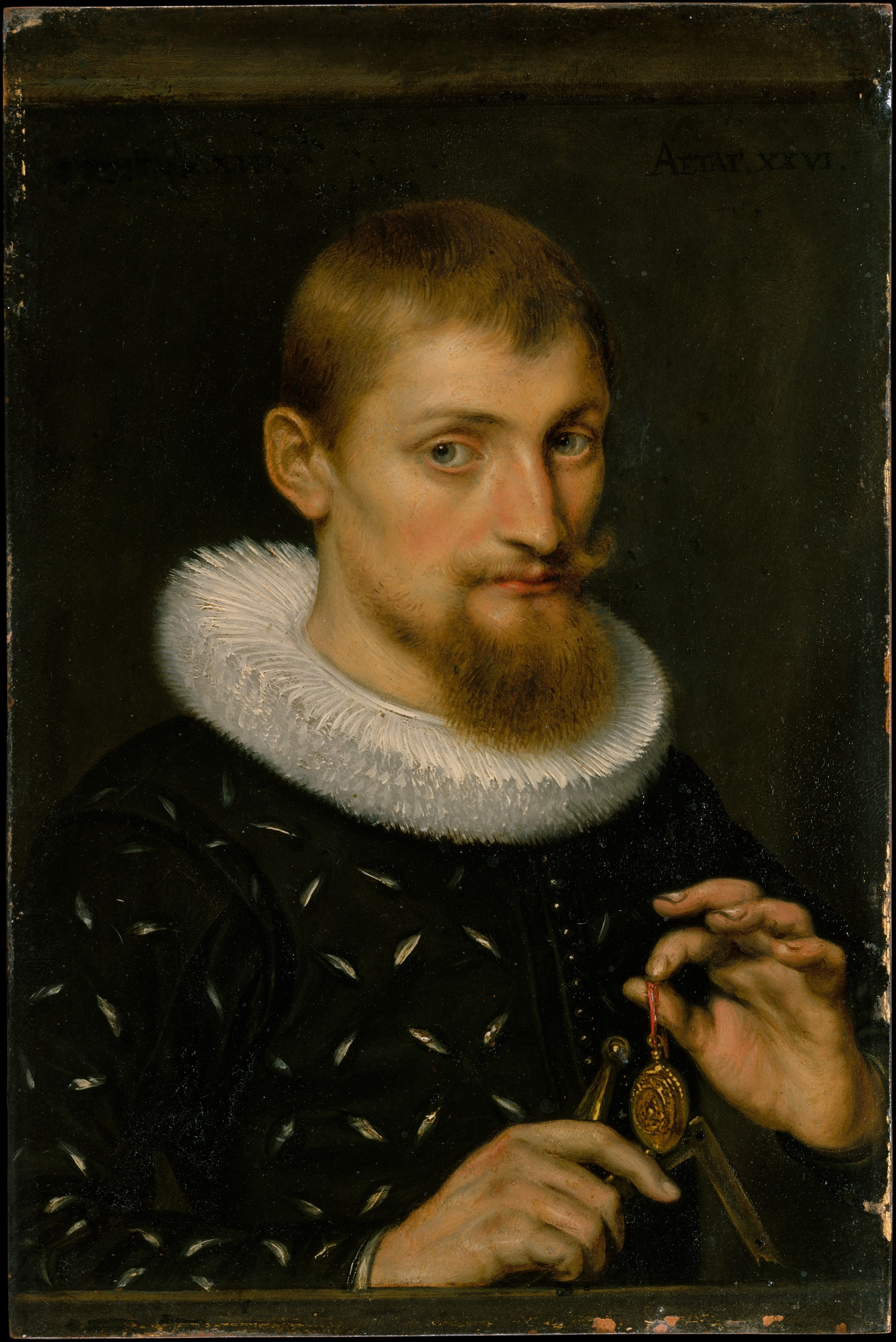
Portret van een man, mogelijk een architect of geograaf, 1597 Metropolitan Museum of Art
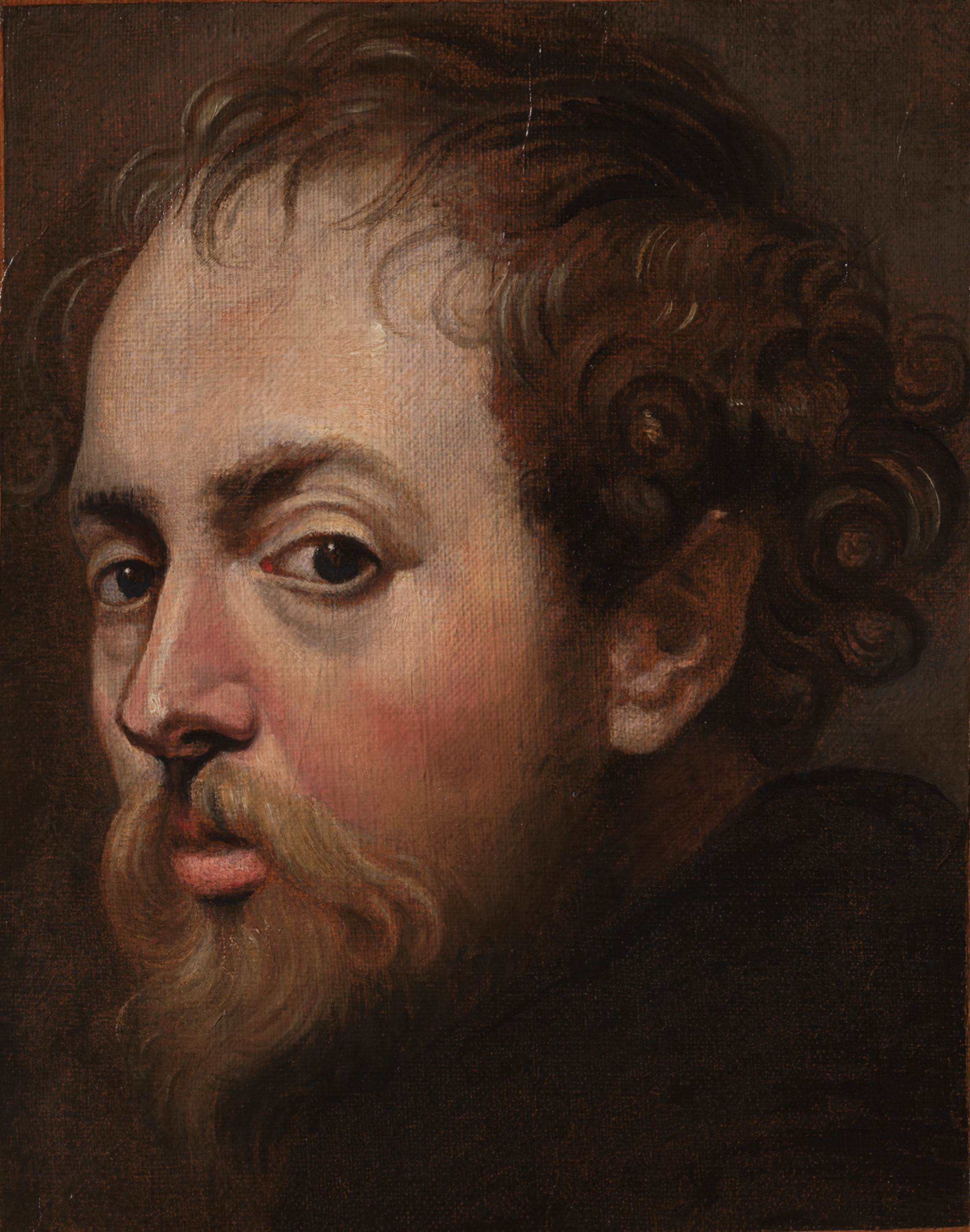
Zelfportret van Peter Paul Rubens, 1607, privécollectie, geleend aan het Rubenshuis
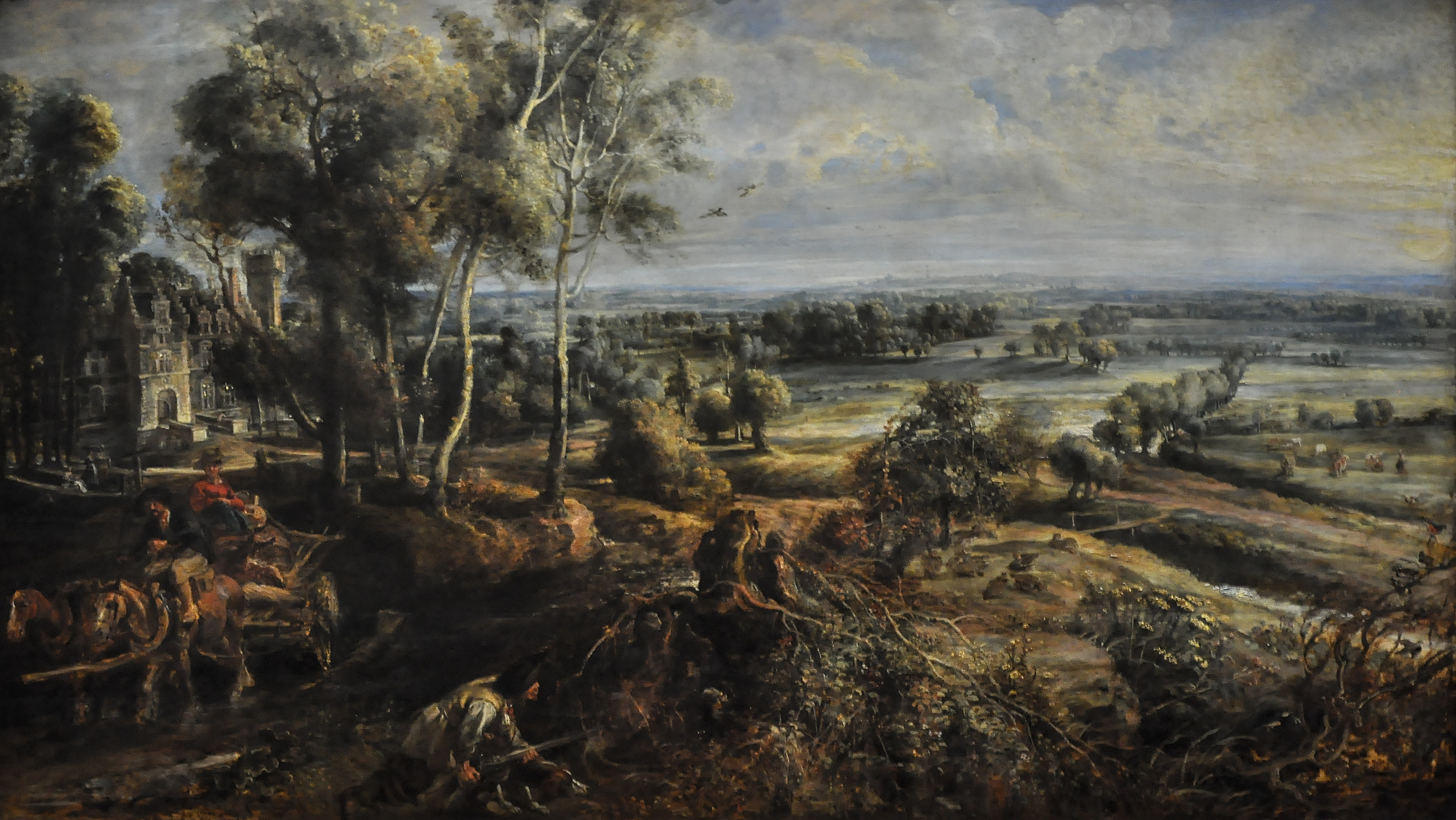
Herfstlandschap met uitzicht op het Steen, National Gallery
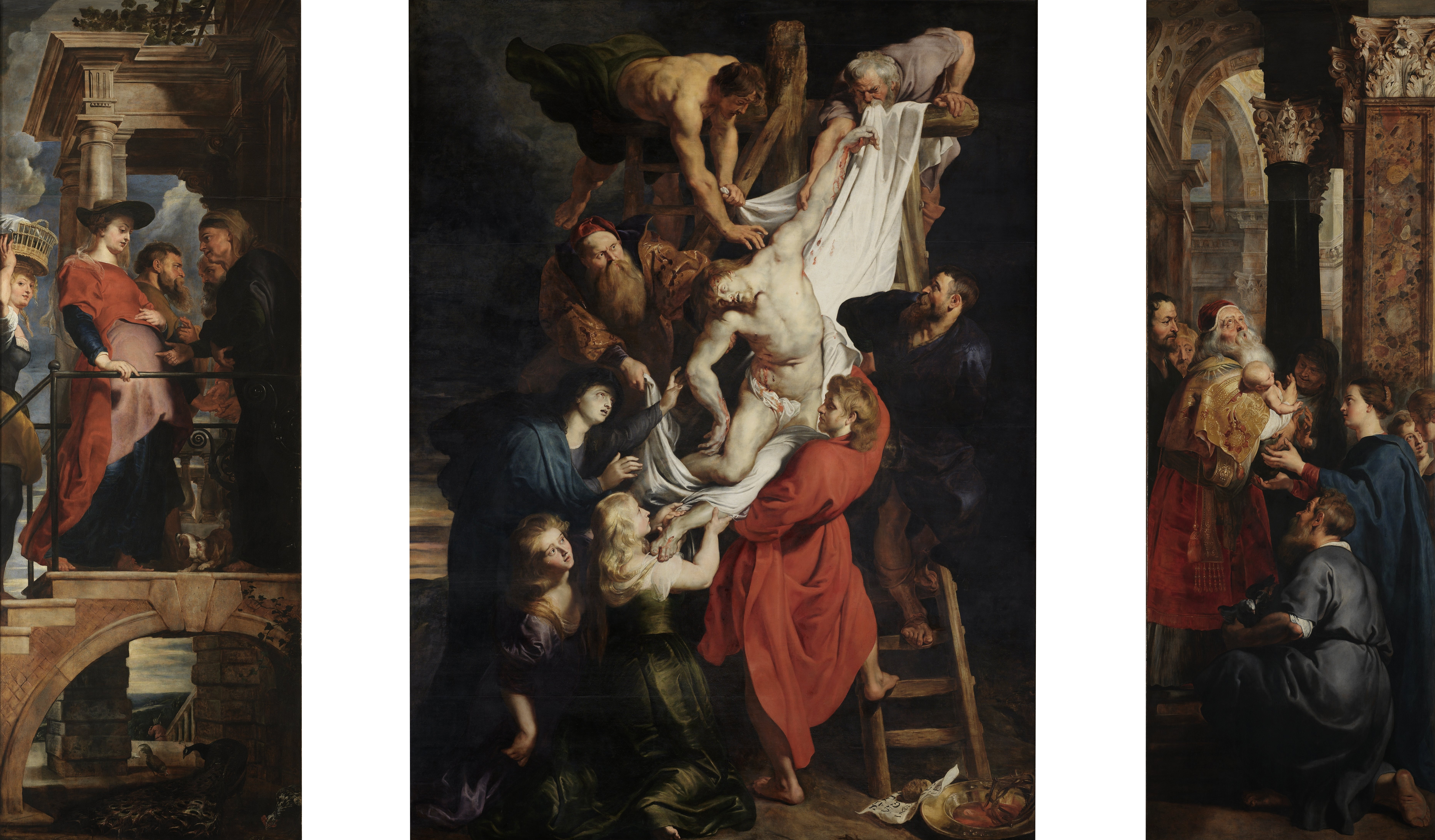
De kruisoprichting, Kathedraal van Antwerpen
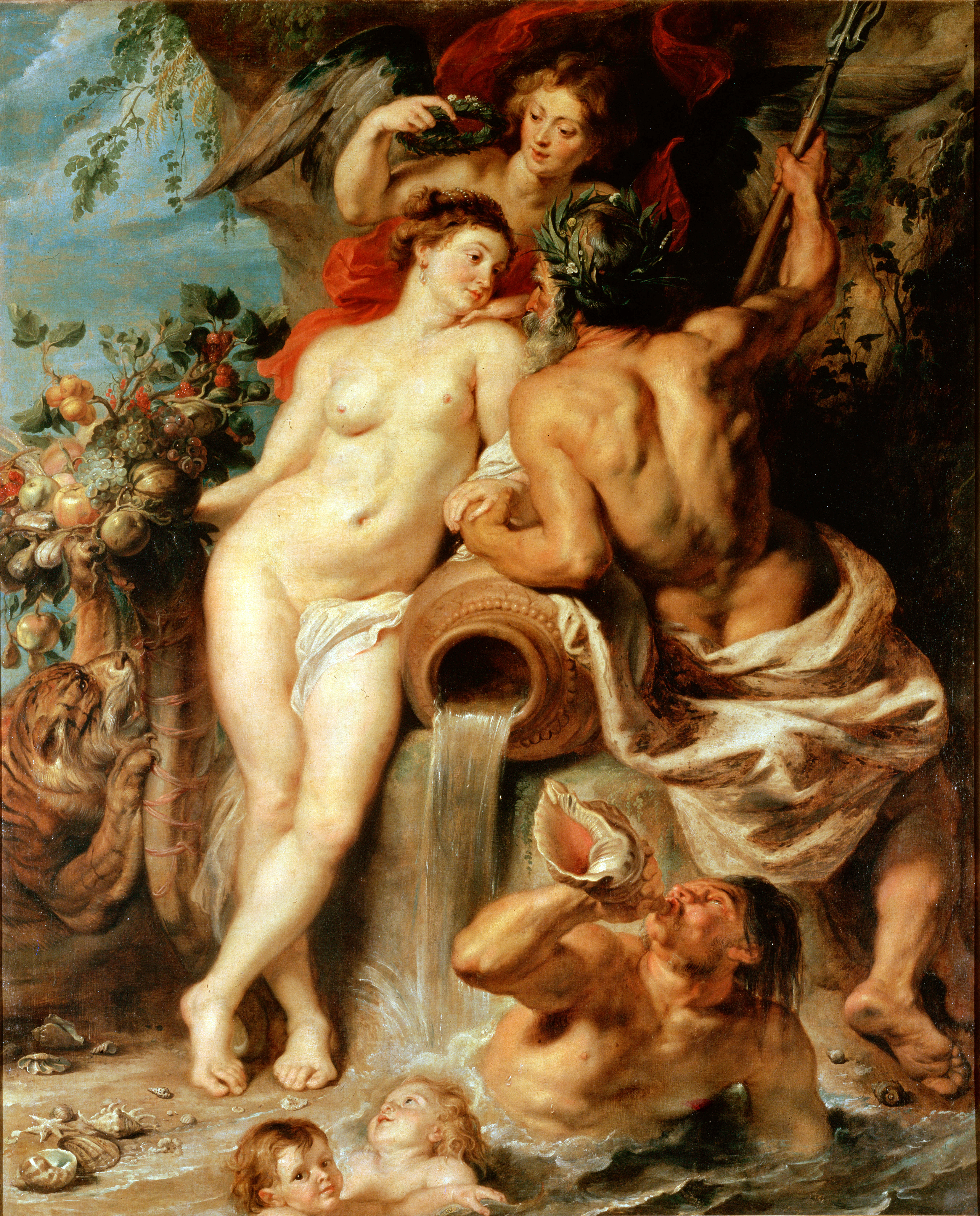
De vereniging van Aarde en Water (circa 1618) Hermitage, Sint-Petersburg
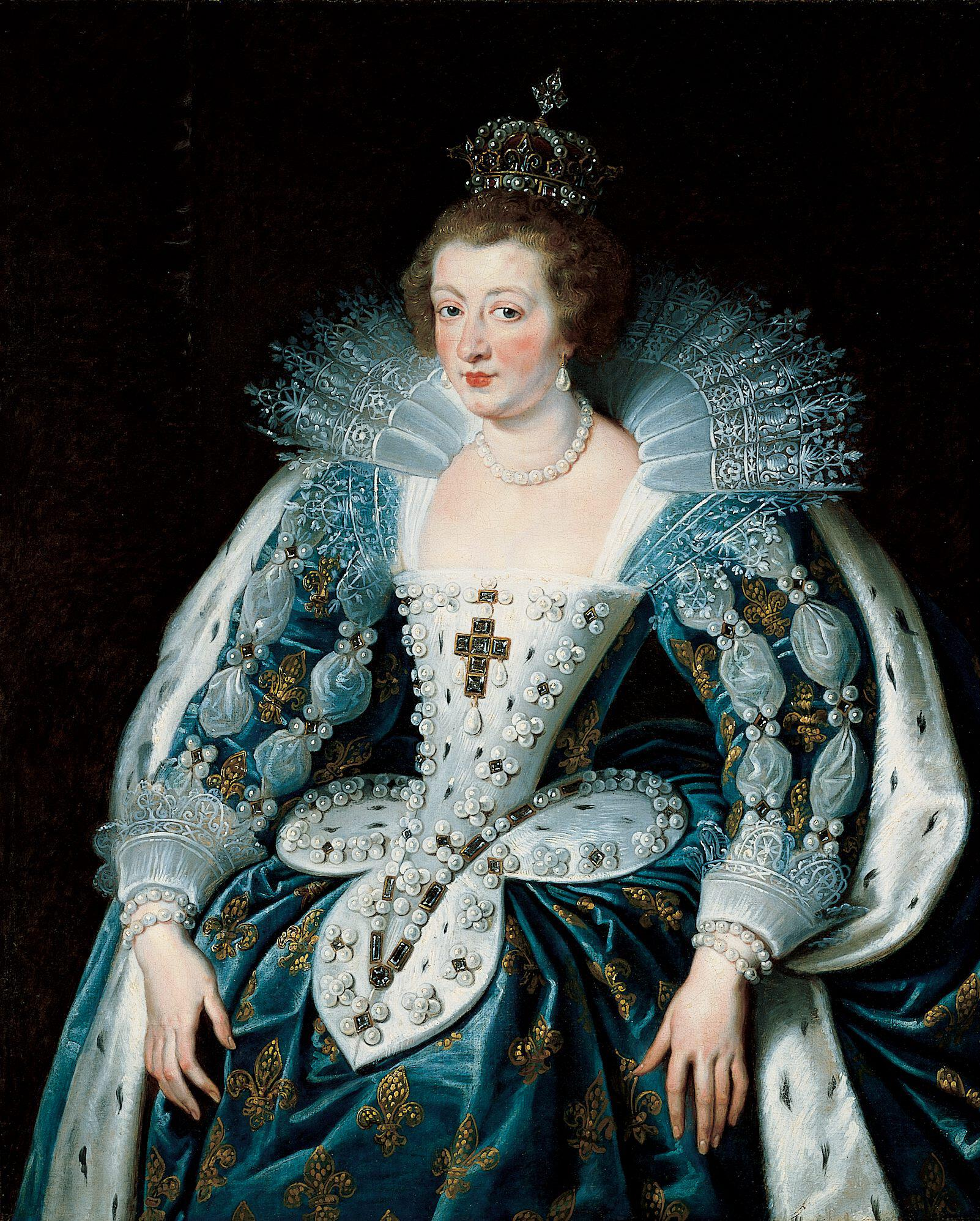
Portret van de Franse koningin-moeder Anna van Oostenrijk
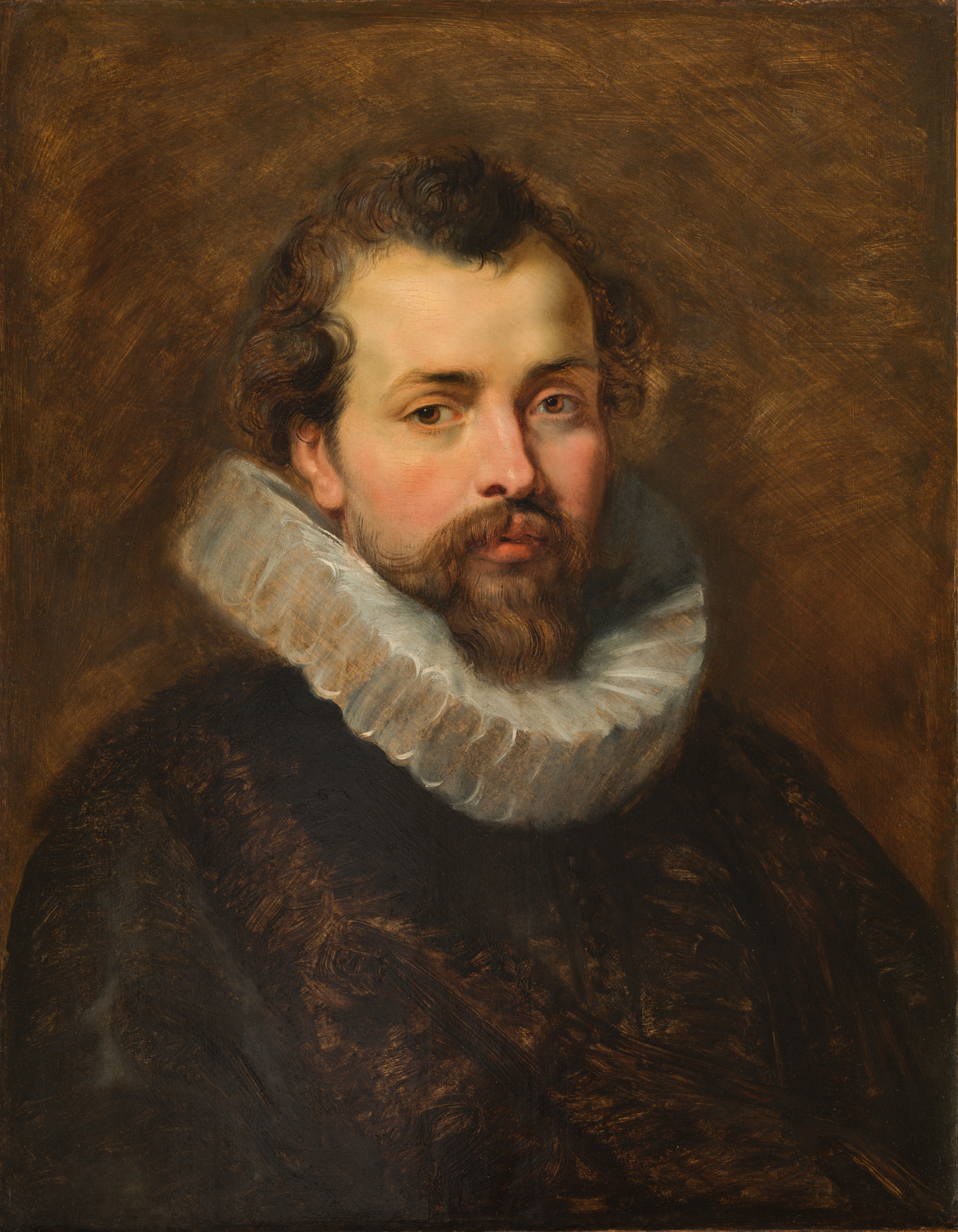
Filips Rubens, de oudere broer van de kunstenaar, 1610/1611
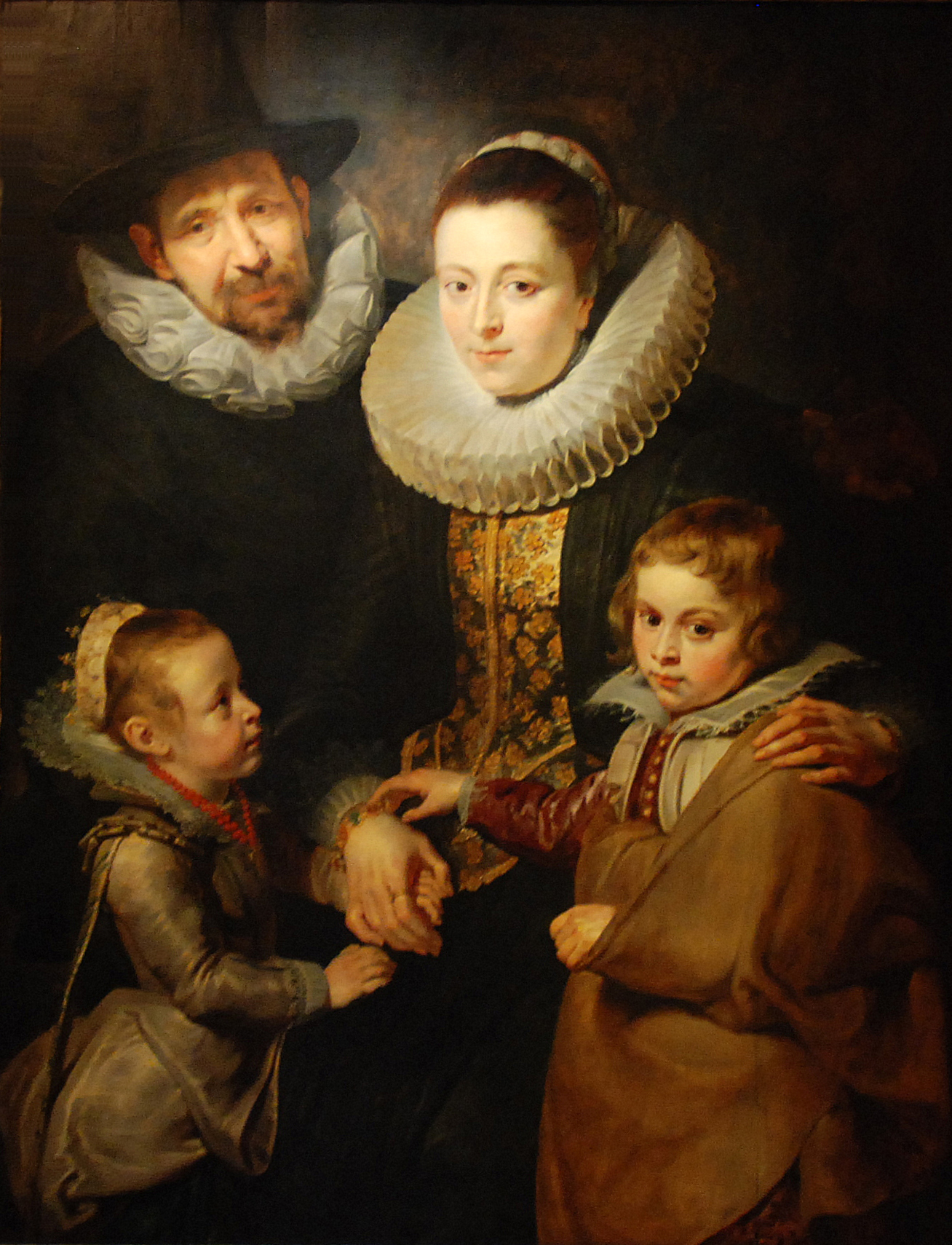
Familie van Jan Brueghel de Oude, in de Courtauld Gallery
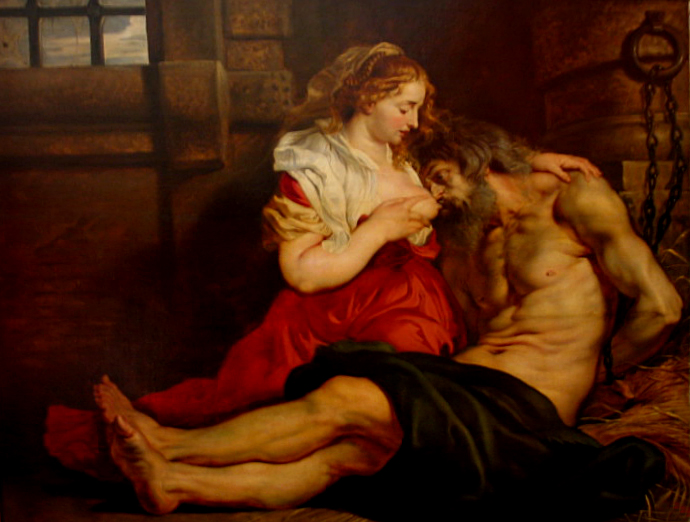
Roomse Liefdadigheid; Hermitage te Sint-Petersburg
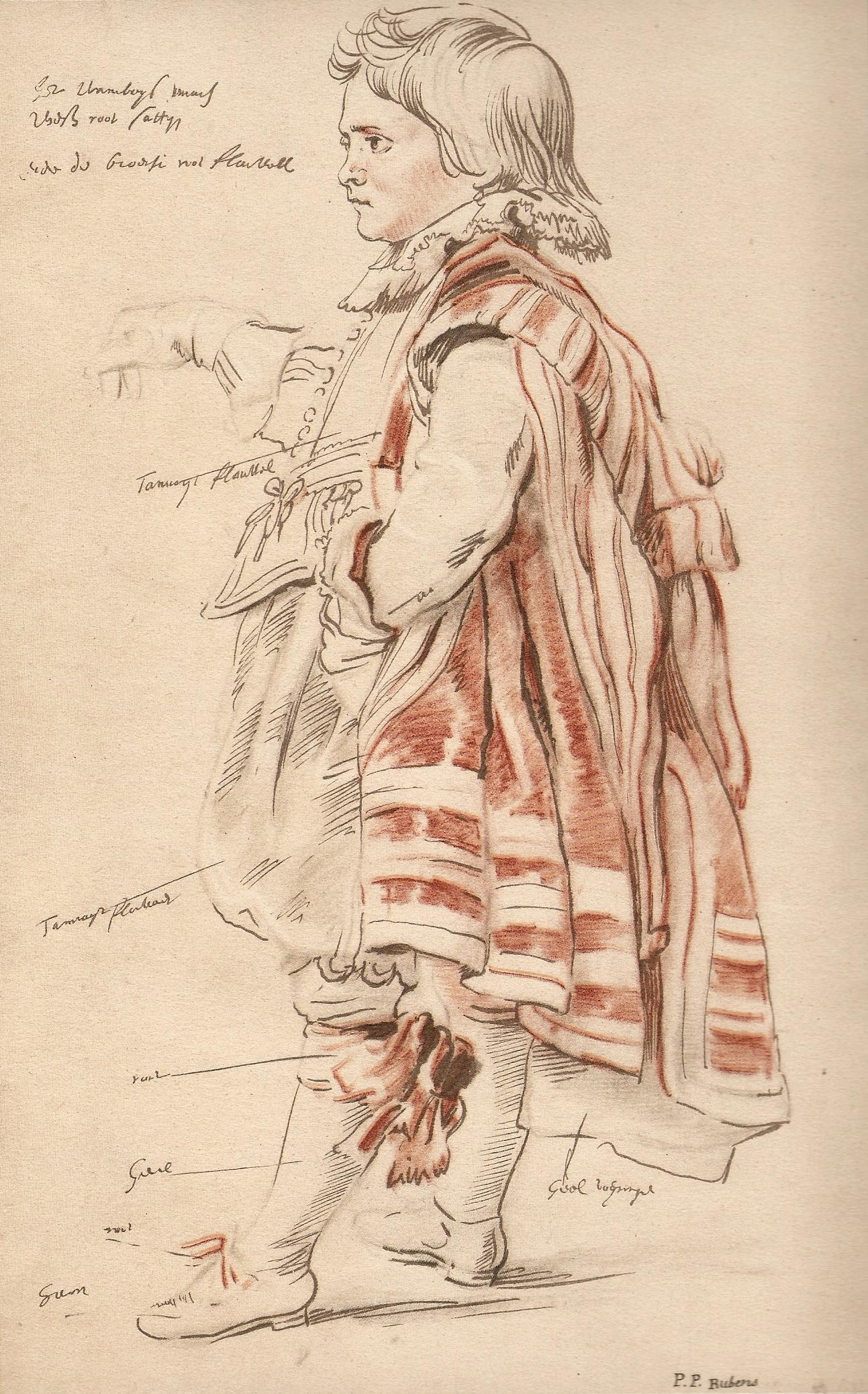
Robin, de dwerg van de graaf van Arundel (1620)
Zelfportret in het Rubenshuis
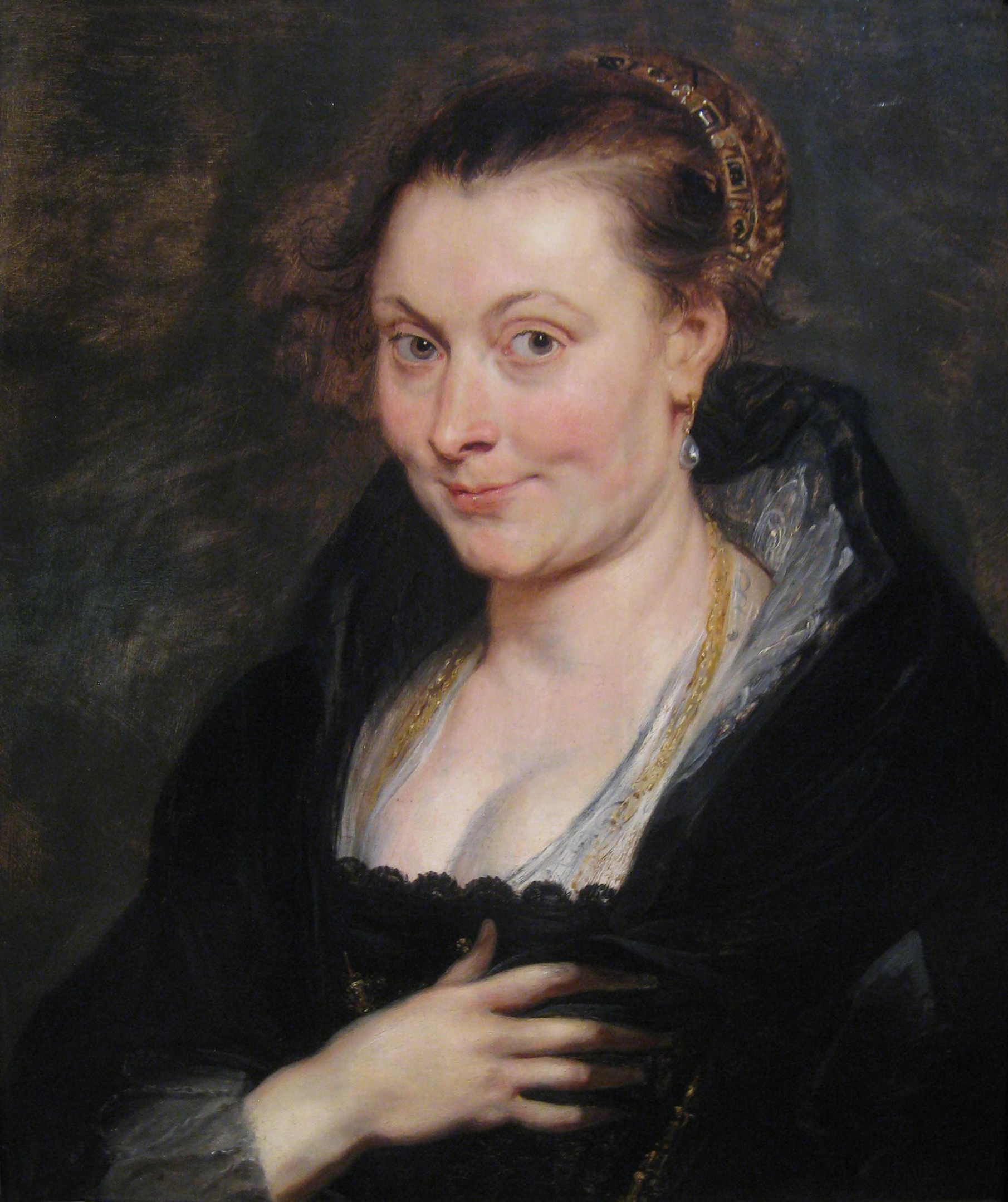
Portret van Isabella Brant door Rubens, Cleveland Museum of Art
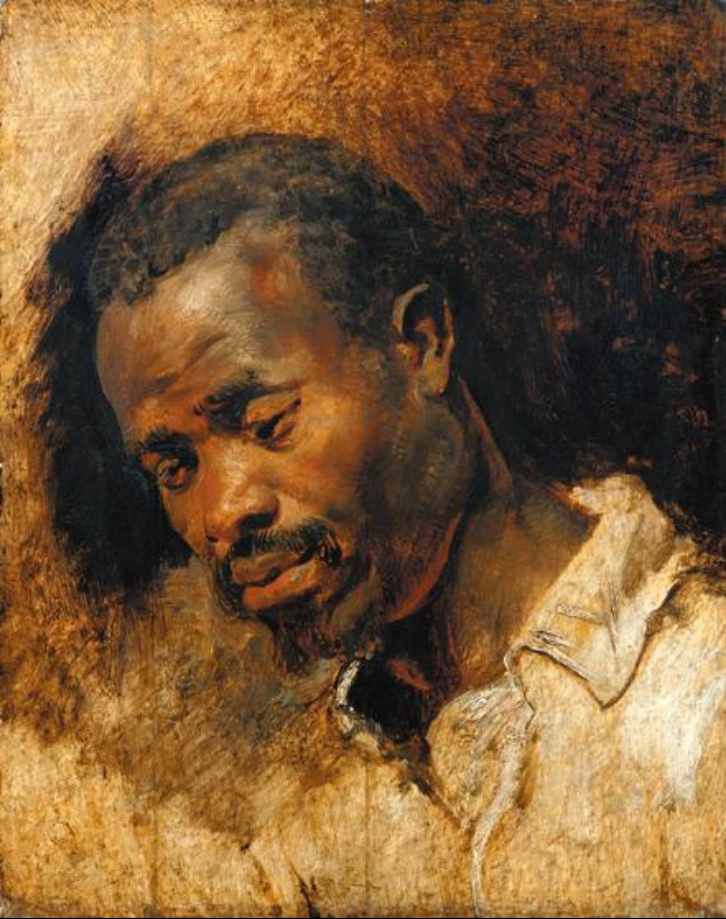
Hoofd van een zwarte man, The Hyde Collection
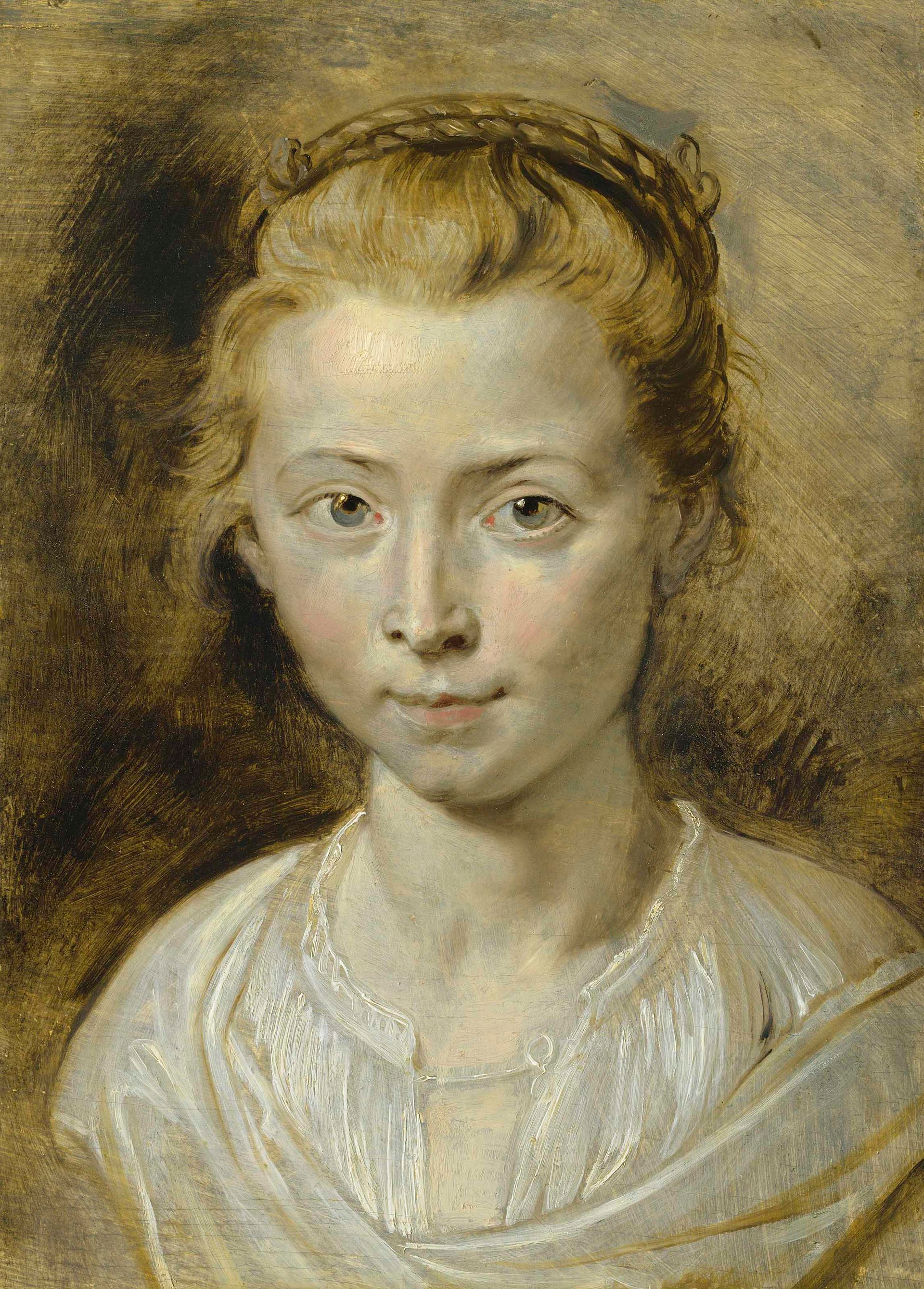
Clara Serena Rubens (1611-1623) door Rubens, Rubenshuis te Antwerpen
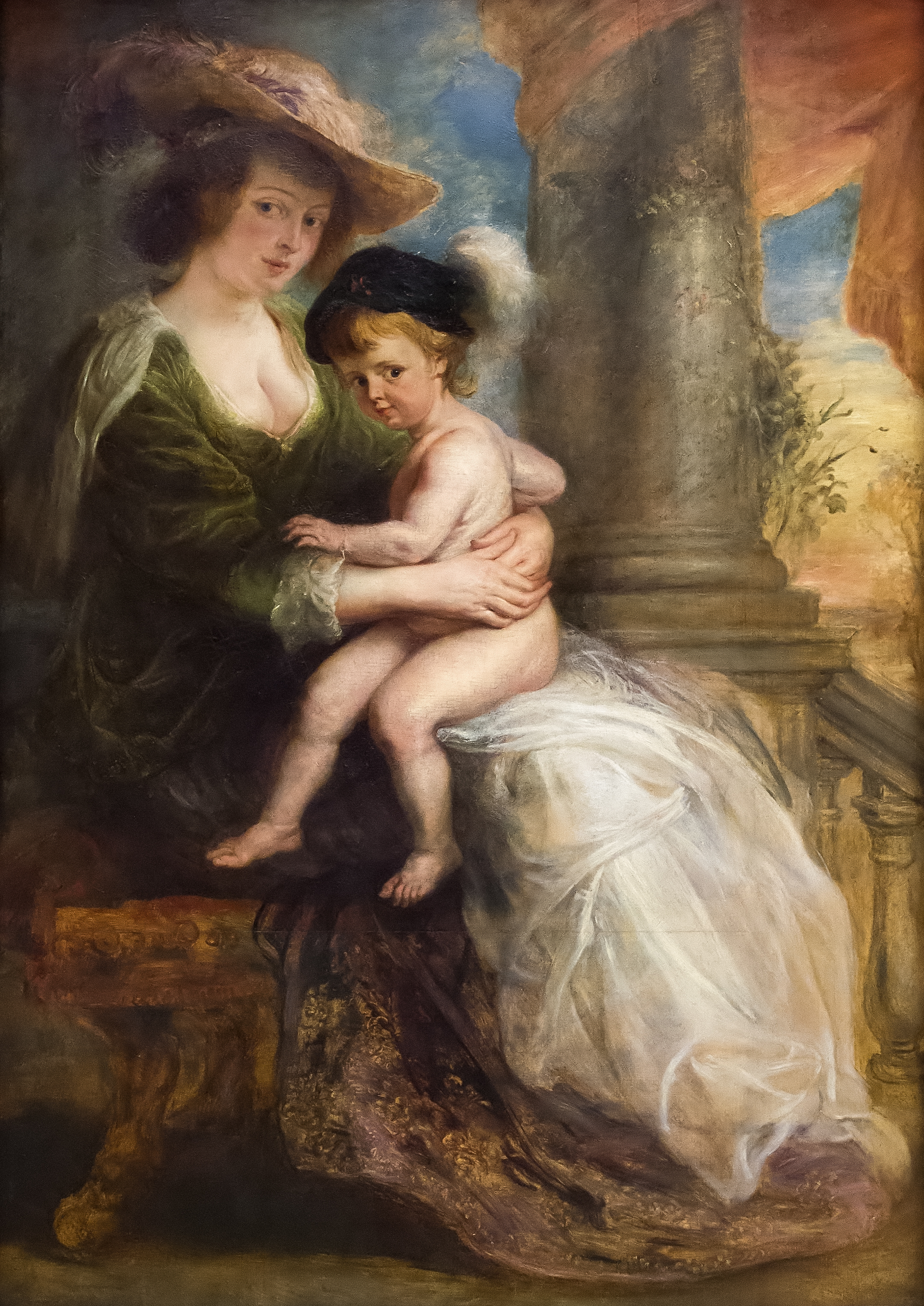
Hélène Fourment met haar oudste zoon Frans door Rubens, Alte Pinakothek, München
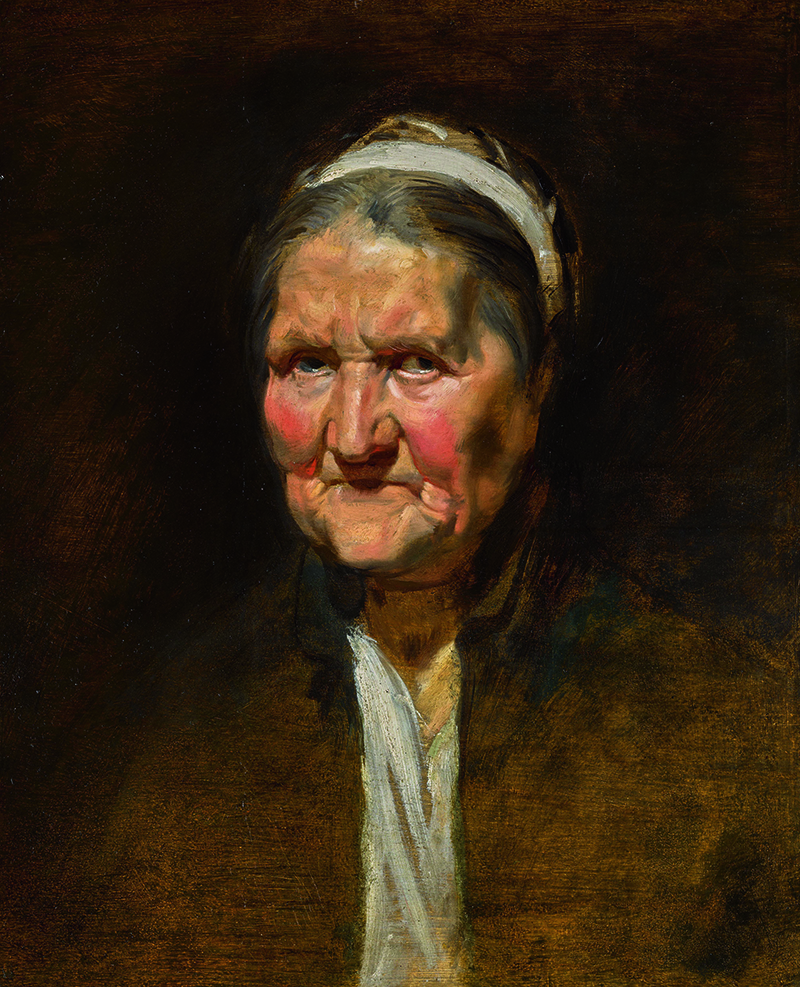
Studie van een oude vrouw, 1615-1620, The Phoebus Foundation
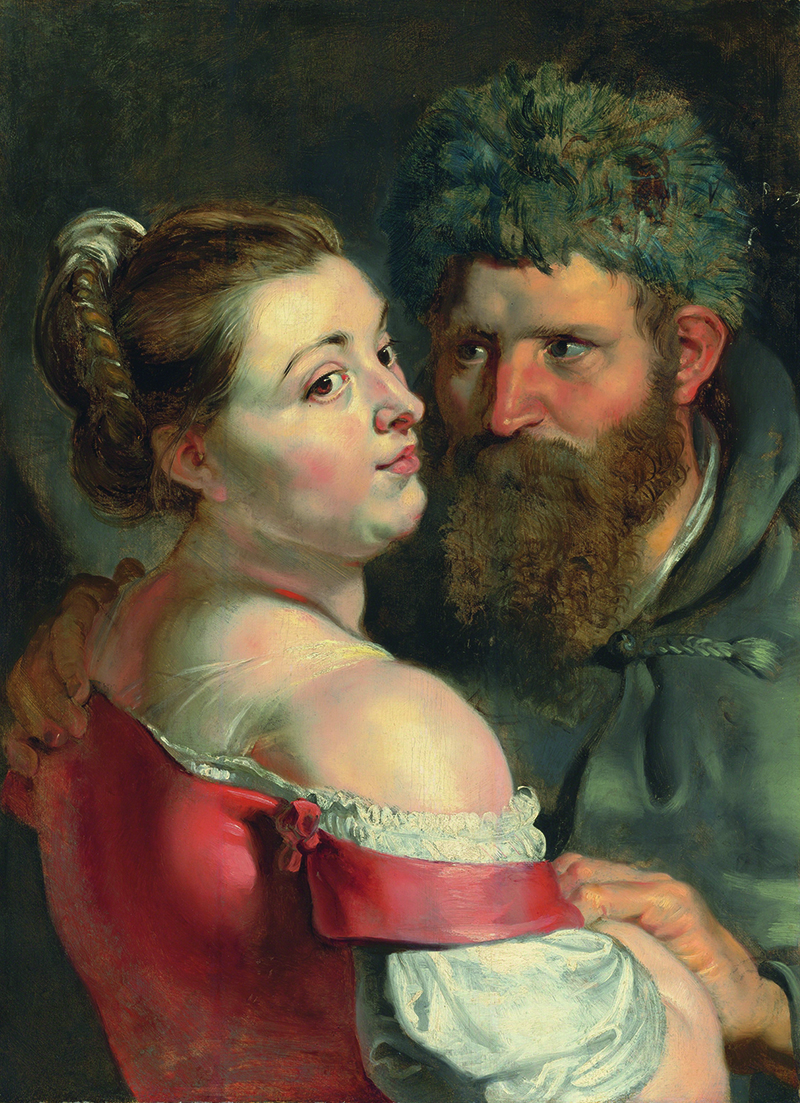
Een zeeman en een vrouw in omhelzing, The Phoebus Foundation
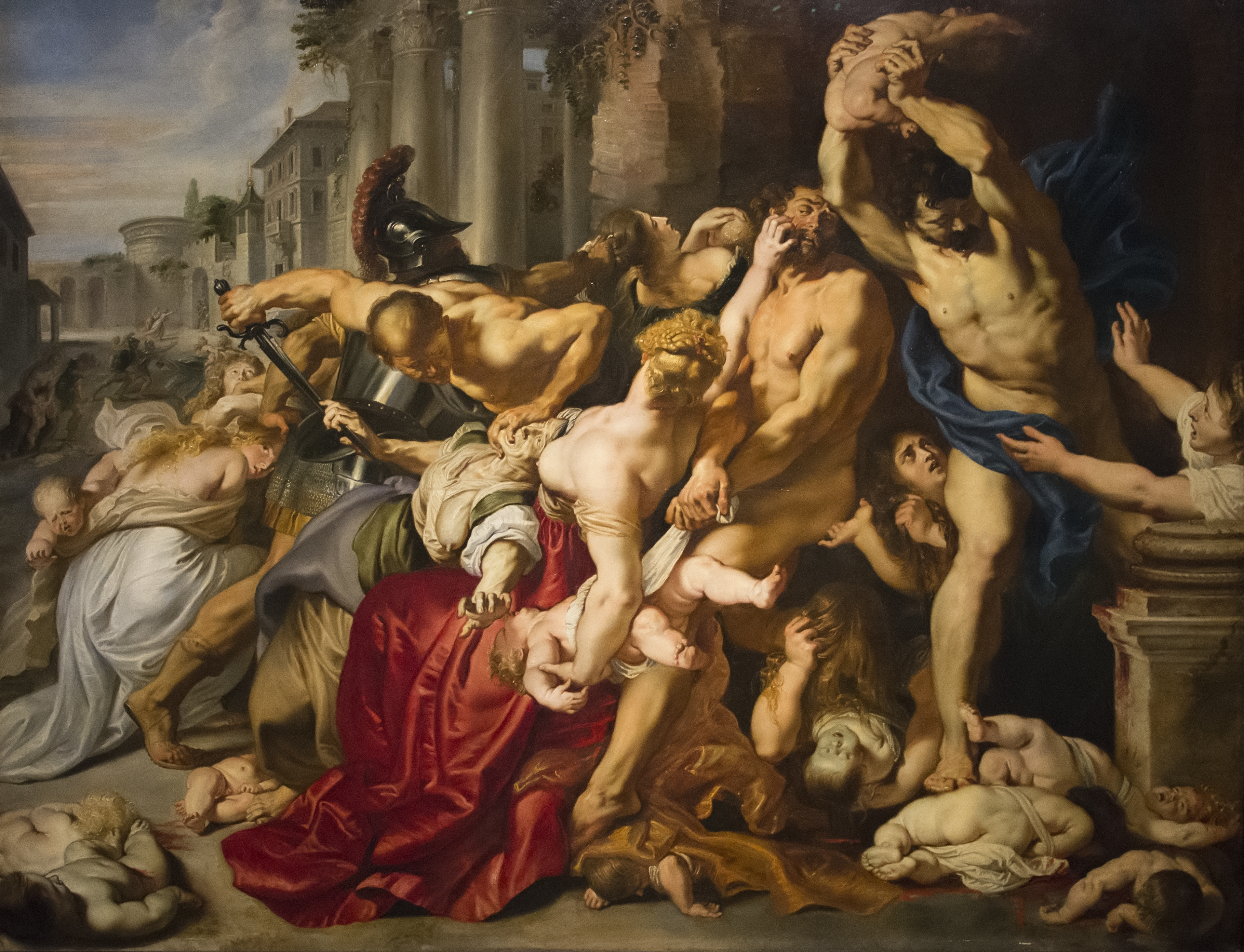
De kindermoord te Bethlehem, in 2018 na 400 jaar weer in België
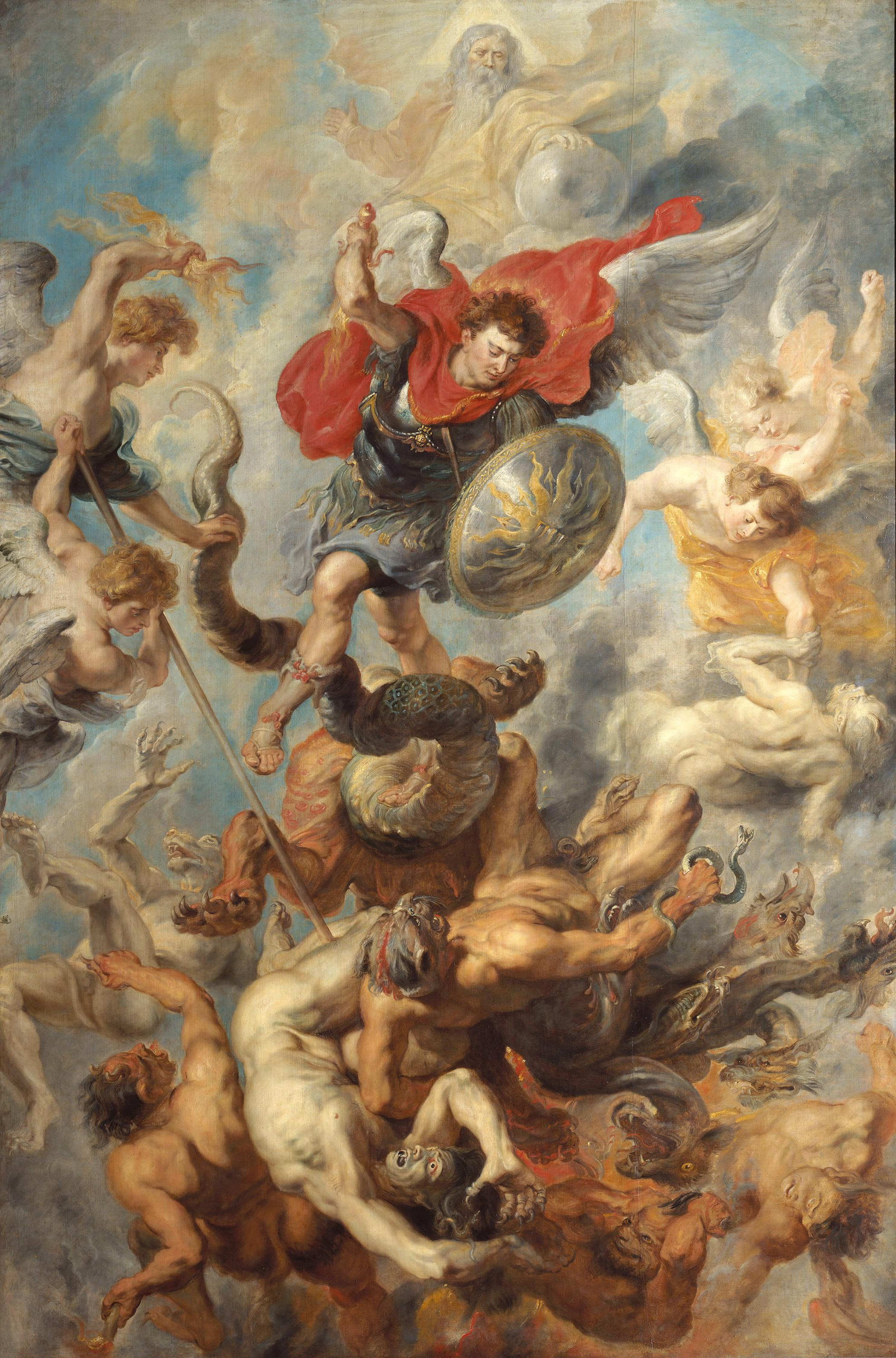
Val van de engelen, 1620/21, Alte Pinakothek
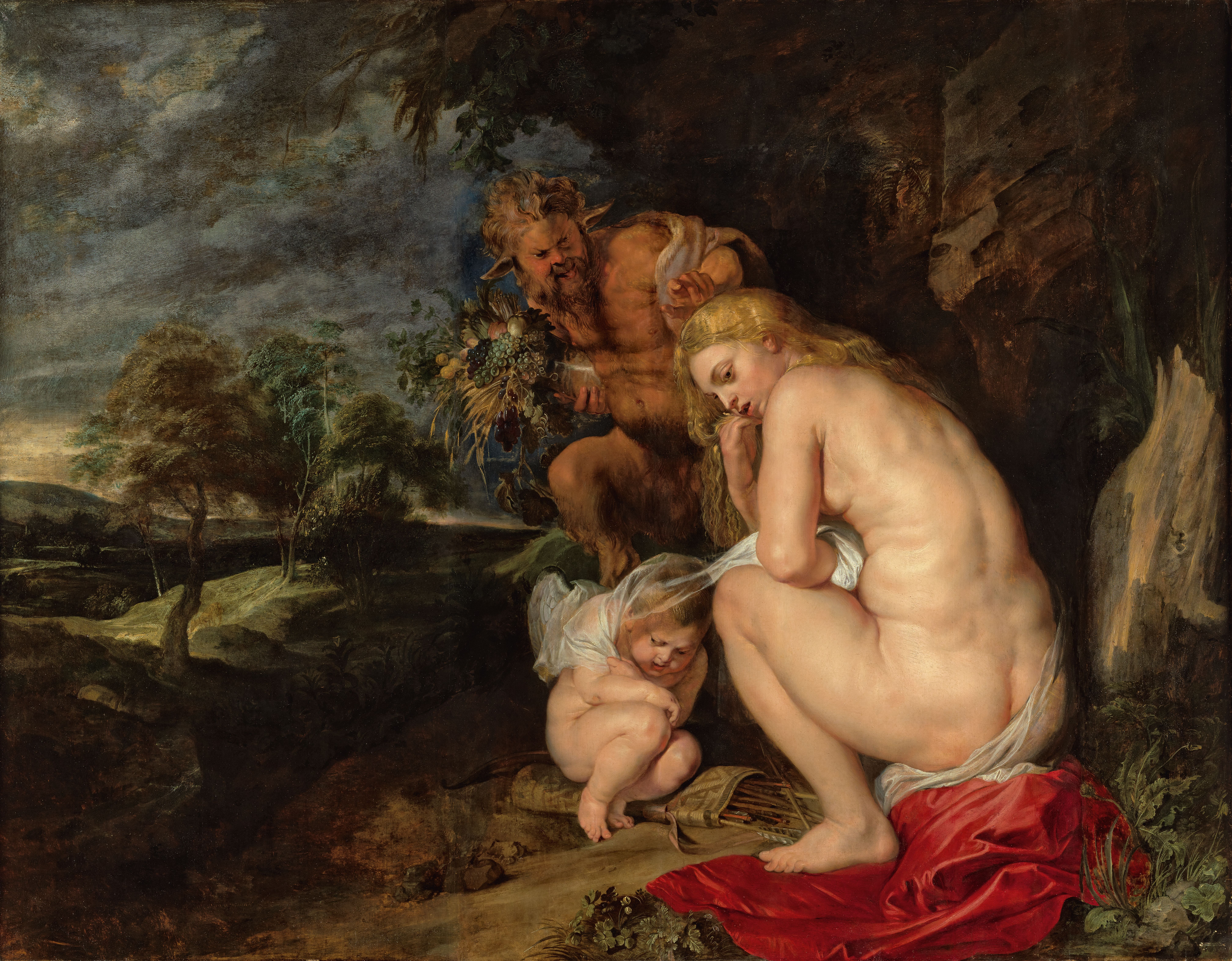
Venus frigida van Peter Paul Rubens, Koninklijk Museum voor Schone Kunsten Antwerpen
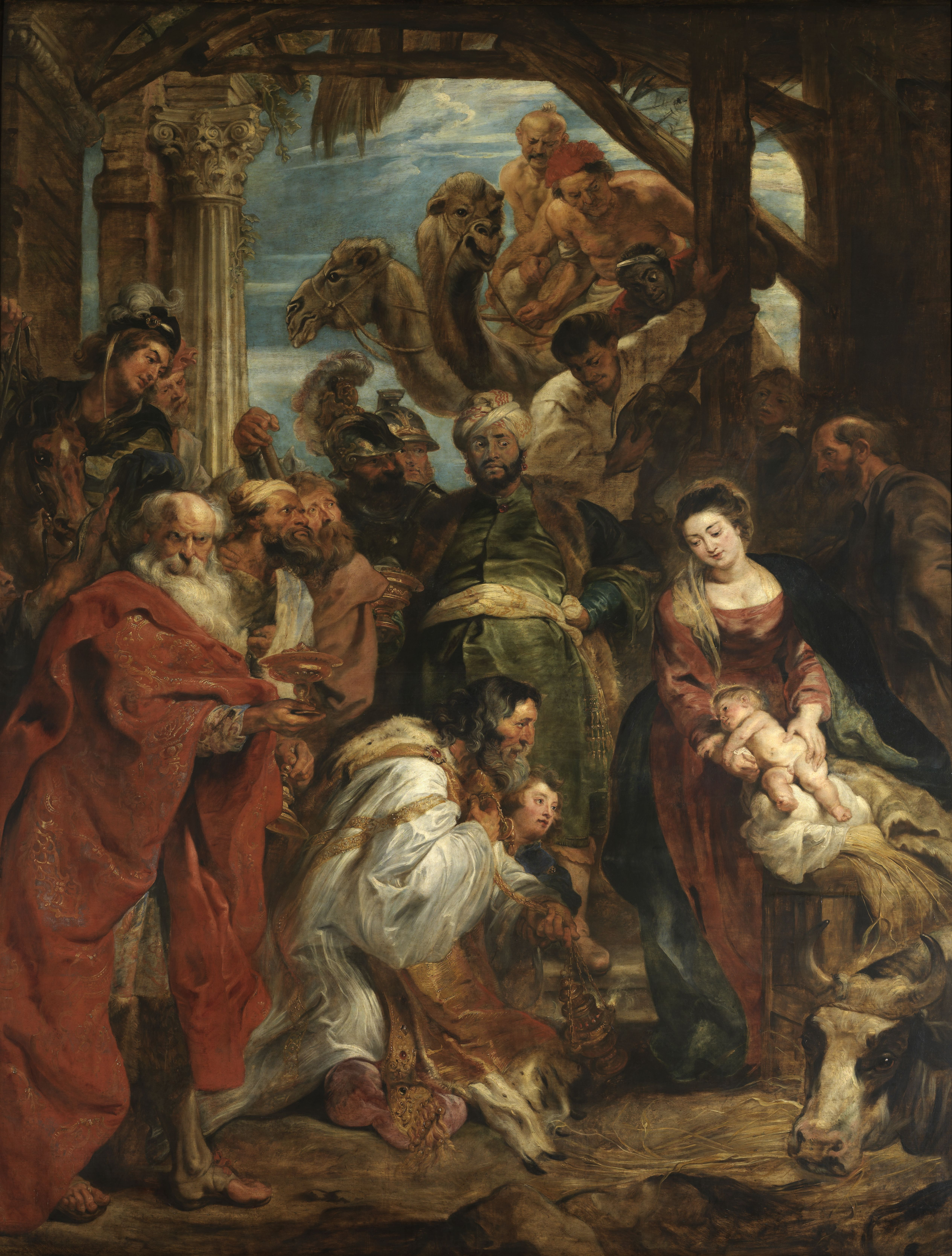
Aanbidding door de koningen van Peter Paul Rubens, Koninklijk Museum voor Schone Kunsten Antwerpen
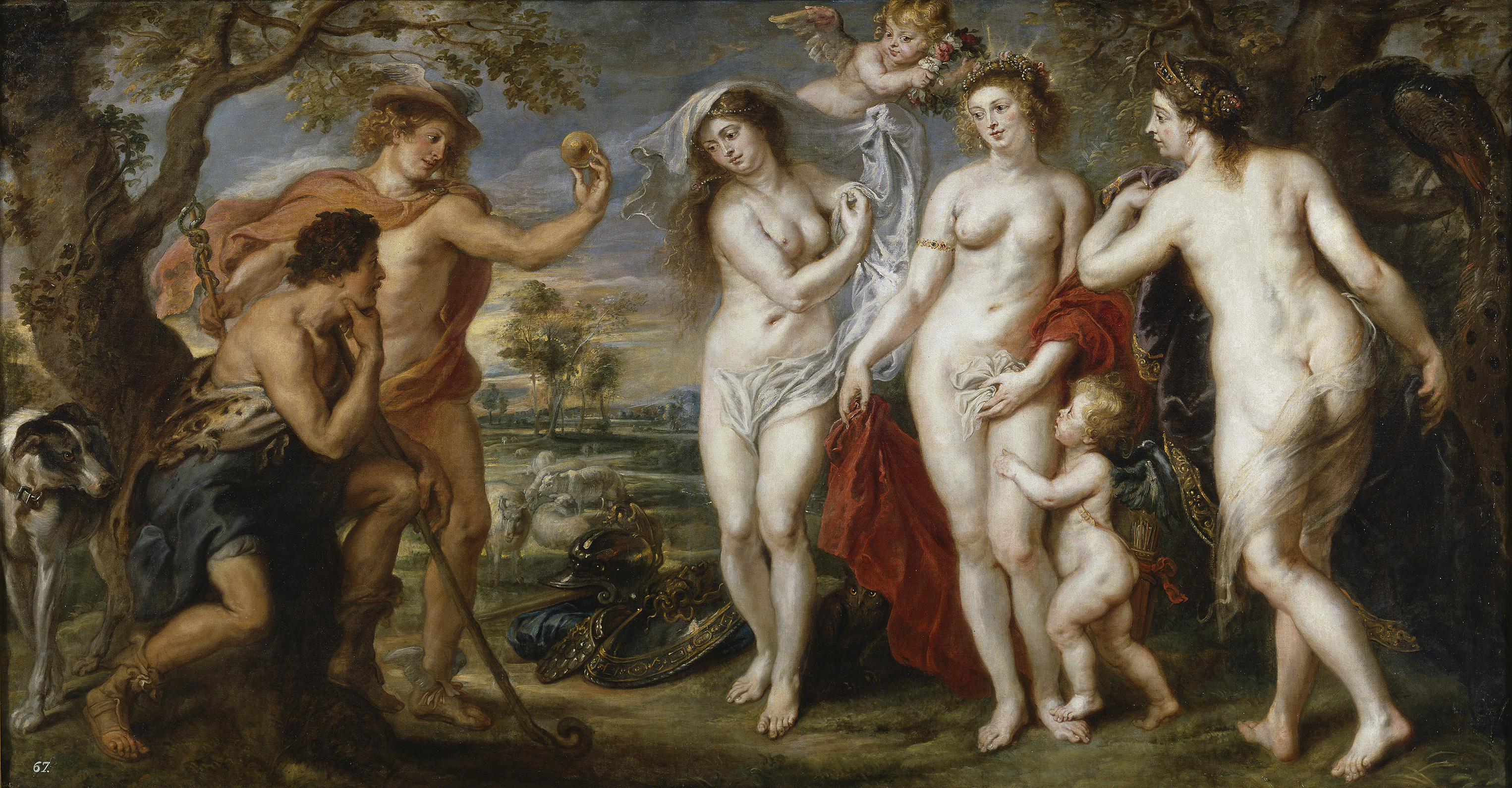
Het oordeel van Paris, ca. 1638-1639, Detroit Institute of Arts
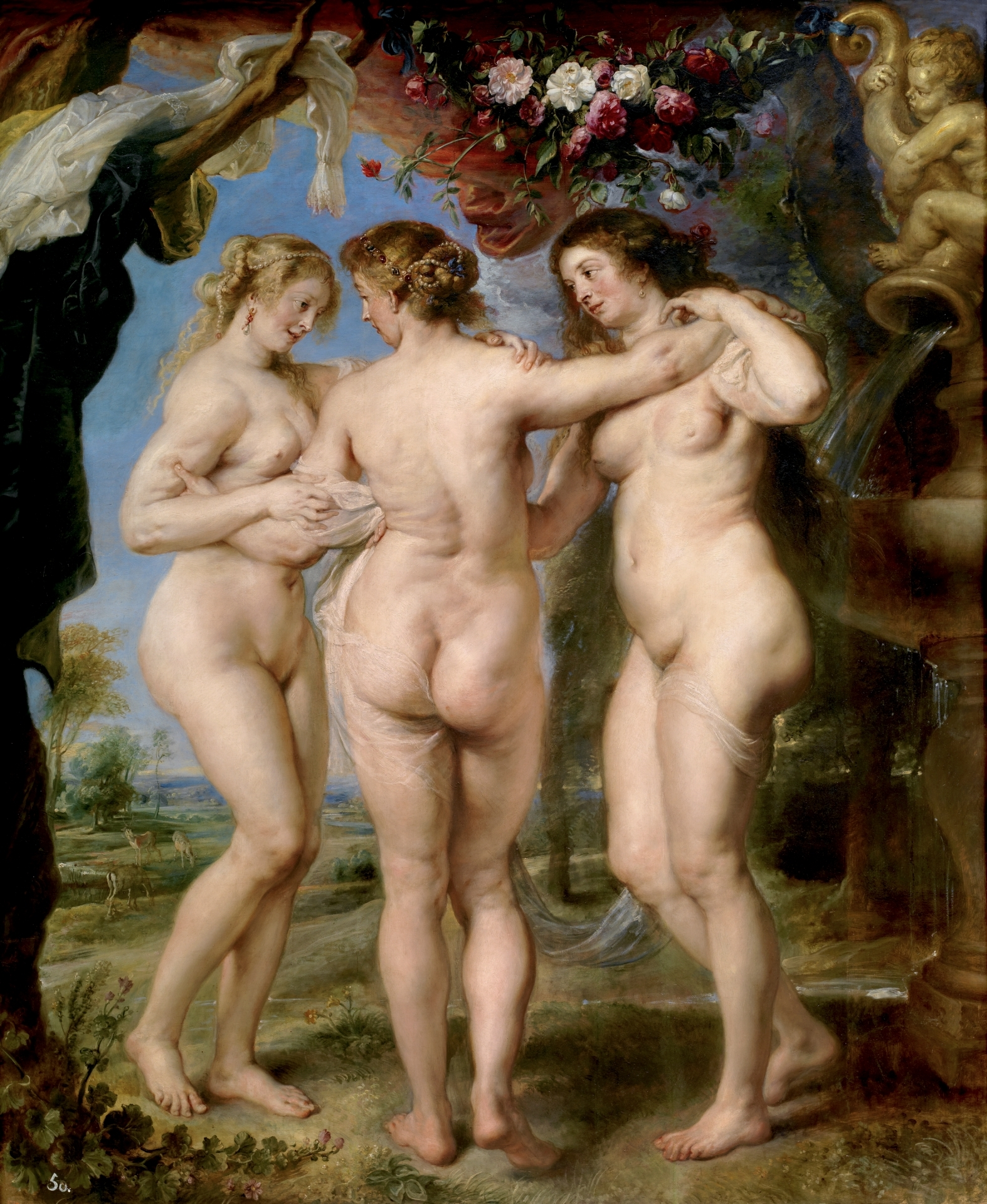
De drie Gratiën, ca. 1635, Museo del Prado
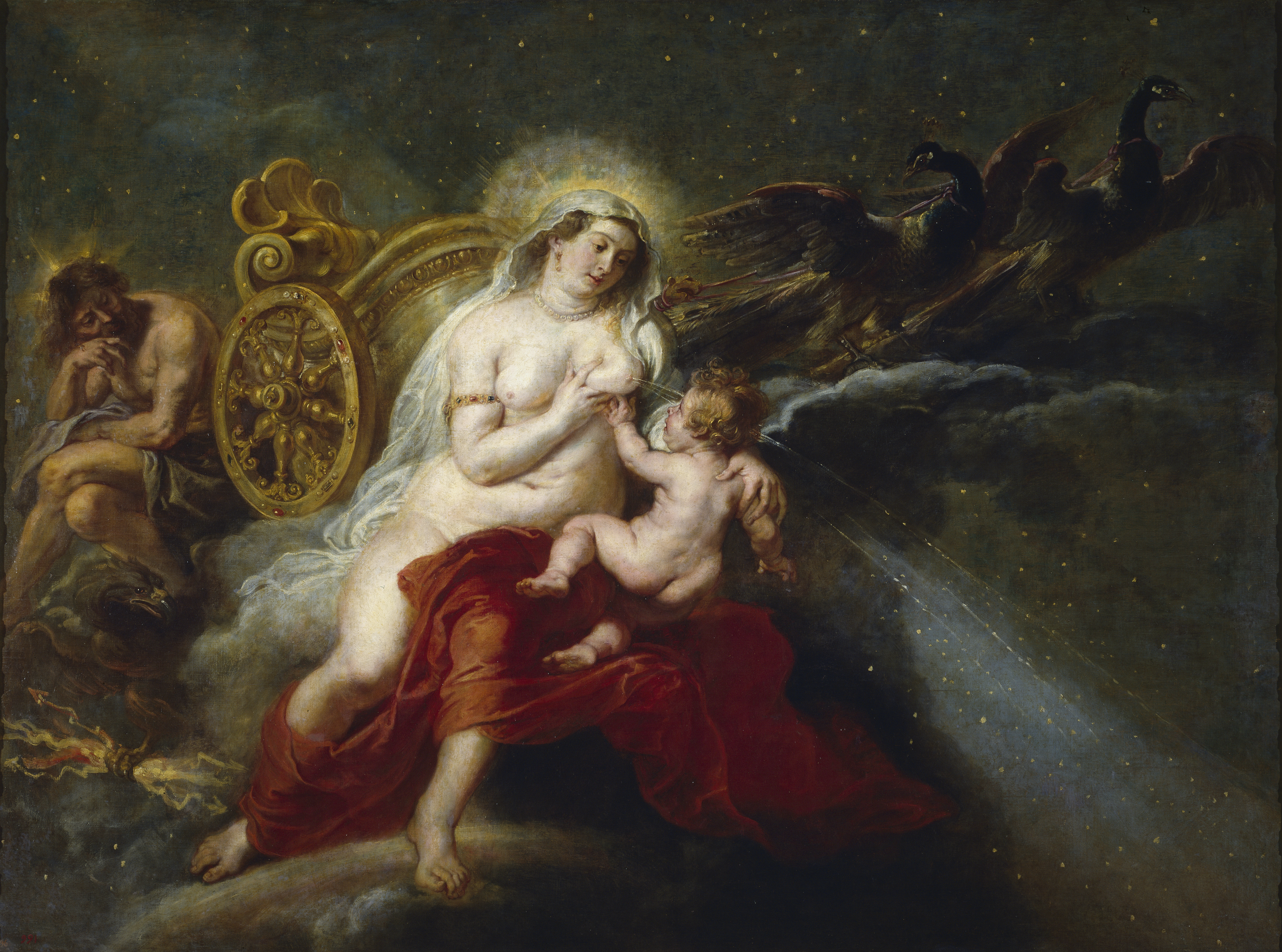
De geboorte van de Melkweg, 1636, Museo del Prado
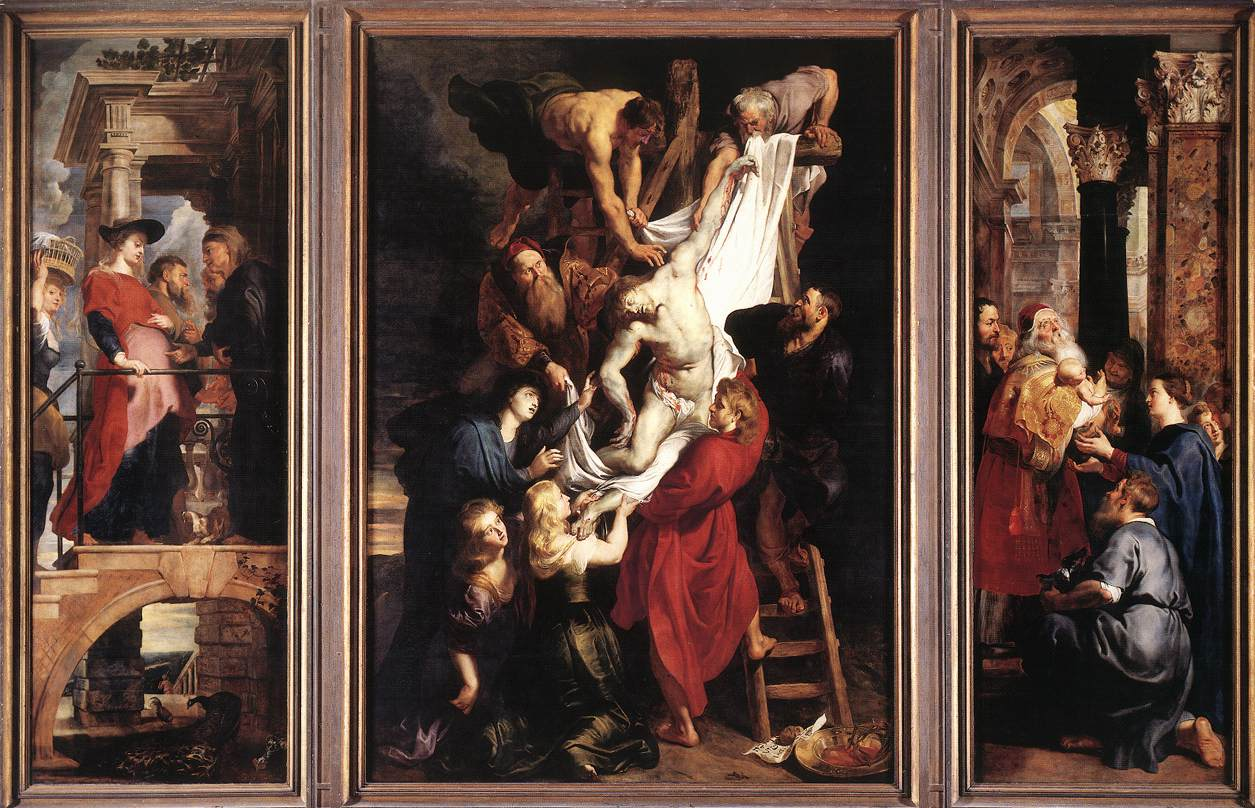
De kruisafneming
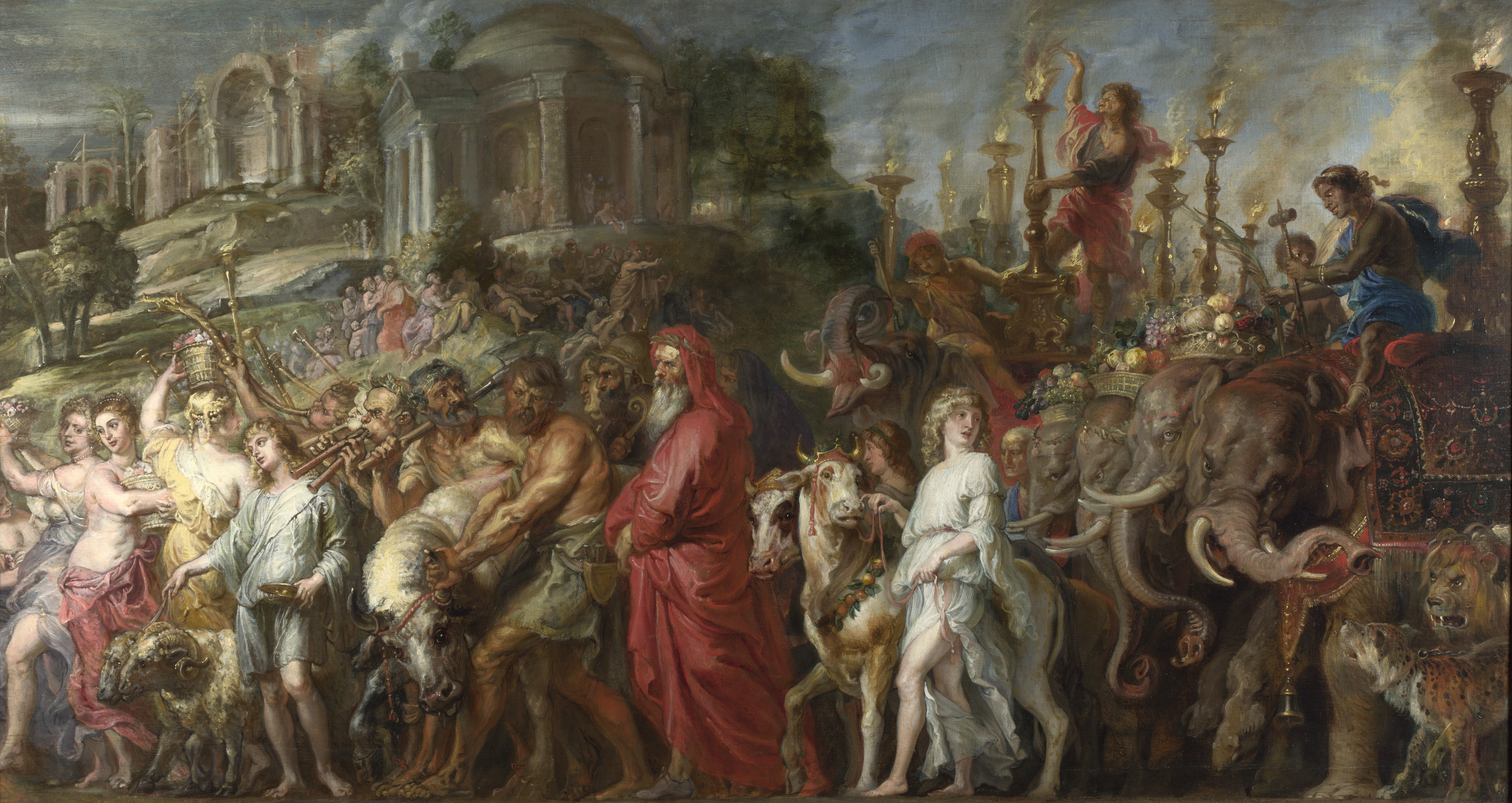
Romeinse triomf, ca. 1630, National Gallery
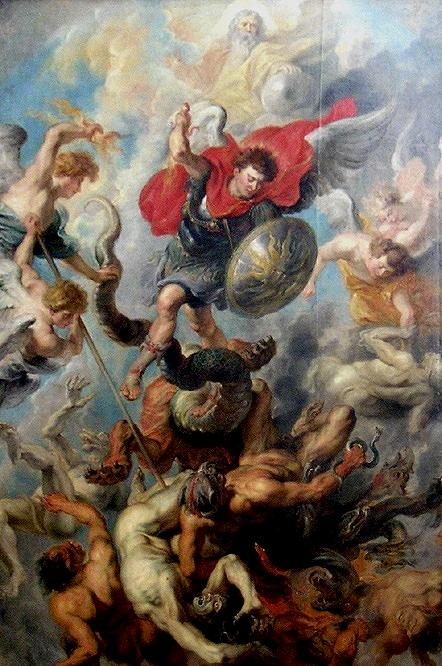
Val van de rebellerende engelen, 1621-1622, Alte Pinakothek
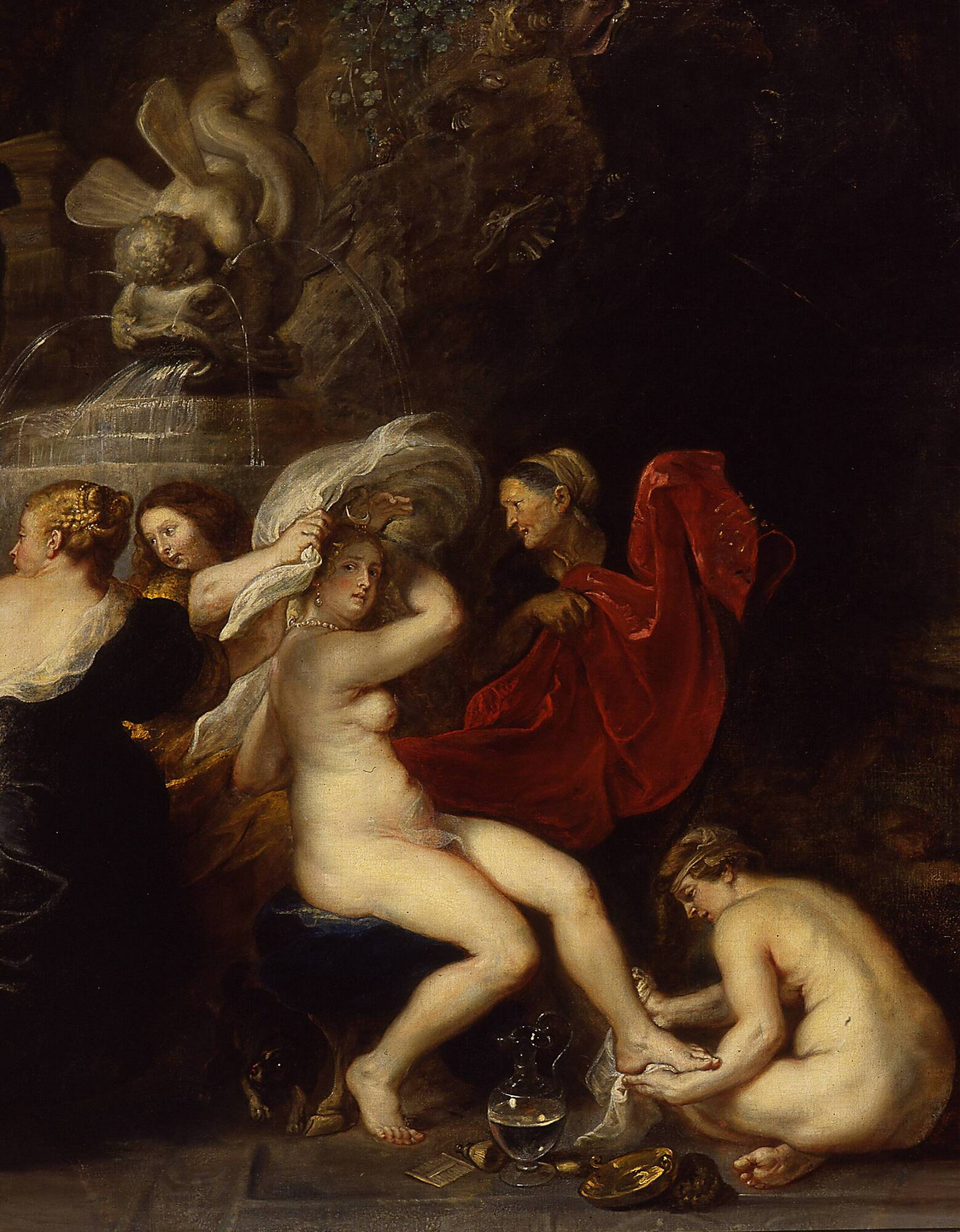
Het bad van Diana, ca. 1635-1640, Museum Boijmans van Beuningen
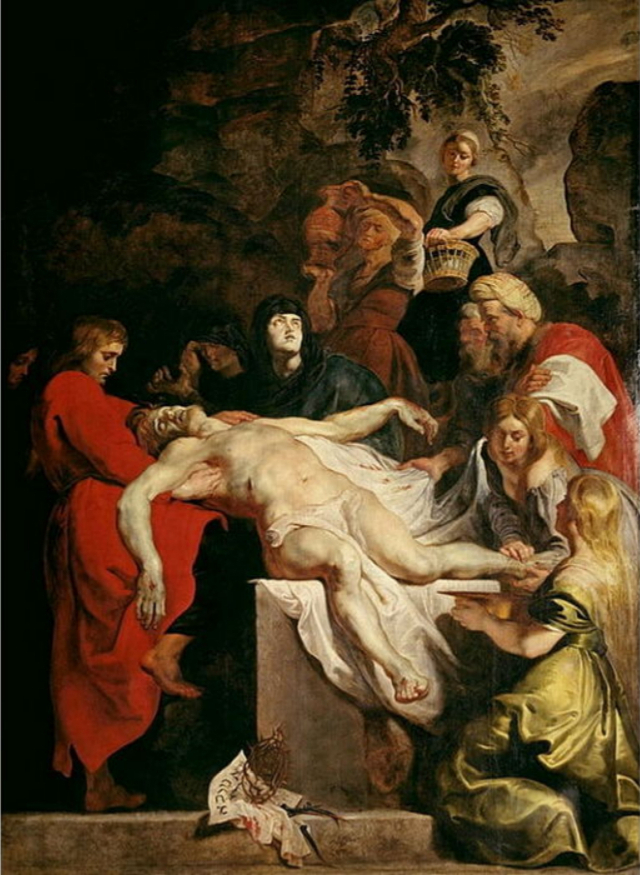
De graflegging van Christus, c. 1616, Église Saint-Géry, Cambrai
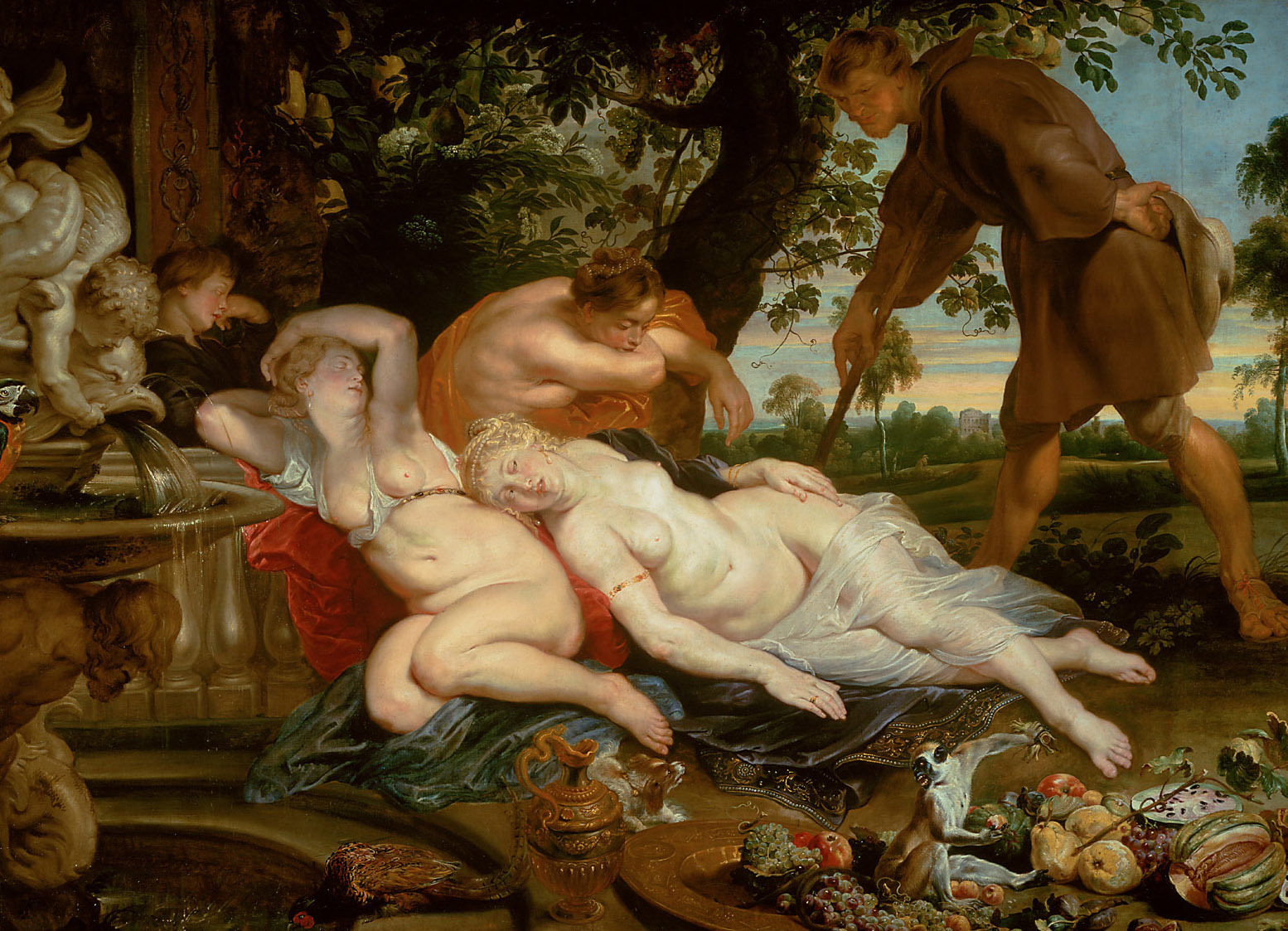
Cimon en Iphigenia, met bijdrage van Frans Snijders en Jan Wildens, ca. 1617, Kunsthistorisches Museum
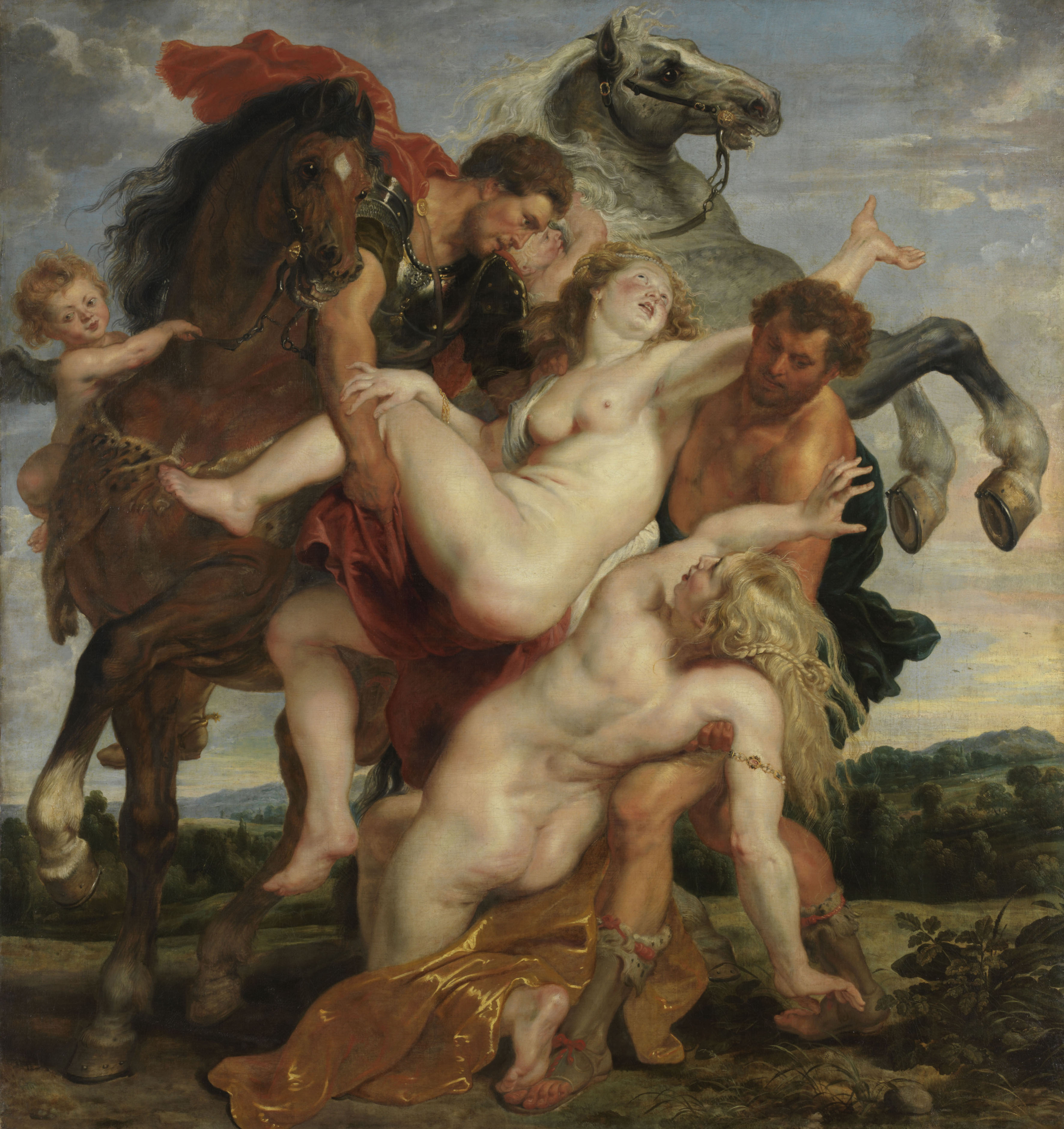
De schaking van Leucippus' dochters, ca. 1618, Alte Pinakothek
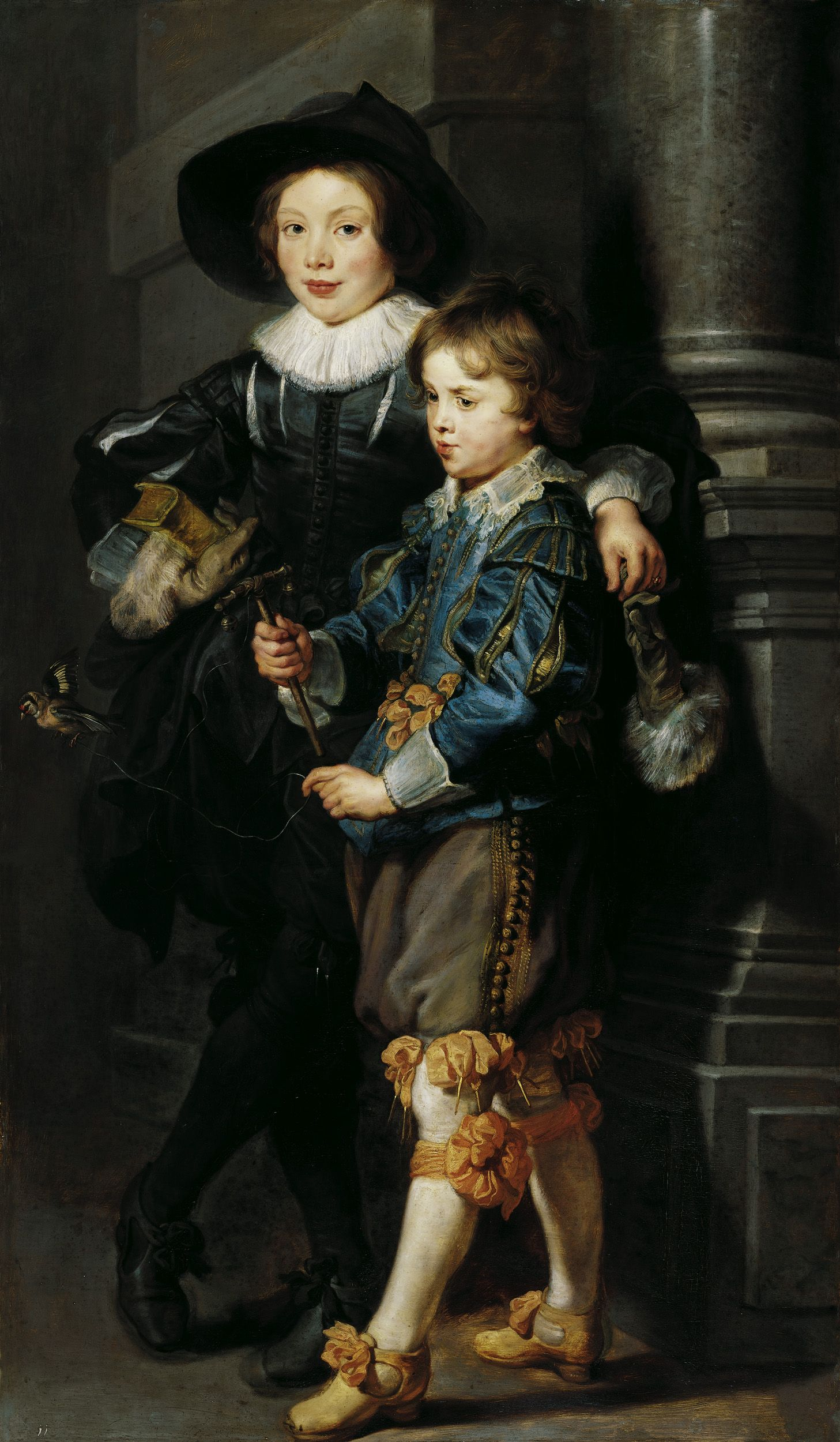
Albert en Nicolaas Rubens, ca. 1626/1627, Liechtenstein Museum
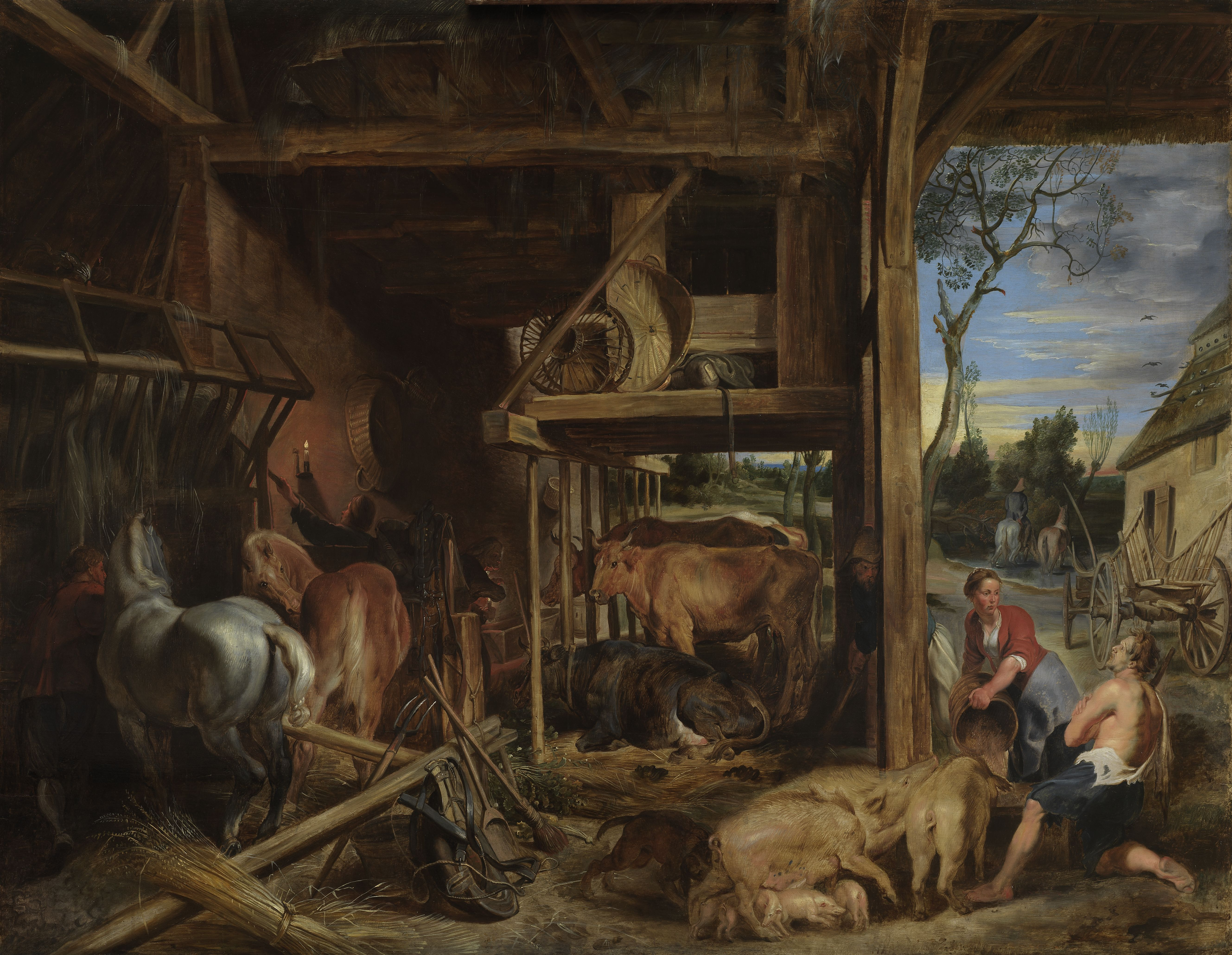
De verloren zoon van Peter Paul Rubens, Koninklijk Museum voor Schone Kunsten Antwerpen
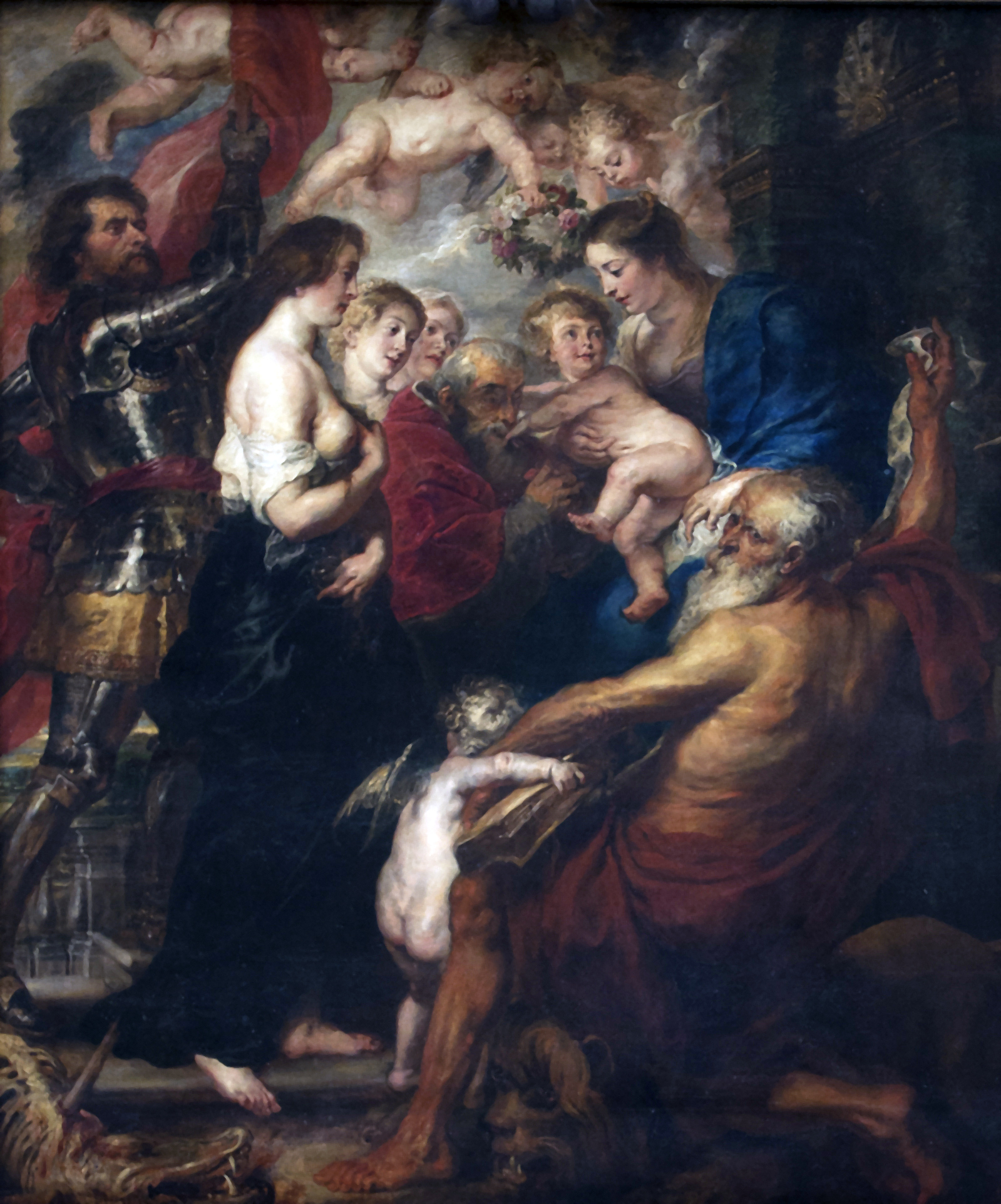
Madonna omringd door heiligen, in Rubens' grafkapel
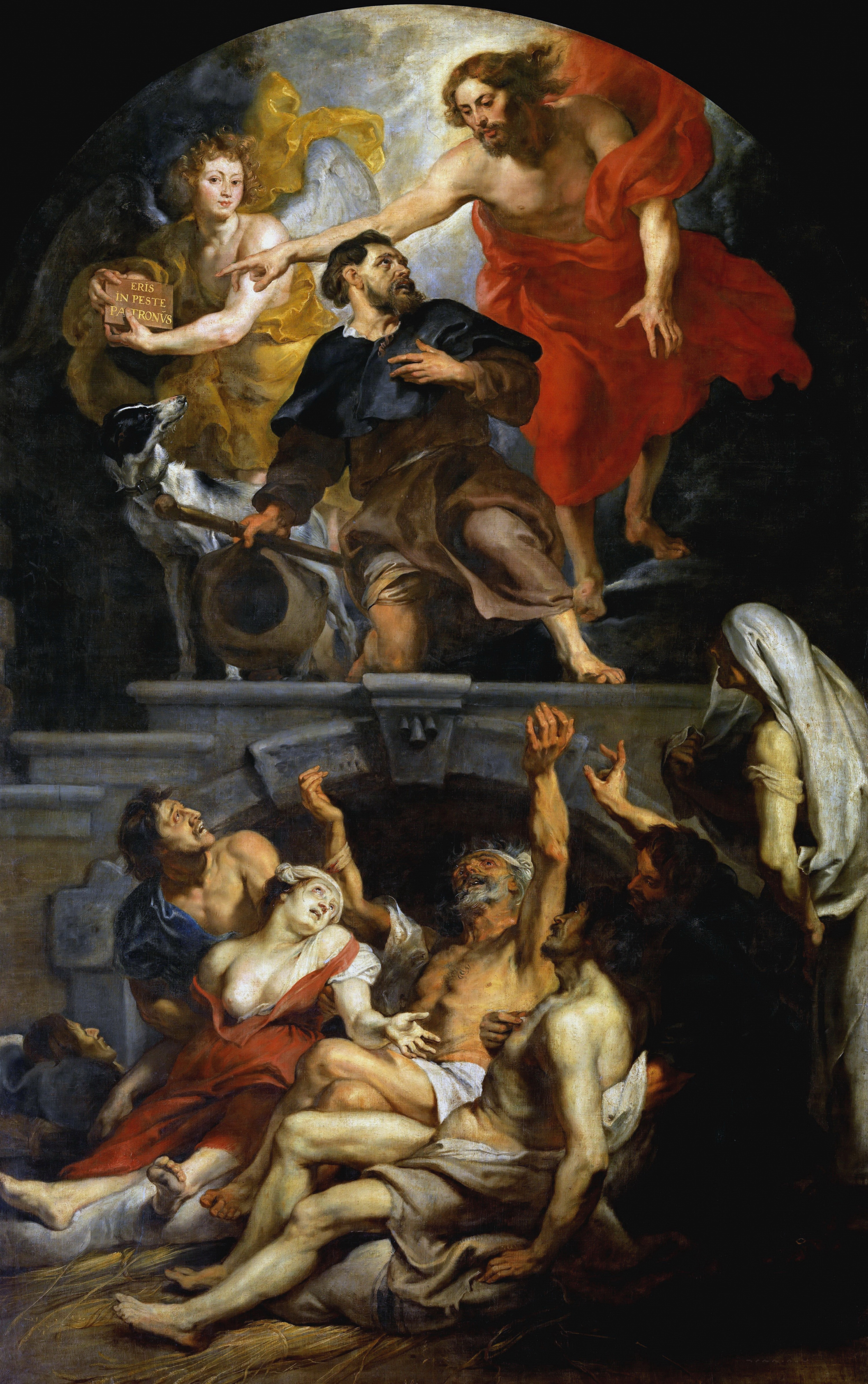
Heilige Rochus door Christus aangesteld tot patroon van de pestlijders
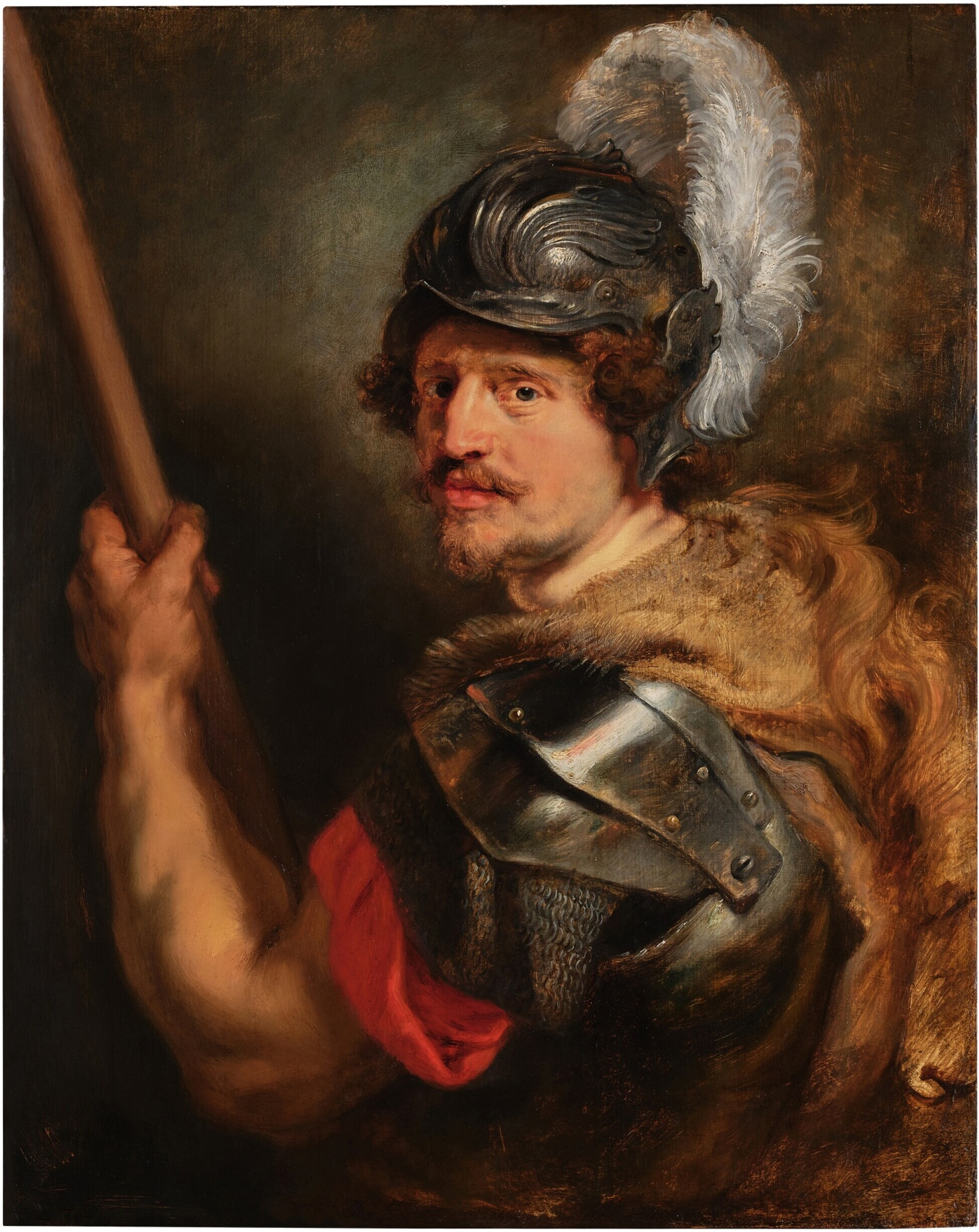
Portret van een man als de god Mars van Peter Paul Rubens (1620)